# Deutsche Juniorenmeisterschaft (Badminton)
Deutsche Juniorenmeisterschaften im Badminton werden seit der Saison 1952/1953 ausgetragen, in der DDR erst seit 1961. 1998 wurden die bis dahin als U-18-Meisterschaft ausgetragenen Titelkämpfe zur U-19-Meisterschaft geändert. Seit der Saison 1969/1970 werden zusätzlich Junioren-Titelkämpfe in der U 22 ausgetragen.

## Deutsche Juniorenmeisterschaften der U22

### Austragungsorte
| Jahr | Datum               | Ort            |
| ---- | ------------------- | -------------- |
| 1970 | 09. – 10.05.1970    | Oberhausen     |
| 1971 | 15. – 16.05.1971    | Minden         |
| 1972 | 13. – 14.05.1972    | Kaiserslautern |
| 1973 | 12. – 13.05.1973    | Homburg/Saar   |
| 1974 | 27. – 28.04.1974    | Langenfeld     |
| 1975 | 26. – 27.04.1975    | Langenfeld     |
| 1976 | 03. – 04.04.1976    | Berlin         |
| 1977 | 02. – 03.04.1977    | Wiebelskirchen |
| 1978 | 01. – 02.04.1978    | Brauweiler     |
| 1979 | 24. – 25.03.1979    | Berlin         |
| 1980 | 29. – 30.03.1980    | Fellbach       |
| 1981 | 04. – 05.04.1981    | Glinde         |
| 1982 | 27. – 28.03.1982    | Worms          |
| 1983 | 26. – 27.03.1983    | Lüdinghausen   |
| 1984 | 24. – 25.03.1984    | Bielefeld      |
| 1985 | 23. – 24.03.1985    | Langenfeld     |
| 1986 | 22. – 23.03.1986    | Bottrop        |
| 1987 | 21. – 22.03.1987    | Brauweiler     |
| 1988 | 26. – 27.03.1988    | Regensburg     |
| 1989 | 31.03. – 02.04.1989 | Langenfeld     |

| Jahr | Datum               | Ort         |
| ---- | ------------------- | ----------- |
| 1990 | 30.03. – 01.04.1990 | Neustadt    |
| 1991 | 05. – 07.04.1991    | Blomberg    |
| 1992 | 03. – 05.04.1992    | Langenfeld  |
| 1993 | 02. – 04.04.1993    | Regensburg  |
| 1994 | 25. – 27.03.1994    | Schorndorf  |
| 1995 | 07. – 09.04.1995    | Mülheim     |
| 1996 | 19. – 21.04.1996    | Regensburg  |
| 1997 | 18. – 20.04.1997    | Ibbenbüren  |
| 1998 | 17. – 19.04.1998    | Nördlingen  |
| 1999 | 16. – 18.04.1999    | Ibbenbüren  |
| 2000 | 14. – 16.04.2000    | Kulmbach    |
| 2001 | 20. – 22.04.2001    | Ibbenbüren  |
| 2002 | 19. – 21.04.2002    | Remagen     |
| 2003 | 11. – 13.04.2003    | Ibbenbüren  |
| 2004 | 16. – 18.04.2004    | Hamburg     |
| 2005 | 15. – 17.04.2005    | Nordhorn    |
| 2006 | 28. – 30.04.2006    | St. Ingbert |
| 2007 | 13. – 15.04.2007    | Düren       |
| 2008 | 18. – 20.04.2008    | Hamburg     |
| 2009 | 17. – 19.04.2009    | Regensburg  |

| Jahr | Datum            | Ort          |
| ---- | ---------------- | ------------ |
| 2010 | 16. – 18.04.2010 | Regensburg   |
| 2011 | 15. – 17.04.2011 | Regensburg   |
| 2012 | 13. – 15.04.2012 | Sindelfingen |
| 2013 | 19. – 21.04.2013 | Berlin       |
| 2014 | 25. – 27.04.2014 | Solingen     |
| 2015 | 17. – 19.04.2015 | Regensburg   |
| 2016 | 15. – 17.04.2016 | Peine        |
| 2017 | 21. – 23.04.2017 | Saarbrücken  |
| 2018 | 20. – 22.04.2018 | Bonn         |
| 2019 | 26. – 28.04.2019 | Regensburg   |
| 2020 | 24. – 26.04.2020 | Bonn         |
| 2021 | 03. – 05.09.2021 | Bonn         |
| 2022 | 22. – 24.04.2022 | Bonn         |
| 2023 | 21. – 23.04.2023 | Beuel        |
| 2024 | 19. – 21.04.2024 | Altenholz    |
| 2025 | 25. – 27.04.2025 | Ilmenau      |
| 2026 |                  |              |

### Medaillengewinner U22
| Saison    | Disziplin         | Erster                                                                                                | Zweiter                                                                                      | Dritter                                                                                | Dritter                                                                                 |
| --------- | ----------------- | --- | -------------------------------------------------------------------------------------------- | -------------------------------------------------------------------------------------- | --------------------------------------------------------------------------------------- |
| 1969/1970 | Herreneinzel      | Roland Maywald (1. BC Beuel)                                                                          | Karl Weiland (1. BC Beuel)                                                                   | ... (...)                                                                              | ... (...)                                                                               |
| 1969/1970 | Dameneinzel       | Brigitte Potthoff (VfL Bochum)                                                                        | Helga Schumacher (FC Langenfeld)                                                             | ... (...)                                                                              | ... (...)                                                                               |
| 1969/1970 | Herrendoppel      | Roland Maywald (1. BC Beuel) - Karl Weiland (1. BC Beuel)                                             | Alfred Kreutzberg (DJK Beuel) - Lutz Tupey (1. BV Mülheim)                                   | ... (...) - ... (...)                                                                  | ... (...) - ... (...)                                                                   |
| 1969/1970 | Damendoppel       | Brigitte Potthoff (VfL Bochum) - Helga Schumacher (FC Langenfeld)                                     | Ilse-Brigitte Riekhof (VfB Lübeck) - Hanni Schwark (VfB Lübeck)                              | ... (...) - ... (...)                                                                  | ... (...) - ... (...)                                                                   |
| 1969/1970 | Mixed             | Karl Weiland (1. BC Beuel) - Brigitte Potthoff (VfL Bochum)                                           | Hans Werner Niesner (VfL Wolfsburg) - Ilse-Brigitte Riekhof (VfB Lübeck)                     | ... (...) - ... (...)                                                                  | ... (...) - ... (...)                                                                   |
| Saison    | Disziplin         | Erster                                                                                                | Zweiter                                                                                      | Dritter                                                                                | Dritter                                                                                 |
| 1970/1971 | Herreneinzel      | Michael Schnaase (SC Union 08 Lüdinghausen)                                                           | Arno Schley (TuS Wiebelskirchen)                                                             | ... (...)                                                                              | ... (...)                                                                               |
| 1970/1971 | Dameneinzel       | Brigitte Potthoff (VfL Bochum)                                                                        | Helga Schumacher (FC Langenfeld)                                                             | ... (...)                                                                              | ... (...)                                                                               |
| 1970/1971 | Herrendoppel      | Hugo Wilmes (PSV Grün-Weiß Wiesbaden) - Werner Dietz (TG Langendiebach)                               | Klaus Gorhold (FC Langenfeld) - Lutz Tupey (1. BV Mülheim)                                   | ... (...) - ... (...)                                                                  | ... (...) - ... (...)                                                                   |
| 1970/1971 | Damendoppel       | Brigitte Potthoff (VfL Bochum) - Helga Schumacher (FC Langenfeld)                                     | Ilse-Brigitte Riekhof (VfB Lübeck) - Angelika Meier (VfB Lübeck)                             | ... (...) - ... (...)                                                                  | ... (...) - ... (...)                                                                   |
| 1970/1971 | Mixed             | Michael Schnaase (SC Union 08 Lüdinghausen) - Ilse-Brigitte Riekhof (VfB Lübeck)                      | Lutz Tupey (1. BV Mülheim) - Brigitte Potthoff (VfL Bochum)                                  | ... (...) - ... (...)                                                                  | ... (...) - ... (...)                                                                   |
| Saison    | Disziplin         | Erster                                                                                                | Zweiter                                                                                      | Dritter                                                                                | Dritter                                                                                 |
| 1971/1972 | Herreneinzel      | Michael Schnaase (SC Union 08 Lüdinghausen)                                                           | Klaus Gorholt (Merscheider TV)                                                               | ... (...)                                                                              | ... (...)                                                                               |
| 1971/1972 | Dameneinzel       | Vera Martini (TuS Wiebelskirchen)                                                                     | Dagmar Wagner (1. Wiesbadener BC)                                                            | ... (...)                                                                              | ... (...)                                                                               |
| 1971/1972 | Herrendoppel      | Michael Schnaase (SC Union 08 Lüdinghausen) - Rolf Würfel (VfL Wolfsburg)                             | Lutz Tupay (1. BV Mülheim) - Klaus Gorholt (Merscheider TV)                                  | ... (...) - ... (...)                                                                  | ... (...) - ... (...)                                                                   |
| 1971/1972 | Damendoppel       | Dagmar Wagner (1. Wiesbadener BC) - Dagmar Zier (TG Langendiebach)                                    | Eva-Maria Kranz (1. BC Beuel) - Helga Maywald (1. BC Beuel)                                  | ... (...) - ... (...)                                                                  | ... (...) - ... (...)                                                                   |
| 1971/1972 | Mixed             | Werner Dietz (TG Langendiebach) - Dagmar Wagner (1. Wiesbadener BC)                                   | Michael Schnaase (SC Union 08 Lüdinghausen) - Marie-Luise Schulta-Jansen (TuB Bocholt)       | ... (...) - ... (...)                                                                  | ... (...) - ... (...)                                                                   |
| Saison    | Disziplin         | Erster                                                                                                | Zweiter                                                                                      | Dritter                                                                                | Dritter                                                                                 |
| 1972/1973 | Herreneinzel      | Karl-Heinz Zwiebler (1. BC Beuel)                                                                     | Arno Schley (TuS Wiebelskirchen)                                                             | ... (...)                                                                              | ... (...)                                                                               |
| 1972/1973 | Dameneinzel       | Vera Martini (TuS Wiebelskirchen)                                                                     | Eva-Maria Kranz (1. BC Beuel)                                                                | ... (...)                                                                              | ... (...)                                                                               |
| 1972/1973 | Herrendoppel      | Wolf-Rüdiger Naussed (SV Berliner Bären) - Jürgen Koleczko (BC Eintracht Südring Berlin)              | Arno Schley (TuS Wiebelskirchen) - Rainer Gatzke (TB Langendiebach)                          | ... (...) - ... (...)                                                                  | ... (...) - ... (...)                                                                   |
| 1972/1973 | Damendoppel       | Vera Martini (TuS Wiebelskirchen) - Monika Schönsteiner (TuS Wiebelskirchen)                          | Eva-Maria Kranz (1. BC Beuel) - Marie-Luise Schulta-Jansen (TuB Bocholt)                     | ... (...) - ... (...)                                                                  | ... (...) - ... (...)                                                                   |
| 1972/1973 | Mixed             | Arno Schley (TuS Wiebelskirchen) - Vera Martini (TuS Wiebelskirchen)                                  | Karl-Heinz Zwiebler (1. BC Beuel) - Eva-Maria Kranz (1. BC Beuel)                            | ... (...) - ... (...)                                                                  | ... (...) - ... (...)                                                                   |
| Saison    | Disziplin         | Erster                                                                                                | Zweiter                                                                                      | Dritter                                                                                | Dritter                                                                                 |
| 1973/1974 | Herreneinzel      | Wolf-Rüdiger Naussed (SV Berliner Bären)                                                              | Helmut Streit (PSV Saarbrücken)                                                              | ... (...)                                                                              | ... (...)                                                                               |
| 1973/1974 | Dameneinzel       | Eva-Maria Kranz (1. BC Beuel)                                                                         | Marie-Luise Schulta-Jansen (TuB Bocholt)                                                     | ... (...)                                                                              | ... (...)                                                                               |
| 1973/1974 | Herrendoppel      | Reiner Wodey (1. BC Beuel) - Reinhard Wolber (1. BC Beuel)                                            | Wolf-Rüdiger Naussed (SV Berliner Bären) - Jürgen Koleczko (BC Eintracht Südring Berlin)     | ... (...) - ... (...)                                                                  | ... (...) - ... (...)                                                                   |
| 1973/1974 | Damendoppel       | Dagmar Wagner (1. Wiesbadener BC) - Monika Peiffer (TuS Wiebelskirchen)                               | Eva-Maria Zwiebler (1. BC Beuel) - Marie-Luise Schulta-Jansen (TuB Bocholt)                  | ... (...) - ... (...)                                                                  | ... (...) - ... (...)                                                                   |
| 1973/1974 | Mixed             | Hans-Georg Weigand (TG Zell) - Dagmar Wagner (1. Wiesbadener BC)                                      | Reiner Wodey (1. BC Beuel) - Eva-Maria Kranz (1. BC Beuel)                                   | ... (...) - ... (...)                                                                  | ... (...) - ... (...)                                                                   |
| Saison    | Disziplin         | Erster                                                                                                | Zweiter                                                                                      | Dritter                                                                                | Dritter                                                                                 |
| 1974/1975 | Herreneinzel      | Joachim Schulz (VfB Lübeck)                                                                           | Georg Simon (TuS Wiebelskirchen)                                                             | ... (...)                                                                              | ... (...)                                                                               |
| 1974/1975 | Dameneinzel       | Eva-Maria Kranz (1. BC Beuel)                                                                         | Jutta Vogel (PSV Grün-Weiß Wiesbaden)                                                        | ... (...)                                                                              | ... (...)                                                                               |
| 1974/1975 | Herrendoppel      | Joachim Schulz (VfB Lübeck) - Manfred Buck (VfB Lübeck)                                               | Reiner Wodey (1. BC Beuel) - Reinhard Wolber (1. BC Beuel)                                   | ... (...) - ... (...)                                                                  | ... (...) - ... (...)                                                                   |
| 1974/1975 | Damendoppel       | Eva-Maria Kranz (1. BC Beuel) - Marie-Luise Schulta-Jansen (SC Union 08 Lüdinghausen)                 | Jutta Vogel (PSV Grün-Weiß Wiesbaden) - Erica Fischbach (PSV Grün-Weiß Wiesbaden)            | ... (...) - ... (...)                                                                  | ... (...) - ... (...)                                                                   |
| 1974/1975 | Mixed             | Reiner Wodey (1. BC Beuel) - Eva-Maria Kranz (1. BC Beuel)                                            | Johann Claasen (BC Kleve) - Heidi Krickhaus (Ohligser TV)                                    | ... (...) - ... (...)                                                                  | ... (...) - ... (...)                                                                   |
| Saison    | Disziplin         | Erster                                                                                                | Zweiter                                                                                      | Dritter                                                                                | Dritter                                                                                 |
| 1975/1976 | Herreneinzel      | Joachim Schulz (VfB Lübeck)                                                                           | Georg Simon (TuS Wiebelskirchen)                                                             | ... (...)                                                                              | ... (...)                                                                               |
| 1975/1976 | Dameneinzel       | Elke Weber (VfL Wolfsburg)                                                                            | Regina Saddeler (BC Eintracht Südring Berlin)                                                | ... (...)                                                                              | ... (...)                                                                               |
| 1975/1976 | Herrendoppel      | Georg Simon (TuS Wiebelskirchen) - Michael Budczinski (Badminton Club Kleve)                          | Peter Haase (BC Eintracht Südring Berlin) - Horst Zetsche (BC Eintracht Südring Berlin)      | ... (...) - ... (...)                                                                  | ... (...) - ... (...)                                                                   |
| 1975/1976 | Damendoppel       | Renate Wilmes (SG Kelkheim) - Felicitas Schmutzler (OSC Hoechst)                                      | Jutta Schiller (BC Rehberge Berlin) - Gabi Kraatz (BC Eintracht Südring Berlin)              | ... (...) - ... (...)                                                                  | ... (...) - ... (...)                                                                   |
| 1975/1976 | Mixed             | Michael Budczinski (Badminton Club Kleve) - Barbara Budczinski (Badminton Club Kleve)                 | Olaf Rosenow (PSV Grün-Weiß Wiesbaden) - Jutta Vogel (PSV Grün-Weiß Wiesbaden)               | ... (...) - ... (...)                                                                  | ... (...) - ... (...)                                                                   |
| Saison    | Disziplin         | Erster                                                                                                | Zweiter                                                                                      | Dritter                                                                                | Dritter                                                                                 |
| 1976/1977 | Herreneinzel      | Georg Simon (TuS Wiebelskirchen)                                                                      | Olaf Rosenow (TV Mainz-Zahlbach)                                                             | ... (...)                                                                              | ... (...)                                                                               |
| 1976/1977 | Dameneinzel       | Jutta Vogel (PSV Grün-Weiß Wiesbaden)                                                                 | Elke Weber (VfL Wolfsburg)                                                                   | ... (...)                                                                              | ... (...)                                                                               |
| 1976/1977 | Herrendoppel      | Joachim Schulz (VfB Lübeck) - Udo Krückels (DJK Stolberg)                                             | Michael Budczinski (BC Kellen) - Georg Simon (TuS Wiebelskirchen)                            | ... (...) - ... (...)                                                                  | ... (...) - ... (...)                                                                   |
| 1976/1977 | Damendoppel       | Elke Weber (VfL Wolfsburg) - Jutta Vogel (PSV Grün-Weiß Wiesbaden)                                    | Dagmar Schneider (VfB Lübeck) - Sibille Schulz (VfB Lübeck)                                  | ... (...) - ... (...)                                                                  | ... (...) - ... (...)                                                                   |
| 1976/1977 | Mixed             | Olaf Rosenow (PSV Grün-Weiß Wiesbaden) - Jutta Vogel (PSV Grün-Weiß Wiesbaden)                        | Michael Budczinski (BC Kellen) - Barbara Igel (SC Union 08 Lüdinghausen)                     | ... (...) - ... (...)                                                                  | ... (...) - ... (...)                                                                   |
| Saison    | Disziplin         | Erster                                                                                                | Zweiter                                                                                      | Dritter                                                                                | Dritter                                                                                 |
| 1977/1978 | Herreneinzel      | Georg Simon (TuS Wiebelskirchen)                                                                      | Rolf Heyer (TG Rheinhausen)                                                                  | ... (...)                                                                              | ... (...)                                                                               |
| 1977/1978 | Dameneinzel       | Elke Weber (VfL Wolfsburg)                                                                            | Jutta Vogel (PSV Grün-Weiß Wiesbaden)                                                        | ... (...)                                                                              | ... (...)                                                                               |
| 1977/1978 | Herrendoppel      | Rolf Heyer (TB Rheinhausen) - Georg Simon (TuS Wiebelskirchen)                                        | Olaf Rosenow (PSV Grün-Weiß Wiesbaden) - Thomas Hagemann (SV Unkel)                          | ... (...) - ... (...)                                                                  | ... (...) - ... (...)                                                                   |
| 1977/1978 | Damendoppel       | Elke Weber (VfL Wolfsburg) Jutta Vogel (TV Mainz-Zahlbach)                                            | Heidi Krickhaus (STC Blau-Weiß Solingen) Elke Schrick (1. BC Leverkusen)                     | ... (...) - ... (...)                                                                  | ... (...) - ... (...)                                                                   |
| 1977/1978 | Mixed             | Rolf Heyer (TB Rheinhausen) - Heidi Krickhaus (STC Blau-Weiß Solingen)                                | Thomas Hagemann (SV Unkel) - Barbara Igel (SC Union 08 Lüdinghausen)                         | ... (...) - ... (...)                                                                  | ... (...) - ... (...)                                                                   |
| Saison    | Disziplin         | Erster                                                                                                | Zweiter                                                                                      | Dritter                                                                                | Dritter                                                                                 |
| 1978/1979 | Herreneinzel      | Olaf Rosenow (TV Mainz-Zahlbach)                                                                      | Thomas Künstler (TV Mainz-Zahlbach)                                                          | ... (...)                                                                              | ... (...)                                                                               |
| 1978/1979 | Dameneinzel       | Kirsten Schmieder (OSC 04 Rheinhausen)                                                                | Jutta Vogel (TV Mainz-Zahlbach)                                                              | ... (...)                                                                              | ... (...)                                                                               |
| 1978/1979 | Herrendoppel      | Georg Simon (TuS Wiebelskirchen) - Olaf Rosenow (TV Mainz-Zahlbach)                                   | Thomas Hagemann (SV Unkel) - Stefan Frey (TV Mainz-Zahlbach)                                 | ... (...) - ... (...)                                                                  | ... (...) - ... (...)                                                                   |
| 1978/1979 | Damendoppel       | Heidi Krickhaus (Ohligser TV) - Elke Schrick (1. BC Leverkusen)                                       | Jutta Vogel (TV Mainz-Zahlbach) - Marlies Rixen (STC Blau-Weiß Solingen)                     | ... (...) - ... (...)                                                                  | ... (...) - ... (...)                                                                   |
| 1978/1979 | Mixed             | Olaf Rosenow (TV Mainz-Zahlbach) - Jutta Vogel (TV Mainz-Zahlbach)                                    | Rolf Heyer (OSC 04 Rheinhausen) - Bärbel Murach (TV Blomberg)                                | ... (...) - ... (...)                                                                  | ... (...) - ... (...)                                                                   |
| Saison    | Disziplin         | Erster                                                                                                | Zweiter                                                                                      | Dritter                                                                                | Dritter                                                                                 |
| 1979/1980 | Herreneinzel      | Rolf Heyer (TB Rheinhausen)                                                                           | Thomas Künstler (TV Mainz-Zahlbach)                                                          | ... (...)                                                                              | ... (...)                                                                               |
| 1979/1980 | Dameneinzel       | Kirsten Schmieder (OSC 04 Rheinhausen)                                                                | Heidi Krickhaus (STC Blau-Weiß Solingen)                                                     | ... (...)                                                                              | ... (...)                                                                               |
| 1979/1980 | Herrendoppel      | Harald Klauer (VfL Wolfsburg) - Gerhard Treitinger (SV Fortuna Regensburg)                            | Rolf Heyer (TB Rheinhausen) - Thomas Künstler (TV Mainz-Zahlbach)                            | ... (...) - ... (...)                                                                  | ... (...) - ... (...)                                                                   |
| 1979/1980 | Damendoppel       | Kirsten Schmieder (OSC 04 Rheinhausen) Claudia Dorrenbach (FC Langenfeld)                             | Heidi Krickhaus (STC Blau-Weiß Solingen) Elke Schrick (1. BC Leverkusen)                     | ... (...) - ... (...)                                                                  | ... (...) - ... (...)                                                                   |
| 1979/1980 | Mixed             | Stefan Frey (TV Mainz-Zahlbach) - Gabi Simon (TV Mainz-Zahlbach)                                      | Jürgen Gebhardt (TV Mainz-Zahlbach) - Kirsten Schmieder (TB Rheinhausen)                     | ... (...) - ... (...)                                                                  | ... (...) - ... (...)                                                                   |
| Saison    | Disziplin         | Erster                                                                                                | Zweiter                                                                                      | Dritter                                                                                | Dritter                                                                                 |
| 1980/1981 | Herreneinzel      | Thomas Künstler (TV Mainz-Zahlbach)                                                                   | Harald Klauer (1. DBC Bonn)                                                                  | ... (...)                                                                              | ... (...)                                                                               |
| 1980/1981 | Dameneinzel       | Kirsten Schmieder (OSC 04 Rheinhausen)                                                                | Claudia Dorrenbach (FC Langenfeld)                                                           | ... (...)                                                                              | ... (...)                                                                               |
| 1980/1981 | Herrendoppel      | Jürgen Gebhardt (TV Mainz-Zahlbach) - Stefan Frey (TV Mainz-Zahlbach)                                 | Harald Klauer (1. DBC Bonn) - Klaus Treitinger (SV Fortuna Regensburg)                       | ... (...) - ... (...)                                                                  | ... (...) - ... (...)                                                                   |
| 1980/1981 | Damendoppel       | Kirsten Schmieder (OSC 04 Rheinhausen) - Claudia Dorrenbach (FC Langenfeld)                           | Gabriele Splett (1. BC Leverkusen) - Elke Schrick (1. BC Leverkusen)                         | ... (...) - ... (...)                                                                  | ... (...) - ... (...)                                                                   |
| 1980/1981 | Mixed             | Thomas Künstler (TV Mainz-Zahlbach) - Mechtild Hagemann (TV Mainz-Zahlbach)                           | Uwe Scherpen (FC Langenfeld) - Christiane Russ (FC Langenfeld)                               | ... (...) - ... (...)                                                                  | ... (...) - ... (...)                                                                   |
| Saison    | Disziplin         | Erster                                                                                                | Zweiter                                                                                      | Dritter                                                                                | Dritter                                                                                 |
| 1981/1982 | Herreneinzel      | Thomas Künstler (TV Mainz-Zahlbach)                                                                   | Jürgen Gebhardt (TV Mainz-Zahlbach)                                                          | ... (...)                                                                              | ... (...)                                                                               |
| 1981/1982 | Dameneinzel       | Kirsten Schmieder (OSC 04 Rheinhausen)                                                                | Mechtild Hagemann (TV Mainz-Zahlbach)                                                        | ... (...)                                                                              | ... (...)                                                                               |
| 1981/1982 | Herrendoppel      | Thomas Künstler (TV Mainz-Zahlbach) - Matthias Heger (FC Bayer 05 Uerdingen)                          | Klaus Treitinger (SV Fortuna Regensburg) - Martin Bareiß (TSB Schwäbisch Gmünd)              | ... (...) - ... (...)                                                                  | ... (...) - ... (...)                                                                   |
| 1981/1982 | Damendoppel       | Kirsten Schmieder (OSC 04 Rheinhausen) - Gabriele Splett (OSC 04 Rheinhausen / 1. DBC Bonn)           | Mechtild Hagemann (TV Mainz-Zahlbach) - Gabi Simon (TV Mainz-Zahlbach)                       | ... (...) - ... (...)                                                                  | ... (...) - ... (...)                                                                   |
| 1981/1982 | Mixed             | Thomas Künstler (TV Mainz-Zahlbach) - Mechtild Künstler (TV Mainz-Zahlbach)                           | Ralf Reinhard (BC Eintracht Südring Berlin) - Karen Pickartz (TSV Glinde)                    | ... (...) - ... (...)                                                                  | ... (...) - ... (...)                                                                   |
| Saison    | Disziplin         | Erster                                                                                                | Zweiter                                                                                      | Dritter                                                                                | Dritter                                                                                 |
| 1982/1983 | Herreneinzel      | Michael Ferlings (OSC 04 Rheinhausen)                                                                 | Jürgen Gebhardt (TV Mainz-Zahlbach)                                                          | ... (...)                                                                              | ... (...)                                                                               |
| 1982/1983 | Dameneinzel       | Kirsten Schmieder (OSC 04 Rheinhausen)                                                                | Gabriele Splett (1. DBC Bonn)                                                                | ... (...)                                                                              | ... (...)                                                                               |
| 1982/1983 | Herrendoppel      | Thomas Künstler (TV Mainz-Zahlbach) - Jürgen Gebhardt (TV Mainz-Zahlbach)                             | Michael Hohensee (BC Schwarz-Weiß Köln) - Hans-Jörg Kaib (TB Rheinhausen)                    | ... (...) - ... (...)                                                                  | ... (...) - ... (...)                                                                   |
| 1982/1983 | Damendoppel       | Kirsten Schmieder (OSC 04 Rheinhausen) - Gabriele Splett (1. DBC Bonn)                                | ... (...) - ... (...)                                                                        | ... (...) - ... (...)                                                                  | ... (...) - ... (...)                                                                   |
| 1982/1983 | Mixed             | Thomas Künstler (TV Mainz-Zahlbach) - Mechtild Hagemann (TV Mainz-Zahlbach)                           | Ralf Reinhard (BC Eintracht Südring Berlin) - Dorett Hökel (TSB Schwäbisch Gmünd)            | ... (...) - ... (...)                                                                  | ... (...) - ... (...)                                                                   |
| Saison    | Disziplin         | Erster                                                                                                | Zweiter                                                                                      | Dritter                                                                                | Dritter                                                                                 |
| 1983/1984 | Herreneinzel      | Volker Eiber (TuS Wiebelskirchen)                                                                     | Bernd Schwitzgebel (TV Scheidt)                                                              | ... (...)                                                                              | ... (...)                                                                               |
| 1983/1984 | Dameneinzel       | Kirsten Schmieder (OSC 04 Rheinhausen)                                                                | Katrin Schmidt (1. PBC Neustadt)                                                             | ... (...)                                                                              | ... (...)                                                                               |
| 1983/1984 | Herrendoppel      | Klaus Treitinger (SV Fortuna Regensburg) - Martin Bareiß (TSB Schwäbisch Gmünd)                       | Frank Diekmann (Eintracht Bielefeld) - Jörg Raupach (Berliner Leistungszentrum)              | ... (...) - ... (...)                                                                  | ... (...) - ... (...)                                                                   |
| 1983/1984 | Damendoppel       | Angelika Krüger (TSV 08 Hamburg) - Ingra Holtz (Hamburger SV)                                         | Kirsten Schmieder (TB Rheinhausen) - Dorett Hökel (1. DBC Bonn)                              | ... (...) - ... (...)                                                                  | ... (...) - ... (...)                                                                   |
| 1983/1984 | Mixed             | Guido Schänzler (TTC Brauweiler 1948) - Katrin Schmidt (1. PBC Neustadt)                              | Volker Renzelmann (VfL Wolfsburg) - Cathrin Hoppe (VfL Wolfsburg)                            | ... (...) - ... (...)                                                                  | ... (...) - ... (...)                                                                   |
| Saison    | Disziplin         | Erster                                                                                                | Zweiter                                                                                      | Dritter                                                                                | Dritter                                                                                 |
| 1984/1985 | Herreneinzel      | Uwe Scherpen (BC Schwarz-Weiß Köln)                                                                   | Gerhard Treitinger (SV Fortuna Regensburg)                                                   | ... (...)                                                                              | ... (...)                                                                               |
| 1984/1985 | Dameneinzel       | Birgit Schilling (SV Fortuna Regensburg)                                                              | Andrea Lewandowski (1. BV Mülheim)                                                           | ... (...)                                                                              | ... (...)                                                                               |
| 1984/1985 | Herrendoppel      | Guido Schänzler (TTC Brauweiler 1948) - Ralf Rausch (FC Bayer 05 Uerdingen)                           | Martin Bareiß (TSB Schwäbisch Gmünd) - Gerhard Treitinger (SV Fortuna Regensburg)            | ... (...) - ... (...)                                                                  | ... (...) - ... (...)                                                                   |
| 1984/1985 | Damendoppel       | Birgit Schilling (SV Fortuna Regensburg) - Cathrin Hoppe (VfL Wolfsburg)                              | Claudia Kürsten (BV Gifhorn) - Hiltraud Wendt (Sportfreunde Salzgitter)                      | ... (...) - ... (...)                                                                  | ... (...) - ... (...)                                                                   |
| 1984/1985 | Mixed             | Volker Renzelmann (VfL Wolfsburg) - Cathrin Hoppe (VfL Wolfsburg)                                     | Michael Horneber (SV Siemens Nürnberg) - Birgit Schilling (SV Fortuna Regensburg)            | ... (...) - ... (...)                                                                  | ... (...) - ... (...)                                                                   |
| Saison    | Disziplin         | Erster                                                                                                | Zweiter                                                                                      | Dritter                                                                                | Dritter                                                                                 |
| 1985/1986 | Herreneinzel      | Guido Schänzler (TTC Brauweiler 1948)                                                                 | Detlef Poste (PSV Bremerhaven)                                                               | ... (...)                                                                              | ... (...)                                                                               |
| 1985/1986 | Dameneinzel       | Birgit Schilling (SV Fortuna Regensburg)                                                              | Christine Skropke (FC Bayer 05 Uerdingen)                                                    | ... (...)                                                                              | ... (...)                                                                               |
| 1985/1986 | Herrendoppel      | Guido Schänzler (TTC Brauweiler 1948) - Ralf Rausch (FC Bayer 05 Uerdingen)                           | Franz-Josef Müller (SSV Heiligenwald) - Martin Kranitz (SSV Heiligenwald)                    | ... (...) - ... (...)                                                                  | ... (...) - ... (...)                                                                   |
| 1985/1986 | Damendoppel       | Nicole Baldewein (OSC Düsseldorf) - Anke Jansen (SG Dülken)                                           | Andrea Lewandowski (1. BV Mülheim) - Karen Voltmann (1. BV Mülheim)                          | ... (...) - ... (...)                                                                  | ... (...) - ... (...)                                                                   |
| 1985/1986 | Mixed             | Michael Keck (SV Fortuna Regensburg) - Anne-Katrin Seid (SV Fortuna Regensburg)                       | Stephan Kuhl (TTC Brauweiler 1948) - Katrin Schmidt (TuS Wiebelskirchen)                     | ... (...) - ... (...)                                                                  | ... (...) - ... (...)                                                                   |
| Saison    | Disziplin         | Erster                                                                                                | Zweiter                                                                                      | Dritter                                                                                | Dritter                                                                                 |
| 1986/1987 | Herreneinzel      | Robert Neumann (TTC Brauweiler 1948)                                                                  | Markus Türnich (TTC Brauweiler 1948)                                                         | ... (...)                                                                              | ... (...)                                                                               |
| 1986/1987 | Dameneinzel       | Katrin Schmidt (TuS Wiebelskirchen)                                                                   | Nicole Baldewein (OSC Düsseldorf)                                                            | ... (...)                                                                              | ... (...)                                                                               |
| 1986/1987 | Herrendoppel      | Ralf Rausch (FC Bayer 05 Uerdingen) - Bernd Schwitzgebel (TuS Wiebelskirchen)                         | Markus Keck (SV Fortuna Regensburg) - Christian Diekmann (Eintracht Bielefeld)               | ... (...) - ... (...)                                                                  | ... (...) - ... (...)                                                                   |
| 1986/1987 | Damendoppel       | Katrin Schmidt (TuS Wiebelskirchen) - Birgit Schilling (SV Fortuna Regensburg)                        | Christine Skropke (FC Bayer 05 Uerdingen) - Andrea Lewandowski (1. BC Herten)                | ... (...) - ... (...)                                                                  | ... (...) - ... (...)                                                                   |
| 1986/1987 | Mixed             | Stephan Kuhl (TTC Brauweiler 1948) - Katrin Schmidt (TuS Wiebelskirchen)                              | Ralf Rausch (FC Bayer 05 Uerdingen) - Christine Skropke (FC Bayer 05 Uerdingen)              | ... (...) - ... (...)                                                                  | ... (...) - ... (...)                                                                   |
| Saison    | Disziplin         | Erster                                                                                                | Zweiter                                                                                      | Dritter                                                                                | Dritter                                                                                 |
| 1987/1988 | Herreneinzel      | Guido Schänzler (TTC Brauweiler 1948)                                                                 | Markus Keck (SV Fortuna Regensburg)                                                          | ... (...)                                                                              | ... (...)                                                                               |
| 1987/1988 | Dameneinzel       | Kerstin Ubben (SV Blankenese)                                                                         | Bettina Mattern (SSV Heiligenwald)                                                           | ... (...)                                                                              | ... (...)                                                                               |
| 1987/1988 | Herrendoppel      | Robert Neumann (TTC Brauweiler 1948) - Stephan Kuhl (FC Langenfeld)                                   | Franz-Josef Müller (SSV Heiligenwald) - Martin Kranitz (SSV Heiligenwald)                    | ... (...) - ... (...)                                                                  | ... (...) - ... (...)                                                                   |
| 1987/1988 | Damendoppel       | Angelika Funke (STC Blau-Weiß Solingen) - Anne-Katrin Seid (SV Fortuna Regensburg)                    | Christine Skropke (FC Bayer 05 Uerdingen) - Kerstin Ubben (SV Blankenese)                    | ... (...) - ... (...)                                                                  | ... (...) - ... (...)                                                                   |
| 1987/1988 | Mixed             | Markus Keck (SV Fortuna Regensburg) - Anne-Katrin Seid (SV Fortuna Regensburg)                        | Stefan Maus (STC Blau-Weiß Solingen) - Heike Erler (TuS Wiebelskirchen)                      | ... (...) - ... (...)                                                                  | ... (...) - ... (...)                                                                   |
| Saison    | Disziplin         | Erster                                                                                                | Zweiter                                                                                      | Dritter                                                                                | Dritter                                                                                 |
| 1988/1989 | Damendoppel       | Nicole Baldewein (OSC Düsseldorf) - Kerstin Ubben (FC Langenfeld)                                     | Christiane Russ (1. DBC Bonn) - Andrea Sotta (1. BC Beuel)                                   | ... (...) - ... (...)                                                                  | ... (...) - ... (...)                                                                   |
| 1988/1989 | Dameneinzel       | Kerstin Ubben (FC Langenfeld)                                                                         | Andrea Findhammer (1. BV Mülheim)                                                            | ... (...)                                                                              | ... (...)                                                                               |
| 1988/1989 | Herrendoppel      | Markus Keck (SV Fortuna Regensburg) - Robert Neumann (FC Langenfeld)                                  | Kai Mitteldorf (FC Bayer 05 Uerdingen) - Uwe Ossenbrink (TuS Wiebelskirchen)                 | ... (...) - ... (...)                                                                  | ... (...) - ... (...)                                                                   |
| 1988/1989 | Herreneinzel      | Robert Neumann (FC Langenfeld)                                                                        | Markus Keck (SV Fortuna Regensburg)                                                          | ... (...)                                                                              | ... (...)                                                                               |
| 1988/1989 | Mixed             | Markus Keck (SV Fortuna Regensburg) - Anne-Katrin Seid (SV Fortuna Regensburg)                        | Kai Mitteldorf (FC Bayer 05 Uerdingen) - Andrea Sotta (1. BC Beuel)                          | ... (...) - ... (...)                                                                  | ... (...) - ... (...)                                                                   |
| Saison    | Disziplin         | Erster                                                                                                | Zweiter                                                                                      | Dritter                                                                                | Dritter                                                                                 |
| 1989/1990 | Herreneinzel      | Michael Keck (SV Fortuna Regensburg)                                                                  | Marek Bujak (TV Mainz-Zahlbach)                                                              | Martin Kranitz (SSV Heiligenwald)                                                      | Kai Mitteldorf (FC Bayer 05 Uerdingen)                                                  |
| 1989/1990 | Dameneinzel       | Andrea Findhammer (1. BV Mülheim)                                                                     | Kerstin Ubben (FC Langenfeld)                                                                | Karen Stechmann (VfL Stade)                                                            | Stefanie Westermann (BC Eintracht Südring Berlin)                                       |
| 1989/1990 | Herrendoppel      | Michael Keck (SV Fortuna Regensburg) - Kai Mitteldorf (FC Bayer 05 Uerdingen)                         | Uwe Ossenbrink (TuS Wiebelskirchen) - Oliver Pongratz (TSV Mindelheim)                       | Martin Kranitz (SSV Heiligenwald) - Dirk Wagner (SSV Heiligenwald)                     | Michael Helber (TuS Wiebelskirchen) - Thomas Berger (SSV Heiligenwald)                  |
| 1989/1990 | Damendoppel       | Kerstin Ubben (FC Langenfeld) - Andrea Findhammer (1. BV Mülheim)                                     | Kerstin Weinbörner (SSV Heiligenwald) - Karen Stechmann (VfL Stade)                          | Heike Erler (TuS Wiebelskirchen) - Sandra Volz                                         | Tanja Münch - Sylvia Reyss                                                              |
| 1989/1990 | Mixed             | Michael Keck (SV Fortuna Regensburg) - Heike Erler (TuS Wiebelskirchen)                               | Michael Helber (TuS Wiebelskirchen) - Karen Stechmann (VfL Stade)                            | Gordon Teigelkämper (FC Bayer 05 Uerdingen) - Andrea Findhammer (1. BV Mülheim)        | Dirk Wagner (SSV Heiligenwald) - Kerstin Weinbörner (SSV Heiligenwald)                  |
| Saison    | Disziplin         | Erster                                                                                                | Zweiter                                                                                      | Dritter                                                                                | Dritter                                                                                 |
| 1990/1991 | Herreneinzel      | Michael Helber (TuS Wiebelskirchen)                                                                   | Dirk Wagner (SSV Heiligenwald)                                                               | Michael Keck (SV Fortuna Regensburg)                                                   | Marek Bujak (TV Mainz-Zahlbach)                                                         |
| 1990/1991 | Dameneinzel       | Kerstin Ubben (FC Langenfeld)                                                                         | Andrea Findhammer (1. BV Mülheim)                                                            | Karen Stechmann (VfL Stade)                                                            | Stefanie Westermann (BC Eintracht Südring Berlin)                                       |
| 1990/1991 | Herrendoppel      | Michael Helber (TuS Wiebelskirchen) - Uwe Ossenbrink (TuS Wiebelskirchen)                             | Roland Dorner (TV Neckarau) - Frank Weber (VfB Friedrichshafen)                              | Marek Bujak (TV Mainz-Zahlbach) - Reinemann (TV Mainz-Zahlbach)                        | Kunisch (SG Heidenheim) - Dahlhaus (TV Neckerau)                                        |
| 1990/1991 | Damendoppel       | Stefanie Westermann (BC Eintracht Südring Berlin) - Kerstin Ubben (FC Langenfeld)                     | Karen Stechmann (VfL Stade) - Anette Geisler (TuS Wiebelskirchen)                            | Tanja Münch - Andrea Findhammer (1. BV Mülheim)                                        | Antje Fregin (BC Brombach) - Bettina Mayer                                              |
| 1990/1991 | Mixed             | Michael Keck (SV Fortuna Regensburg) - Kerstin Ubben (FC Langenfeld)                                  | Michael Helber (TuS Wiebelskirchen) - Karen Stechmann (VfL Stade)                            | Marek Bujak (TV Mainz-Zahlbach) - Anette Geisler (TuS Wiebelskirchen)                  | Uwe Ossenbrink (TuS Wiebelskirchen) - Andrea Findhammer (1. BV Mülheim)                 |
| Saison    | Disziplin         | Erster                                                                                                | Zweiter                                                                                      | Dritter                                                                                | Dritter                                                                                 |
| 1991/1992 | Herreneinzel      | Oliver Pongratz (FC Langenfeld)                                                                       | Thomas Berger (SSV Heiligenwald)                                                             | ... (...)                                                                              | ... (...)                                                                               |
| 1991/1992 | Dameneinzel       | Nicole Grether (BC Lörrach-Brombach)                                                                  | Karen Stechmann (VfL Stade)                                                                  | ... (...)                                                                              | ... (...)                                                                               |
| 1991/1992 | Herrendoppel      | Uwe Ossenbrink (TuS Wiebelskirchen) - Thomas Berger (SSV Heiligenwald)                                | Frank Weber (SV Fortuna Regensburg) - Gordon Teigelkämper (FC Bayer 05 Uerdingen)            | ... (...) - ... (...)                                                                  | ... (...) - ... (...)                                                                   |
| 1991/1992 | Damendoppel       | Bettina Mayer (VfB Friedrichshafen) - Anette Hilt (SG Schorndorf)                                     | Karen Stechmann (VfL Stade) - Kerstin Weinbörner (FC Bayer 05 Uerdingen)                     | ... (...) - ... (...)                                                                  | ... (...) - ... (...)                                                                   |
| 1991/1992 | Mixed             | Uwe Ossenbrink (TuS Wiebelskirchen) - Karen Stechmann (VfL Stade)                                     | Frank Weber (SV Fortuna Regensburg) - Annette Hilt (TuS Schorndorf)                          | ... (...) - ... (...)                                                                  | ... (...) - ... (...)                                                                   |
| Saison    | Disziplin         | Erster                                                                                                | Zweiter                                                                                      | Dritter                                                                                | Dritter                                                                                 |
| 1992/1993 | Herreneinzel      | Oliver Pongratz (FC Langenfeld)                                                                       | Thomas Berger (SSV Heiligenwald)                                                             | ... (...)                                                                              | ... (...)                                                                               |
| 1992/1993 | Dameneinzel       | Kirsten Sprang (TV Mainz-Zahlbach)                                                                    | Stefanie Müller (TSV Neuhausen)                                                              | ... (...)                                                                              | ... (...)                                                                               |
| 1992/1993 | Herrendoppel      | Michael Helber (SV Fortuna Regensburg) - Thomas Berger (SSV Heiligenwald)                             | Frank Weber (SV Fortuna Regensburg) - Steffen Weber (TV Neckarau)                            | ... (...) - ... (...)                                                                  | ... (...) - ... (...)                                                                   |
| 1992/1993 | Damendoppel       | Kerstin Weinbörner (FC Bayer 05 Uerdingen) - Karen Stechmann (FC Langenfeld)                          | Katja Michalowsky (TSV Glinde) - Anja Weber (VfL Berliner Lehrer)                            | ... (...) - ... (...)                                                                  | ... (...) - ... (...)                                                                   |
| 1992/1993 | Mixed             | Michael Helber (SV Fortuna Regensburg) - Karen Stechmann (FC Langenfeld)                              | Jörg Schröder (…) - Aline Wagener (VfL 93 Hamburg)                                           | ... (...) - ... (...)                                                                  | ... (...) - ... (...)                                                                   |
| Saison    | Disziplin         | Erster                                                                                                | Zweiter                                                                                      | Dritter                                                                                | Dritter                                                                                 |
| 1993/1994 | Herreneinzel      | Björn Siegemund (SV Fortuna Regensburg)                                                               | Steffen Weber (BSG Neckarau/Wiesloch)                                                        | Christian Mohr (TSV Lohe-Rickelshof 1923)                                              | Marc Hannes (TTC Brauweiler 1948)                                                       |
| 1993/1994 | Dameneinzel       | Stefanie Müller (TSV Neuhausen-Nymphenburg)                                                           | Kirsten Sprang (TV Mainz-Zahlbach)                                                           | Heike Stohlmann (TV Blomberg)                                                          | Claudia Vogelgsang (VfB Friedrichshafen)                                                |
| 1993/1994 | Herrendoppel      | Gerrit Burkert (TuS Gildehaus) - André Vos (TuS Gildehaus)                                            | Dirk Ruberg (BV Wesel Rot-Weiss) - Markus Mössing (BV Wesel Rot-Weiss)                       | Marc Hannes (TTC Brauweiler 1948) - Nils Kannengießer (1. BV Mülheim)                  | Alexander Merget (SG Anspach) - Oliver Kudicke (SG Anspach)                             |
| 1993/1994 | Damendoppel       | Viola Rathgeber (SC Siemensstadt) - Nicol Pitro (FC Langenfeld)                                       | Heike Stohlmann (TV Blomberg) - Annette Hilt (SG Schorndorf)                                 | Claudia Vogelgsang (VfB Friedrichshafen) - Simone Hilt (SG Schorndorf)                 | Stefanie Müller (TSV Neuhausen-Nymphenburg) - Sandra Mirtsching (SG Anspach)            |
| 1993/1994 | Mixed             | Christian Mohr (TSV Lohe-Rickelshof 1923) - Viola Rathgeber (SC Siemensstadt)                         | Alexander Merget (SG Anspach) - Sandra Mirtsching (SG Anspach)                               | Dirk Ruberg (BV Wesel Rot-Weiss) - Heike Stohlmann (TV Blomberg)                       | Holger Kampen (1. BV Mülheim) - Anja Faber (1. BC Beuel)                                |
| Saison    | Disziplin         | Erster                                                                                                | Zweiter                                                                                      | Dritter                                                                                | Dritter                                                                                 |
| 1994/1995 | Herreneinzel      | Oliver Pongratz (FC Langenfeld)                                                                       | Björn Siegemund (SV Fortuna Regensburg)                                                      | Steffen Weber (TV Neckarau)                                                            | Stefan Solfrank (SG Schorndorf)                                                         |
| 1994/1995 | Dameneinzel       | Nicole Grether (SSV Heiligenwald)                                                                     | Heike Schönharting (PSV Grün-Weiß Wiesbaden)                                                 | Kirsten Sprang (Bottroper BG)                                                          | Claudia Vogelgsang (VfB Friedrichshafen)                                                |
| 1994/1995 | Herrendoppel      | Boris Reichel (TuS Gildehaus) - Björn Zeysing (SV/MTV Winsen)                                         | Holger Kampen (1. BV Mülheim) - Markus Mössing (BV Wesel Rot-Weiss)                          | Steffen Weber (TV Neckarau) - Sören Bredenkamp (...)                                   | ... (...) - ... (...)                                                                   |
| 1994/1995 | Damendoppel       | Nicole Grether (SSV Heiligenwald) - Sandra Beißel (TTC Brauweiler 1948)                               | Nicol Pitro (FC Langenfeld) - Viola Rathgeber (BC Eintracht Südring Berlin)                  | Claudia Vogelgsang (VfB Friedrichshafen) - Anja Weber (VfL Berliner Lehrer)            | Annette Hilt (SG Schorndorf) - Simone Hilt (SG Schorndorf)                              |
| 1994/1995 | Mixed             | Björn Siegemund (SV Fortuna Regensburg) - Nicol Pitro (FC Langenfeld)                                 | Christian Mohr (TSV Lohe-Rickelshof) - Viola Rathgeber (BC Eintracht Südring Berlin)         | Wolf-Dieter Baier (VfB Friedrichshafen) - Simone Hilt (SG Schorndorf)                  | Stefan Solfrank (SG Schorndorf) - Annette Hilt (SG Schorndorf)                          |
| Saison    | Disziplin         | Erster                                                                                                | Zweiter                                                                                      | Dritter                                                                                | Dritter                                                                                 |
| 1995/1996 | Herreneinzel      | Marc Hannes (Bottroper BG)                                                                            | Markus Ewald (FC Langenfeld)                                                                 | ... (...)                                                                              | ... (...)                                                                               |
| 1995/1996 | Dameneinzel       | Nicole Grether (SSV Heiligenwald)                                                                     | Katja Michalowsky (TSV Glinde)                                                               | ... (...)                                                                              | ... (...)                                                                               |
| 1995/1996 | Herrendoppel      | Marc Hannes (Bottroper BG) - Björn Siegemund (SV Fortuna Regensburg)                                  | Björn Decker (SSV Heiligenwald) - Kai Behles (SSV Heiligenwald)                              | ... (...) - ... (...)                                                                  | ... (...) - ... (...)                                                                   |
| 1995/1996 | Damendoppel       | Sandra Beißel (TTC Brauweiler 1948) - Nicole Grether (SSV Heiligenwald)                               | Simone Hilt (SG Schorndorf) - Claudia Vogelgsang (VfB Friedrichshafen)                       | ... (...) - ... (...)                                                                  | ... (...) - ... (...)                                                                   |
| 1995/1996 | Mixed             | Björn Siegemund (SV Fortuna Regensburg) - Nicol Pitro (TuS Wiebelskirchen)                            | Sebastian Ottrembka (VfL Berliner Lehrer) - Anja Weber (BC Eintracht Südring Berlin)         | ... (...) - ... (...)                                                                  | ... (...) - ... (...)                                                                   |
| Saison    | Disziplin         | Erster                                                                                                | Zweiter                                                                                      | Dritter                                                                                | Dritter                                                                                 |
| 1996/1997 | Herreneinzel      | Björn Decker (SSV Heiligenwald)                                                                       | Andreas Wölk (FC Langenfeld)                                                                 | Mike Joppien (FC Langenfeld)                                                           | Marc Hannes (Bottroper BG)                                                              |
| 1996/1997 | Dameneinzel       | Stefanie Müller (SV Fortuna Regensburg)                                                               | Claudia Vogelgsang (VfB Friedrichshafen)                                                     | Anja Weber (BC Eintracht Südring Berlin)                                               | Kathrin Piotrowski (PSV Gelsenkirchen)                                                  |
| 1996/1997 | Herrendoppel      | Mike Joppien (FC Langenfeld) - Andreas Wölk (FC Langenfeld)                                           | Marc Hannes (Bottroper BG) - Boris Reichel (TuS Gildehaus)                                   | Sebastian Ottrembka (VfL Berliner Lehrer) - Conrad Hückstädt (SG EBT Berlin)           | Björn Decker (SSV Heiligenwald) - Rehan Khan (Bottroper BG)                             |
| 1996/1997 | Damendoppel       | Sandra Beißel (TTC Brauweiler 1948) - Nicol Pitro (TTC Brauweiler 1948 / TuS Wiebelskirchen)          | Viola Rathgeber (SSV Heiligenwald) - Anika Sietz (BV Gifhorn)                                | Kathrin Piotrowski (PSV Gelsenkirchen) - Wiebke Schrempf (VfL Lüneburg)                | Claudia Vogelgsang (VfB Friedrichshafen) - Anja Weber (BC Eintracht Südring Berlin)     |
| 1996/1997 | Mixed             | Björn Decker (SSV Heiligenwald) - Nicol Pitro (TuS Wiebelskirchen)                                    | Sebastian Ottrembka (VfL Berliner Lehrer) - Anja Weber (BC Eintracht Südring Berlin)         | Rehan Khan (Bottroper BG) - Viola Rathgeber (SSV Heiligenwald)                         | Boris Reichel (TuS Gildehaus) - Sandra Beißel (TTC Brauweiler 1948)                     |
| Saison    | Disziplin         | Erster                                                                                                | Zweiter                                                                                      | Dritter                                                                                | Dritter                                                                                 |
| 1997/1998 | Herreneinzel      | Mike Joppien (FC Langenfeld)                                                                          | Andreas Wölk (FC Langenfeld)                                                                 | ... (...)                                                                              | ... (...)                                                                               |
| 1997/1998 | Dameneinzel       | Claudia Vogelgsang (VfB Friedrichshafen)                                                              | Wiebke Schrempf (TuS Wiebelskirchen)                                                         | ... (...)                                                                              | ... (...)                                                                               |
| 1997/1998 | Herrendoppel      | Sebastian Ottrembka (TuS Wiebelskirchen) - Mike Joppien (FC Langenfeld)                               | Andreas Wölk (FC Langenfeld) - Gregor Hönscheid (TTC Brauweiler 1948)                        | ... (...) - ... (...)                                                                  | ... (...) - ... (...)                                                                   |
| 1997/1998 | Damendoppel       | Britta Uhlenbroich (Spvg Steinhagen) - Katrin Kexel (DSC Wanne-Eickel)                                | Corina Herrle (TSV Neuhausen) - Melanie Herle (TSV Neuhausen)                                | ... (...) - ... (...)                                                                  | ... (...) - ... (...)                                                                   |
| 1997/1998 | Mixed             | Sebastian Ottrembka (TuS Wiebelskirchen) - Wiebke Schrempf (TuS Wiebelskirchen)                       | Björn Decker (TuS Wiebelskirchen) - Gesa Ladewig (TV Bischmisheim)                           | ... (...) - ... (...)                                                                  | ... (...) - ... (...)                                                                   |
| Saison    | Disziplin         | Erster                                                                                                | Zweiter                                                                                      | Dritter                                                                                | Dritter                                                                                 |
| 1998/1999 | Herreneinzel      | Rehan Khan (Bottroper BG)                                                                             | Jochen Cassel (BCW Hütschenhausen)                                                           | ... (...)                                                                              | ... (...)                                                                               |
| 1998/1999 | Dameneinzel       | Sonja Martenstein (KSV Baunatal)                                                                      | Stefanie Struschka (PSV Grün-Weiß Wiesbaden)                                                 | ... (...)                                                                              | ... (...)                                                                               |
| 1998/1999 | Herrendoppel      | Ingo Kindervater (1. BC Beuel) - Thomas Tesche (1. BC Beuel)                                          | Kristof Hopp (Blau-Weiss Wittorf Neumünster) - Maurice Niesner (BV Gifhorn)                  | ... (...) - ... (...)                                                                  | ... (...) - ... (...)                                                                   |
| 1998/1999 | Damendoppel       | Sonja Martenstein (KSV Baunatal) - Franziska Prax (SV Unkel)                                          | Gesa Ladewig (1. BC Bischmisheim) - Sandra Mann (SSV Heiligenwald)                           | ... (...) - ... (...)                                                                  | ... (...) - ... (...)                                                                   |
| 1998/1999 | Mixed             | Kristof Hopp (SV Blau-Weiß Wittorf von 1912) - Jeanette Ottrembka (VfL Berliner Lehrer)               | Thomas Tesche (1. BC Beuel) - Gesa Ladewig (1. BC Bischmisheim)                              | ... (...) - ... (...)                                                                  | ... (...) - ... (...)                                                                   |
| Saison    | Disziplin         | Erster                                                                                                | Zweiter                                                                                      | Dritter                                                                                | Dritter                                                                                 |
| 1999/2000 | Herreneinzel      | Arnd Vetters (PSV Grün-Weiß Wiesbaden)                                                                | Roman Spitko (TSV Neuhausen-Nymphenburg)                                                     | Jan Sören Schulz (VfB Lübeck)                                                          | ... (...)                                                                               |
| 1999/2000 | Dameneinzel       | Kathrin Hoffmann (TSV Neuhausen-Nymphenburg)                                                          | Katharina Bobeth (VfL Berliner Lehrer)                                                       | Sonja Martenstein (SV Unkel)                                                           | Michaela Peiffer (TuS Wiebelskirchen)                                                   |
| 1999/2000 | Herrendoppel      | Thomas Tesche (1. BC Beuel) - Kristof Hopp (BC Eintracht Südring Berlin)                              | Roman Spitko (TSV Neuhausen-Nymphenburg) - Arnd Vetters (PSV Grün-Weiß Wiesbaden)            | David Papendick (BVH Dorsten) - Christoph Clarenbach (1. BC Beuel)                     | Hendrik Westermeyer (BVH Dorsten) - Stephan Löll (BV Wesel Rot-Weiss)                   |
| 1999/2000 | Damendoppel       | Carina Mette (SC Union 08 Lüdinghausen) - Kathrin Piotrowski (Bottroper BG)                           | Michaela Peiffer (TuS Wiebelskirchen) - Kathrin Hoffmann (TSV Neuhausen-Nymphenburg)         | Caren Hückstädt (SG EBT Berlin) - Jeanette Ottrembka (VfL Berliner Lehrer)             | Sonja Martenstein (SV Unkel) - Franziska Prax (SV Unkel)                                |
| 1999/2000 | Mixed             | David Papendick (BVH Dorsten) - Kathrin Piotrowski (Bottroper BG)                                     | Thomas Tesche (1. BC Beuel) - Gesa Ladewig (1. BC Bischmisheim)                              | Arnd Vetters (PSV Grün-Weiß Wiesbaden) - Michaela Peiffer (TuS Wiebelskirchen)         | Jochen Cassel (BCW Hütschenhausen) - Sonja Martenstein (SV Unkel)                       |
| Saison    | Disziplin         | Erster                                                                                                | Zweiter                                                                                      | Dritter                                                                                | Dritter                                                                                 |
| 2000/2001 | Herreneinzel      | Ian Maywald (1. BC Beuel)                                                                             | Sven Eric Kastens (VfL 93 Hamburg)                                                           | Johannes Bilo (FC Langenfeld)                                                          | Sebastian Strödke (TSV Neubiberg-Ottobrunn)                                             |
| 2000/2001 | Dameneinzel       | Sonja Martenstein (KSV Baunatal)                                                                      | Aileen Rößler (FC Langenfeld)                                                                | Franziska Prax (SV Unkel)                                                              | Aline Decker (TuS Wiebelskirchen)                                                       |
| 2000/2001 | Herrendoppel      | Ian Maywald (1. BC Beuel) - Antoine Kurschilgen (1. BC Beuel)                                         | Hendrik Westermeyer (BVH Dorsten) - Stephan Löll (BV Wesel Rot-Weiss)                        | Sebastian Strödke (TSV Neubiberg-Ottobrunn) - Felix Künzer (SG Post/Süd Regensburg)    | Raphael Gros (BVH Dorsten) - Cai-Simon Preuten (SC Union 08 Lüdinghausen)               |
| 2000/2001 | Damendoppel       | Sonja Martenstein (SV Unkel) - Franziska Prax (SV Unkel)                                              | Aline Decker (TuS Wiebelskirchen) - Melanie Herrle (TuS Wiebelskirchen)                      | Manon Wienand (BSC Gütersloh) - Aileen Rößler (FC Langenfeld)                          | Michaela Kitschke (Blau-Weiss Wittorf Neumünster) - Ulrike Heiden (Greifswalder SV 98)  |
| 2000/2001 | Mixed             | Hendrik Westermeyer (BVH Dorsten) - Miriam Mroß (BVH Dorsten)                                         | Jens Ehlert (SC Münster 08) - Laura Ufermann (Verberger TV)                                  | Thomas Staczan (1. BV Mülheim) - Claudia Harwardt (SpVg Steinhagen)                    | Felix Künzer (SG Post/Süd Regensburg) - Melanie Herrle (TuS Wiebelskirchen)             |
| Saison    | Disziplin         | Erster                                                                                                | Zweiter                                                                                      | Dritter                                                                                | Dritter                                                                                 |
| 2001/2002 | Herreneinzel      | Marc Zwiebler (1. BC Beuel)                                                                           | Matthias Kuchenbecker (Bottroper BG)                                                         | Hendrik Westermeyer (BVH Dorsten)                                                      | Johannes Bilo (FC Langenfeld)                                                           |
| 2001/2002 | Dameneinzel       | Sonja Martenstein (SG Anspach)                                                                        | Karin Schnaase (SC Union 08 Lüdinghausen)                                                    | Juliane Sondermann (SV GutsMuths Jena)                                                 | Denise Naulin (SV GutsMuths Jena)                                                       |
| 2001/2002 | Herrendoppel      | Marc Zwiebler (1. BC Beuel) - Matthias Krawietz (TuS Gildehaus)                                       | Hendrik Westermeyer (BVH Dorsten) - Justus Schmitz (SC Union 08 Lüdinghausen)                | Christoph Clarenbach (1. BC Beuel) - Matthias Kuchenbecker (Bottroper BG)              | Benjamin Woll (TuS Wiebelskirchen) - Marcel Reuter (TuS Wiebelskirchen)                 |
| 2001/2002 | Damendoppel       | Juliane Sondermann (SV GutsMuths Jena) - Denise Naulin (SV GutsMuths Jena)                            | Sindy Krauspe (1. Wiesbadener BC) - Aline Decker (SSV Heiligenwald)                          | Aileen Rößler (FC Langenfeld) - Caroline Stühmeyer (BC Löhne)                          | Sonja Martenstein (SG Anspach) - Melanie Schell (BV Maintal)                            |
| 2001/2002 | Mixed             | Sven Eric Kastens (VfL 93 Hamburg) - Gitte Köhler (BSC 95 Schwerin)                                   | Hendrik Westermeyer (BVH Dorsten) - Astrid Hoffmann (BSC 95 Schwerin)                        | Sebastian Strödke (TSV Neubiberg-Ottobrunn) - Melanie Herrle (TSV Neubiberg-Ottobrunn) | Denis Nyenhuis (1. BV Mülheim) - Laura Ufermann (Verberger TV)                          |
| Saison    | Disziplin         | Erster                                                                                                | Zweiter                                                                                      | Dritter                                                                                | Dritter                                                                                 |
| 2002/2003 | Herreneinzel      | Marcel Reuter (TuS Wiebelskirchen)                                                                    | Matthias Kuchenbecker (Bottroper BG)                                                         | Matthias Bilo (FC Langenfeld)                                                          | Felix Hoffmann (TSV Neuhausen-Nymphenburg)                                              |
| 2002/2003 | Dameneinzel       | Kathrin Hoffmann (TSV Neuhausen-Nymphenburg)                                                          | Monja Bölter (SG EBT Berlin)                                                                 | Steffi Binnefeld (Wiesbadener BC)                                                      | ... (...)                                                                               |
| 2002/2003 | Herrendoppel      | Matthias Krawietz (VfL Lüneburg) - Michael Fuchs (VfB Friedrichshafen)                                | Marcel Reuter (TuS Wiebelskirchen) - Benjamin Woll (TuS Wiebelskirchen)                      | Felix Hoffmann (TSV Neuhausen) - Philipp Faust (FT Schweinfurt)                        | Matthias Kuchenbecker (Bottroper BG) - Christoph Clarenbach (1. BC Beuel)               |
| 2002/2003 | Damendoppel       | Sandra Marinello (SC Union 08 Lüdinghausen) - Kathrin Hoffmann (TSV Neuhausen-Nymphenburg)            | Gitte Köhler (Greifswalder SV 98) - Astrid Hoffmann (Greifswalder SV 98)                     | Monja Bölter (EBT Berlin) - Aileen Rößler (FC Langenfeld)                              | Eva Schneider (TuS Wiebelskirchen) - Aline Decker (TuS Wiebelskirchen)                  |
| 2002/2003 | Mixed             | Christoph Clarenbach (1. BC Beuel) - Laura Ufermann (SC Union 08 Lüdinghausen)                        | Felix Hoffmann (TSV Neuhausen-Nymphenburg) - Kathrin Hoffmann (TSV Neuhausen-Nymphenburg)    | Michael Fuchs (VfB Friedrichshafen) - Monja Bölter (EBT Berlin)                        | Benjamin Woll (TuS Wiebelskirchen) - Eva Schneider (TuS Wiebelskirchen)                 |
| Saison    | Disziplin         | Erster                                                                                                | Zweiter                                                                                      | Dritter                                                                                | Dritter                                                                                 |
| 2003/2004 | Herreneinzel      | Michael Fuchs (1. BC Bischmisheim)                                                                    | Marcel Reuter (TuS Wiebelskirchen)                                                           | Matthias Bilo (FC Langenfeld)                                                          | Sebastian Schöttler (VfL 93 Hamburg)                                                    |
| 2003/2004 | Dameneinzel       | Karin Schnaase (SC Union 08 Lüdinghausen)                                                             | Monja Bölter (SG EBT Berlin)                                                                 | Astrid Hoffmann (VfB Lübeck)                                                           | Melanie Schell (BV Maintal)                                                             |
| 2003/2004 | Herrendoppel      | Michael Fuchs (1. BC Bischmisheim) - Tim Dettmann (EBT Berlin)                                        | Jan Sören Schulz (VfB Lübeck) - Tim Zander (VfL 93 Hamburg)                                  | Sebastian Schöttler (VfL 93 Hamburg) - Sven Eric Kastens (VfL 93 Hamburg)              | Benjamin Woll (TuS Wiebelskirchen) - Marcel Reuter (TuS Wiebelskirchen)                 |
| 2003/2004 | Damendoppel       | Sindy Krauspe (1. BCW Hütschenhausen) - Laura Ufermann (SC Union 08 Lüdinghausen)                     | Svenja Schuster (TV Witzhelden) - Veronika Scharpmann (TV Witzhelden)                        | Gitte Köhler (VfL 93 Hamburg) - Astrid Hoffmann (VfB Lübeck)                           | Ulrike Sanftleben (SV Jena-Zwätzen) - Juliane Sondermann (SV GutsMuths Jena)            |
| 2003/2004 | Mixed             | Michael Fuchs (1. BC Bischmisheim) - Monja Bölter (EBT Berlin)                                        | Toni Gerasch (1. BCW Hütschenhausen) - Sindy Krauspe (1. BCW Hütschenhausen)                 | Jan Sören Schulz (VfB Lübeck) - Karin Schnaase (SC Union 08 Lüdinghausen)              | Sebastian Wittig (SV GutsMuths Jena) - Juliane Sondermann (SV GutsMuths Jena)           |
| Saison    | Disziplin         | Erster                                                                                                | Zweiter                                                                                      | Dritter                                                                                | Dritter                                                                                 |
| 2004/2005 | Herreneinzel      | Dieter Domke (PSV Ludwigshafen)                                                                       | Philipp Knoll (SC Union 08 Lüdinghausen)                                                     | Oliver Roth (PTSV Rosenheim)                                                           | Christopher Straßburger (EBT Berlin)                                                    |
| 2004/2005 | Dameneinzel       | Karin Schnaase (SC Union 08 Lüdinghausen)                                                             | Carola Bott (1. BC Bischmisheim)                                                             | Ulrike Sanftleben (SV Jena-Zwätzen)                                                    | Mona Reich (SG Anspach)                                                                 |
| 2004/2005 | Herrendoppel      | Johannes Schöttler (VfL 93 Hamburg) - Toni Gerasch (1. BC Bischmisheim)                               | Alexander Piske (SV GutsMuths Jena) - Sebastian Wittig (SV GutsMuths Jena)                   | Sebastian Ames (BC Bad Königshofen) - Christopher Ames (BC Bad Königshofen)            | Roland Heck (SV Fischbach 1959) - Richard Domke (SV Fischbach 1959)                     |
| 2004/2005 | Damendoppel       | Karin Schnaase (SC Union 08 Lüdinghausen) - Carola Bott (1. BC Bischmisheim)                          | Astrid Hoffmann (VfB Lübeck) - Gitte Köhler (VfL 93 Hamburg)                                 | Laura Ufermann (SC Union 08 Lüdinghausen) - Sindy Krauspe (1. BCW Hütschenhausen)      | Jana Voigtmann (SV GutsMuths Jena) - Ulrike Sanftleben (SV Jena-Zwätzen)                |
| 2004/2005 | Mixed             | Jan Sören Schulz (VfB Lübeck) - Annekatrin Lillie (BV Gifhorn)                                        | Johannes Schöttler (VfL 93 Hamburg) - Gitte Köhler (VfL 93 Hamburg)                          | Alexander Piske (SV GutsMuths Jena) - Ulrike Sanftleben (SV Jena-Zwätzen)              | Guido Radecker (BV Gifhorn) - Astrid Hoffmann (VfB Lübeck)                              |
| Saison    | Disziplin         | Erster                                                                                                | Zweiter                                                                                      | Dritter                                                                                | Dritter                                                                                 |
| 2005/2006 | Herreneinzel      | Jan Patrick Helmchen (BV Gifhorn)                                                                     | Denis Nyenhuis (SC Union 08 Lüdinghausen)                                                    | Daniel Benz (Radebeuler BV)                                                            | René Nichterwitz (VfB Friedrichshafen)                                                  |
| 2005/2006 | Dameneinzel       | Karin Schnaase (SC Union 08 Lüdinghausen)                                                             | Carola Bott (1. BC Bischmisheim)                                                             | Mona Reich (SG Anspach)                                                                | Johanna Goliszewski (1. BV Maintal)                                                     |
| 2005/2006 | Herrendoppel      | Jan Sören Schulz (TuS Wiebelskirchen) - Patrick Neubacher (Blau-Weiss Wittorf Neumünster)             | Johannes Schöttler (VfL 93 Hamburg) - Tim Zander (VfL 93 Hamburg)                            | Daniel Benz (Radebeuler BV) - Felix Schoppmann (SG Anspach)                            | Toni Gerasch (1. BC Bischmisheim) - Denis Nyenhuis (SC Union 08 Lüdinghausen)           |
| 2005/2006 | Damendoppel       | Karin Schnaase (SC Union 08 Lüdinghausen) - Carola Bott (1. BC Bischmisheim)                          | Gitte Köhler (VfL 93 Hamburg) - Annekatrin Lillie (VfB Lübeck)                               | Josephin Benndorf (HSG DHfK Leipzig) - Jana Voigtmann (SV GutsMuths Jena)              | Laura Ufermann (SC Union 08 Lüdinghausen) - Sindy Krauspe (1. BCW Hütschenhausen)       |
| 2005/2006 | Mixed             | Johannes Schöttler (VfL 93 Hamburg) - Gitte Köhler (VfL 93 Hamburg)                                   | Patrick Neubacher (Blau-Weiss Wittorf Neumünster) - Annekatrin Lillie (VfB Lübeck)           | Jan Patrick Helmchen (BV Gifhorn) - Jana Bühl (SK Göttingen)                           | Felix Schoppmann (SG Anspach) - Johanna Goliszewski (1. BV Maintal)                     |
| Saison    | Disziplin         | Erster                                                                                                | Zweiter                                                                                      | Dritter                                                                                | Dritter                                                                                 |
| 2006/2007 | Herreneinzel      | Dieter Domke (SG EBT Berlin)                                                                          | Hannes Käsbauer (PTSV Rosenheim)                                                             | Mathieu Pohl (SC Union 08 Lüdinghausen)                                                | Alexander Roovers (1. BV Mülheim)                                                       |
| 2006/2007 | Dameneinzel       | Mona Reich (SG Anspach)                                                                               | Astrid Hoffmann (BV Gifhorn)                                                                 | Kim Buss (TV Refrath)                                                                  | Sandra Emrich (TV Wehen)                                                                |
| 2006/2007 | Herrendoppel      | Denis Nyenhuis (TV Refrath) - Tim Zander (VfL 93 Hamburg)                                             | Michael Hauber (TSV Neubiberg-Ottobrunn) - Dieter Domke (SG EBT Berlin)                      | Daniel Benz (SG Anspach) - Felix Schoppmann (SG Anspach)                               | Oliver Roth (PTSV Rosenheim) - Hannes Käsbauer (PTSV Rosenheim)                         |
| 2006/2007 | Damendoppel       | Annekatrin Lillie (Blau-Weiss Wittorf Neumünster) - Astrid Hoffmann (BV Gifhorn)                      | Laura Ufermann (SC Union 08 Lüdinghausen) - Sindy Krauspe (1. BCW Hütschenhausen)            | Mareike Milnickel (1. BCW Hütschenhausen) - Pia Rehlinger (TV Bous)                    | Fabienne Deprez (FC Langenfeld) - Kim Buss (FC Langenfeld / TV Refrath)                 |
| 2006/2007 | Mixed             | Patrick Neubacher (Blau-Weiss Wittorf Neumünster) - Annekatrin Lillie (Blau-Weiss Wittorf Neumünster) | Josche Zurwonne (SC Union 08 Lüdinghausen) - Laura Ufermann (SC Union 08 Lüdinghausen)       | Jan-Collin Strehse (VfB Lübeck) - Astrid Hoffmann (BV Gifhorn)                         | Hannes Käsbauer (PTSV Rosenheim) - Tamara Teuber (TSG Augsburg 85)                      |
| Saison    | Disziplin         | Erster                                                                                                | Zweiter                                                                                      | Dritter                                                                                | Dritter                                                                                 |
| 2007/2008 | Herreneinzel      | Alexander Roovers (1. BV Mülheim)                                                                     | Oliver Roth (PTSV Rosenheim)                                                                 | Mathieu Pohl (1. BC Düren)                                                             | Fabian Hammes (SV Fischbach 1959)                                                       |
| 2007/2008 | Dameneinzel       | Janet Köhler (SG EBT Berlin)                                                                          | Johanna Goliszewski (SG Anspach)                                                             | Mona Reich (SG Anspach)                                                                | Lisa Deichgräber (SG EBT Berlin)                                                        |
| 2007/2008 | Herrendoppel      | Jan Sören Schulz (SC Union 08 Lüdinghausen) - Tim Zander (VfL 93 Hamburg)                             | Peter Käsbauer (PTSV Rosenheim) - Oliver Roth (PTSV Rosenheim)                               | Felix Schoppmann (SG Anspach) - Patrick Krämer (...)                                   | Denis Nyenhuis (SC Union 08 Lüdinghausen) - Dieter Domke (SV Fischbach 1959)            |
| 2007/2008 | Damendoppel       | Annekatrin Lillie (Blau-Weiss Wittorf Neumünster) - Janet Köhler (SG EBT Berlin)                      | Linda Klasen (TSV Trittau) - Nadine Kuhnert (TSV Trittau)                                    | Carla Nelte (TV Refrath) - Franziska Burkert (...)                                     | Ina Voigt (Blau-Weiss Wittorf Neumünster) - Neele Voigt (Blau-Weiss Wittorf Neumünster) |
| 2007/2008 | Mixed             | Jan Sören Schulz (TuS Wiebelskirchen) - Annekatrin Lillie (Blau-Weiss Wittorf Neumünster)             | Josche Zurwonne (SC Union 08 Lüdinghausen) - Dana Kaufhold (SpVgg Sterkrade-Nord)            | Felix Schoppmann (SG Anspach) - Johanna Goliszewski (SG Anspach)                       | Peter Käsbauer (PTSV Rosenheim) - Tamara Teuber (TSG Augsburg 85)                       |
| Saison    | Disziplin         | Erster                                                                                                | Zweiter                                                                                      | Dritter                                                                                | Dritter                                                                                 |
| 2008/2009 | Herreneinzel      | Lukas Schmidt (PTSV Rosenheim)                                                                        | Sebastian Rduch (VfL 93 Hamburg)                                                             | Daniel Benz (SG Anspach)                                                               | Fabian Hammes (SV Fischbach 1959)                                                       |
| 2008/2009 | Dameneinzel       | Neele Voigt (Blau-Weiss Wittorf Neumünster)                                                           | Mona Reich (SG Anspach)                                                                      | Inken Wienefeld (VfL 93 Hamburg)                                                       | Lisa Deichgräber (...)                                                                  |
| 2008/2009 | Herrendoppel      | Peter Käsbauer (PTSV Rosenheim) - Lukas Schmidt (PTSV Rosenheim)                                      | Daniel Benz (SG Anspach) - Patrick Krämer (...)                                              | Julian Degiuli (...) - Fabian Hammes (SV Fischbach 1959)                               | Sebastian Rduch (VfL 93 Hamburg) - Josche Zurwonne (EBT Berlin)                         |
| 2008/2009 | Damendoppel       | Isabel Herttrich (VfL 93 Hamburg) - Inken Wienefeld (VfL 93 Hamburg)                                  | Lisa Deichgräber (EBT Berlin) - Anne-Christin Reiter (EBT Berlin)                            | Lena Bonnie (1. BC Düren) - Kira Kattenbeck (BV Wesel Rot-Weiss)                       | Eva Kohlhaas (...) - Mona Reich (SG Anspach)                                            |
| 2008/2009 | Mixed             | Peter Käsbauer (PTSV Rosenheim) - Tamara Teuber (TSG Augsburg 85)                                     | Josche Zurwonne (EBT Berlin) - Anne-Christin Reiter (EBT Berlin)                             | Patrick Krämer (...) - Mona Reich (SG Anspach)                                         | Phillipp Wachenfeld (...) - Fabienne Köhler (...)                                       |
| Saison    | Disziplin         | Erster                                                                                                | Zweiter                                                                                      | Dritter                                                                                | Dritter                                                                                 |
| 2009/2010 | Herreneinzel      | Fabian Hammes (SV Fischbach 1959)                                                                     | Sebastian Rduch (VfL 93 Hamburg)                                                             | Lukas Schmidt (PTSV Rosenheim)                                                         | Andreas Heinz (TG Hanau)                                                                |
| 2009/2010 | Dameneinzel       | Mona Reich (SG Anspach)                                                                               | Neele Voigt (Blau-Weiss Wittorf Neumünster)                                                  | Lisa Deichgräber (SG EBT Berlin)                                                       | Laura Wich (TSG Schopfheim)                                                             |
| 2009/2010 | Herrendoppel      | Peter Käsbauer (PTSV Rosenheim) - Lukas Schmidt (PTSV Rosenheim)                                      | Andreas Heinz (TG Hanau) - Josche Zurwonne (EBT Berlin)                                      | Mats Hukriede / Philipp Wachenfeld (Horner TV - FC Langenfeld)                         | Lucas Bednorsch (SG Schorndorf) - Manuel Heumann (PTSV Rosenheim)                       |
| 2009/2010 | Damendoppel       | Ina Voigt (Blau-Weiss Wittorf Neumünster) - Neele Voigt (Blau-Weiss Wittorf Neumünster)               | Lisa Deichgräber (EBT Berlin) - Mona Reich (SG Anspach)                                      | Fabienne Köhler (FC Langenfeld) - Sonja Schlösser (BV Gifhorn)                         | Corinne Beutler (VfL Maschen) - Laura Gredner (SG VfB/SC Peine)                         |
| 2009/2010 | Mixed             | Peter Käsbauer (PTSV Rosenheim) - Julia Schmidt (SV Neubiberg)                                        | Josche Zurwonne (EBT Berlin) - Carla Nelte (TV Refrath)                                      | Philipp Wachenfeld (FC Langenfeld) - Fabienne Köhler (FC Langenfeld)                   | Sebastian Rduch (VfL 93 Hamburg) - Neele Voigt (Blau-Weiss Wittorf Neumünster)          |
| Saison    | Disziplin         | Erster                                                                                                | Zweiter                                                                                      | Dritter                                                                                | Dritter                                                                                 |
| 2010/2011 | Herreneinzel      | Sebastian Rduch (VfL 93 Hamburg)                                                                      | Lucas Bednorsch (SG Schorndorf)                                                              | Philipp Wachenfeld (1. BC Düren)                                                       | Patrick Kämnitz (Horner TV)                                                             |
| 2010/2011 | Dameneinzel       | Neele Voigt (Blau-Weiss Wittorf Neumünster)                                                           | Mette Stahlberg (TV Refrath)                                                                 | Alina Hammes (SV Fischbach 1959)                                                       | Franziska Volkmann (Horner TV)                                                          |
| 2010/2011 | Herrendoppel      | Andreas Heinz (TG Hanau) - Josche Zurwonne (EBT Berlin)                                               | Fabian Stoppel (BC Hohenlimburg) - Philipp Wachenfeld (1. BC Düren)                          | Nico Coldewe (TSV Trittau) - Patrick Kämnitz (Horner TV)                               | Lucas Bednorsch (SG Schorndorf) / Manuel Heumann (TSV Lauf)                             |
| 2010/2011 | Damendoppel       | Carla Nelte (TV Refrath) - Mette Stahlberg (TV Refrath)                                               | Kathleen Ebersbach (TSV Trittau) - Franziska Ottrembka (SV Berliner Brauereien)              | Annika Horbach (TV Hoffnung Littfeld) - Fabienne Köhler (FC Langenfeld)                | Ina Voigt (Blau-Weiss Wittorf Neumünster) - Neele Voigt (Blau-Weiss Wittorf Neumünster) |
| 2010/2011 | Mixed             | Josche Zurwonne (SC Union 08 Lüdinghausen) - Carla Nelte (TV Refrath)                                 | Fabian Stoppel (BC Hohenlimburg) - Laura Riffelmann (BC Hohenlimburg)                        | Philipp Wachenfeld (1. BC Düren) - Fabienne Köhler (FC Langenfeld)                     | Sebastian Rduch (VfL 93 Hamburg) - Neele Voigt (Blau-Weiss Wittorf Neumünster)          |
| Saison    | Disziplin         | Erster                                                                                                | Zweiter                                                                                      | Dritter                                                                                | Dritter                                                                                 |
| 2011/2012 | Herreneinzel      | Richard Domke (SV Fischbach 1959)                                                                     | Kai Schäfer (SV Fun-Ball Dortelweil)                                                         | Lars Schänzler (FC Langenfeld)                                                         | Florian Berchtenbreiter (TV Dillingen)                                                  |
| 2011/2012 | Dameneinzel       | Fabienne Deprez (FC Langenfeld)                                                                       | Alina Hammes (SV Fischbach 1959)                                                             | Kira Kattenbeck (BV Wesel Rot-Weiss)                                                   | Luise Heim (BSG Neustadt)                                                               |
| 2011/2012 | Herrendoppel      | Julien Gupta (1. BC Beuel) - René Rother (1. BV Mülheim)                                              | Andreas Heinz (SG Anspach) - Max Schwenger (TV Refrath)                                      | Johannes Pistorius (TSV 1906 Freystadt) - Fabian Roth (BSpfr Neusatz)                  | Jonas Geigenberger (SV Fischbach 1959) - Fabian Holzer (SV Fun-Ball Dortelweil)         |
| 2011/2012 | Damendoppel       | Isabel Herttrich (VfL 93 Hamburg) - Inken Wienefeld (VfL 93 Hamburg)                                  | Alina Hammes (SV Fischbach 1959) - Kira Kattenbeck (BV Wesel Rot-Weiss)                      | Amelie Oliwa (TSV Neuhausen-Nymphenburg) - Amelie Storch (SV Fischbach 1959)           | Kathleen Ebersbach (TSV Trittau) - Linda Klasen (BV Gifhorn)                            |
| 2011/2012 | Mixed             | Tobias Wadenka (TSV Neuhausen-Nymphenburg) - Amelie Oliwa (TSV Neuhausen-Nymphenburg)                 | Max Schwenger (TV Refrath) - Isabel Herttrich (VfL 93 Hamburg)                               | Andreas Heinz (SG Anspach) - Alina Hammes (SV Fischbach 1959)                          | Raphael Beck (TV Refrath) - Kira Kattenbeck (BV Wesel Rot-Weiss)                        |
| Saison    | Disziplin         | Erster                                                                                                | Zweiter                                                                                      | Dritter                                                                                | Dritter                                                                                 |
| 2012/2013 | Herreneinzel      | Richard Domke (TV Refrath)                                                                            | Christian Bald (BC Hohenlimburg)                                                             | Peter Lang (SV Fun-Ball Dortelweil)                                                    | Till Felsner (BSG Neustadt)                                                             |
| 2012/2013 | Dameneinzel       | Anika Dörr (SV Fun-Ball Dortelweil)                                                                   | Theresa Wurm (SG Anspach)                                                                    | Laura Wich (TV Emsdetten)                                                              | Laura Kaiser (BSG Neustadt)                                                             |
| 2012/2013 | Herrendoppel      | Richard Domke (TV Refrath) - Björn Hagemeister (VfB Friedrichshafen)                                  | Peter Lang (SV Fun-Ball Dortelweil) - Thomas Legleitner (SV Fun-Ball Dortelweil)             | Till Felsner (BSG Neustadt) - Christopher Klein (SV Fischbach 1959)                    | Christian Bald (BC Hohenlimburg) - Fabian Stoppel (BC Hohenlimburg)                     |
| 2012/2013 | Damendoppel       | Anika Dörr (SV Fun-Ball Dortelweil) - Lara Käpplein (SG Anspach)                                      | Kathleen Ebersbach (TSV Altenholz) - Tanja Paulsen (TSV Altenholz)                           | Barbara Bellenberg (PTSV Rosenheim) - Christina Kunzmann (TSV Neuhausen)               | Annika Horbach (1. BC Wipperfeld) - Janice Kaulitzky (TV Refrath)                       |
| 2012/2013 | Mixed             | Matthias Deininger (1. BC Bischmisheim) - Viviane Charoloy (TuS Wiebelskirchen)                       | Till Felsner (BSG Neustadt) - Vanessa Poyatos (PSV Ludwigshafen)                             | Johannes Pistorius (TSV 1906 Freystadt) - Theresa Wurm (SG Anspach)                    | Julien Gupta (STC Blau-Weiß Solingen) - Lena Bonnie (1. BC Düren)                       |
| Saison    | Disziplin         | Erster                                                                                                | Zweiter                                                                                      | Dritter                                                                                | Dritter                                                                                 |
| 2013/2014 | Herreneinzel      | Kai Schäfer (SV Fun-Ball Dortelweil)                                                                  | Peter Lang (SV Fun-Ball Dortelweil)                                                          | Matthias Deininger (1. BC Bischmisheim)                                                | Malte Laibacher (BC Hohenlimburg)                                                       |
| 2013/2014 | Dameneinzel       | Yvonne Li (Hamburger SV)                                                                              | Anika Dörr (SV Fun-Ball Dortelweil)                                                          | Theresa Wurm (SG Anspach)                                                              | Christina Kunzmann (TSV Neuhausen-Nymphenburg)                                          |
| 2013/2014 | Herrendoppel      | Fabian Holzer (SV Fun-Ball Dortelweil) - Mark Lamsfuß (1. BC Wipperfeld)                              | Till Felsner (SV Fischbach 1959) - Christopher Klein (SV Fischbach 1959)                     | Johannes Pistorius (TSV 1906 Freystadt) - Marvin Seidel (1. BC Bischmisheim)           | Peter Lang (SV Fun-Ball Dortelweil) - Thomas Legleitner (SV Fun-Ball Dortelweil)        |
| 2013/2014 | Damendoppel       | Alina Hammes (SV Fischbach 1959) - Hannah Pohl (1. BC Beuel)                                          | Kira Kattenbeck (RW Wesel) - Franziska Volkmann (SV Fun-Ball Dortelweil)                     | Julia Kunkel (PTSV Rosenheim) - Theresa Wurm (SG Anspach)                              | Linda Efler (TV Emsdetten) - Lara Käpplein (SG Anspach)                                 |
| 2013/2014 | Mixed             | Mark Lamsfuß (1. BC Wipperfeld) - Franziska Volkmann (SV Fun-Ball Dortelweil)                         | Fabian Holzer (SV Fun-Ball Dortelweil) - Barbara Bellenberg (PTSV Rosenheim)                 | Johannes Pistorius (TSV 1906 Freystadt) - Linda Efler (TV Emsdetten)                   | Marvin Seidel (1. BC Bischmisheim) - Lara Käpplein (SG Anspach)                         |
| Saison    | Disziplin         | Erster                                                                                                | Zweiter                                                                                      | Dritter                                                                                | Dritter                                                                                 |
| 2014/2015 | Herreneinzel      | Malte Laibacher (BC Hohenlimburg)                                                                     | Simon Wang (1. BC Bischmisheim)                                                              | Niklas Niemczyk (STC Blau-Weiß Solingen)                                               | David Kramer (SG Schorndorf)                                                            |
| 2014/2015 | Dameneinzel       | Brid Stepper (TV 1884 Marktheidenfeld)                                                                | Theresa Wurm (SG Anspach)                                                                    | Annika Horbach (1. BC Bischmisheim)                                                    | Anna Bram (Horner TV)                                                                   |
| 2014/2015 | Herrendoppel      | Malte Laibacher (BC Hohenlimburg) - Sebastian Haardt (BC Hohenlimburg)                                | Mark Byerly (TV Refrath) - Dominic Scherpen (STC Blau-Weiß Solingen)                         | Till Felsner (SV Fischbach 1959) - Christopher Klein (SV Fischbach 1959)               | Andreas Geisenhofer (SG Schorndorf) - Florian Waffler (TSV 1906 Freystadt)              |
| 2014/2015 | Damendoppel       | Tania Jötten (TSV 1906 Freystadt) - Annika Oliwa (TV Dillingen)                                       | Julia Kunkel (TSV 1906 Freystadt) - Johanna Reinhardt (TSV 1906 Freystadt)                   | Helena Storch (TSV Neubiberg-Ottobrunn) - Franziska Willenbacher (BSpfr. Neusatz)      | Brid Stepper (TV 1884 Marktheidenfeld) - Janina Schumacher (VfB Friedrichshafen)        |
| 2014/2015 | Mixed             | Sebastian Haardt (BC Hohenlimburg) - Lea-Lyn Stremlau (SpVgg Sterkrade-Nord)                          | Matthias Deininger (1. BC Bischmisheim) - Vanessa Poyatos (PSV Ludwigshafen)                 | Lucas Gredner (SG VfB/SC Peine) - Nadine Cordes (SG VfB/SC Peine)                      | Alan Erben (SG Schorndorf) - Janina Schumacher (VfB Friedrichshafen)                    |
| Saison    | Disziplin         | Erster                                                                                                | Zweiter                                                                                      | Dritter                                                                                | Dritter                                                                                 |
| 2015/2016 | Herreneinzel      | Matthias Deininger (1. BC Bischmisheim)                                                               | Mark Byerly (TV Refrath)                                                                     | Dominic Scherpen (STC Blau-Weiß Solingen)                                              | Tobias Mund (BC Remagen)                                                                |
| 2015/2016 | Dameneinzel       | Theresa Wurm (SG Anspach)                                                                             | Annika Horbach (1. BC Bischmisheim)                                                          | Brid Stepper (1. BC Wipperfeld)                                                        | Ann-Katrin Hippchen (1. BC Bischmisheim)                                                |
| 2015/2016 | Herrendoppel      | Hannes Gerberich (TSV 1906 Freystadt) - Florian Waffler (TSV 1906 Freystadt)                          | Lucas Böhnisch (TSV Neubiberg-Ottobrunn) - Alan Erben (SG Schorndorf)                        | Mark Byerly (TV Refrath) - Dominic Scherpen (STC Blau-Weiß Solingen)                   | Bjarne Geiss (Blau-Weiss Wittorf Neumünster) - Alexander Mernke (TSV Altenholz)         |
| 2015/2016 | Damendoppel       | Eva Janssens (1. BC Beuel) - Franziska Volkmann (SV Fun-Ball Dortelweil)                              | Ramona Hacks (1. BC Wipperfeld) - Annika Horbach (1. BC Bischmisheim)                        | Maria Kuse (SV Lok Staßfurt) - Emma Moszczynski (Horner TV)                            | Nadine Cordes (SG VfB/SC Peine) - Alicia Molitor (BV Gifhorn)                           |
| 2015/2016 | Mixed             | Bjarne Geiss (Blau-Weiss Wittorf Neumünster) - Eva Janssens (1. BC Beuel)                             | Matthias Deininger (1. BC Bischmisheim) - Annika Horbach (1. BC Bischmisheim)                | Alan Erben (SG Schorndorf) - Janina Schumacher (VfB Friedrichshafen)                   | Lucas Gredner (SG VfB/SC Peine) - Nadine Cordes (SG VfB/SC Peine)                       |
| Saison    | Disziplin         | Erster                                                                                                | Zweiter                                                                                      | Dritter                                                                                | Dritter                                                                                 |
| 2016/2017 | Herreneinzel      | Simon Wang (1. BC Bischmisheim)                                                                       | Hannes Gerberich (TSV 1906 Freystadt)                                                        | Noah Gnalian (TuS Geretsried)                                                          | Lennart Konder (BC Remagen)                                                             |
| 2016/2017 | Dameneinzel       | Theresa Wurm (SG Anspach)                                                                             | Julia Kunkel (TSV 1906 Freystadt)                                                            | Janina Schumacher (VfB Friedrichshafen)                                                | Brid Stepper (1. BC Wipperfeld)                                                         |
| 2016/2017 | Herrendoppel      | Bjarne Geiss (Blau-Weiss Wittorf Neumünster) - Johannes Pistorius (TSV 1906 Freystadt)                | Lucas Böhnisch (TSV Neubiberg-Ottobrunn) - Alan Erben (SG Schorndorf)                        | Tim Fischer (BV RW Wesel) - Patrick Scheiel (1. BC Beuel)                              | Felix Hammes (SV Fischbach 1959) - Christopher Klauer (1. BC Beuel)                     |
| 2016/2017 | Damendoppel       | Theresa Wurm (SG Anspach) - Julia Kunkel (TSV 1906 Freystadt)                                         | Nadine Cordes (SG VfB/SC Peine) - Alicia Molitor (BV Gifhorn)                                | Janina Schumacher (VfB Friedrichshafen) - Brid Stepper (1. BC Wipperfeld)              | Teresa Rondorf (BC Remagen) - Hannah Weitz (SG Anspach)                                 |
| 2016/2017 | Mixed             | Lucas Böhnisch (TSV Neubiberg-Ottobrunn) - Julia Kunkel (TSV 1906 Freystadt)                          | Bjarne Geiss (Blau-Weiss Wittorf Neumünster) - Stine Küspert (Blau-Weiss Wittorf Neumünster) | Johannes Pistorius (TSV 1906 Freystadt) - Theresa Wurm (SG Anspach)                    | Alan Erben (SG Schorndorf) - Nadine Cordes (SG VfB/SC Peine)                            |
| Saison    | Disziplin         | Erster                                                                                                | Zweiter                                                                                      | Dritter                                                                                | Dritter                                                                                 |
| 2017/2018 | Herreneinzel      | Simon Wang (1. BC Bischmisheim)                                                                       | Felix Hammes (SV Fischbach 1959)                                                             | Lennart Konder (1. BC Beuel)                                                           | Jonas Scheller (1. BC Bischmisheim)                                                     |
| 2017/2018 | Dameneinzel       | Miranda Wilson (SG Schorndorf)                                                                        | Ann-Kathrin Spöri (TuS Geretsried)                                                           | Brid Stepper (TV 1884 Marktheidenfeld)                                                 | Maria Kuse (SV GutsMuths Jena)                                                          |
| 2017/2018 | Herrendoppel      | Patrick Scheiel (1. BC Beuel) - Julian Voigt (SV GutsMuths Jena)                                      | Lucas Böhnisch (TSV Neubiberg-Ottobrunn) - Alan Erben (SG Schorndorf)                        | Johannes Grieser (SV Fun-Ball Dortelweil) - Sebastian Grieser (SV Fun-Ball Dortelweil) | Leander Adam (SV GutsMuths Jena) - Marvin Datko (1. BC Beuel)                           |
| 2017/2018 | Damendoppel       | Leona Michalski (SpVgg Sterkrade-Nord) - Thuc Phuong Nguyen (Horner TV)                               | Nadine Cordes (SG VfB/SC Peine) - Miranda Wilson (SG Schorndorf)                             | Maria Kuse (SV GutsMuths Jena) - Ann-Kathrin Spöri (TuS Geretsried)                    | Jule Petrikowski (BC Phönix Hövelhof) - Emma Moszczynski (Horner TV)                    |
| 2017/2018 | Mixed             | Patrick Scheiel (1. BC Beuel) - Paula Kick (TV Refrath)                                               | Sebastian Grieser (SV Fun-Ball Dortelweil) - Theresa Isenberg (TuS Schwanheim)               | Alan Erben (SG Schorndorf) - Nadine Cordes (SG VfB/SC Peine)                           | Tim Fischer (STC Blau-Weiß Solingen) - Annalena Diks (1. BC Beuel)                      |
| Saison    | Disziplin         | Erster                                                                                                | Zweiter                                                                                      | Dritter                                                                                | Dritter                                                                                 |
| 2018/2019 | Herreneinzel      | Felix Hammes (SV Fischbach 1959)                                                                      | Simon Wang (1. BC Bischmisheim)                                                              | Pit Hofmann (SV GutsMuths Jena)                                                        | Lennart Notni (SV GutsMuths Jena)                                                       |
| 2018/2019 | Dameneinzel       | Theresa Isenberg (SV Fun-Ball Dortelweil)                                                             | Mareike Bittner (TV Hofheim)                                                                 | Annalena Diks (1. BC Beuel)                                                            | Marie Lücke (SV Lok Staßfurt)                                                           |
| 2018/2019 | Herrendoppel      | Bjarne Geiss (Blau-Weiss Wittorf Neumünster) - Patrick Scheiel (1. BC Bischmisheim)                   | Jonas Scheller (1. BC Bischmisheim) - Simon Wang (1. BC Bischmisheim)                        | Elias Beckmann (TV Refrath) - Florian Reinhold (STC Blau-Weiß Solingen)                | Julian Edhofer (TSV Neubiberg-Ottobrunn) - Kevin Feibicke (TSV Neubiberg-Ottobrunn)     |
| 2018/2019 | Damendoppel       | Stine Küspert (Blau-Weiss Wittorf Neumünster) - Annabella Jäger (TSV 1906 Freystadt)                  | Annalena Diks (1. BC Beuel) - Alicia Molitor (1. BC Beuel)                                   | Pia Becher (TSV Neubiberg-Ottobrunn) - Paula Kick (TV Refrath)                         | Michelle Beecken (BV Gifhorn) - Manja Oldhaver (Blau-Weiss Wittorf Neumünster)          |
| 2018/2019 | Mixed             | Bjarne Geiss (Blau-Weiss Wittorf Neumünster) - Stine Küspert (Blau-Weiss Wittorf Neumünster)          | Tim Fischer (1. BC Beuel) - Annalena Diks (1. BC Beuel)                                      | Pit Hofmann (SV GutsMuths Jena) - Laura Adam (SV GutsMuths Jena)                       | Daniel Seifert (TSV Trittau) - Katja Holenz (1. BC Beuel)                               |
| Saison    | Disziplin         | Erster                                                                                                | Zweiter                                                                                      | Dritter                                                                                | Dritter                                                                                 |
| 2019/2020 | nicht ausgetragen | nicht ausgetragen                                                                                     | nicht ausgetragen                                                                            | nicht ausgetragen                                                                      | nicht ausgetragen                                                                       |
| Saison    | Disziplin         | Erster                                                                                                | Zweiter                                                                                      | Dritter                                                                                | Dritter                                                                                 |
| 2020/2021 | Herreneinzel      | Lennart Notni                                                                                         | Jonas Scheller                                                                               | Moritz Rappen                                                                          | Steffen Grün                                                                            |
| 2020/2021 | Dameneinzel       | Antonia Schaller                                                                                      | Alicia Molitor                                                                               | Annalena Diks                                                                          | Michelle Beecken                                                                        |
| 2020/2021 | Herrendoppel      | Jarne Schlevoigt - Nikolaj Stupplich                                                                  | Ben Gatzsche - Daniel Stratenko                                                              | Steffen Grün - Moritz Unz                                                              | Niclas Kirchgeßner - Moritz Rappen                                                      |
| 2020/2021 | Damendoppel       | Annalena Diks - Alicia Molitor                                                                        | Lena Fischer - Paula Kick                                                                    | Jennifer Löwenstein - Paula-Elisabeth Nitschke                                         | Elisa Herzig de Almeida - Lea Schirmer                                                  |
| 2020/2021 | Mixed             | Jarne Schlevoigt - Julia Meyer                                                                        | Christian Dumler - Xuan Giao-Tien Nguyen                                                     | Lennart Notni - Charlotte Mund                                                         | Nikolaj Stupplich - Elina Sonnenschein                                                  |
| Saison    | Disziplin         | Erster                                                                                                | Zweiter                                                                                      | Dritter                                                                                | Dritter                                                                                 |
| 2021/2022 | Herreneinzel      | Kian-Yu Oei                                                                                           | Corvin Schmitz                                                                               | Fabian Schlenga                                                                        | Anosch Ali                                                                              |
| 2021/2022 | Dameneinzel       | Mareike Bittner                                                                                       | Selin Hübsch                                                                                 | Marina Korsch                                                                          | Ella Neve                                                                               |
| 2021/2022 | Herrendoppel      | Jarne Schlevoigt - Nikolaj Stupplich                                                                  | Steffen Grün - Moritz Unz                                                                    | Ben Gatzsche - Daniel Stratenko                                                        | Philip Bußler - Justin Seibel                                                           |
| 2021/2022 | Damendoppel       | Selin Hübsch - Julia Meyer                                                                            | Amelie Lehmann - Marie Lücke                                                                 | Ella Neve - Monika Weigert                                                             | Alena Krax - Antonia Remakulus                                                          |
| 2021/2022 | Mixed             | Jarne Schlevoigt - Julia Meyer                                                                        | Daniel Stratenko - Nina Becker                                                               | Fabian Schlenga - Amelie Lehmann                                                       | Karl Ferdinand Nagel - Mareike Bittner                                                  |
| Saison    | Disziplin         | Erster                                                                                                | Zweiter                                                                                      | Dritter                                                                                | Dritter                                                                                 |
| 2022/2023 | Herreneinzel      | Jonathan Dresp                                                                                        | Karl Ferdinand Nagel                                                                         | Karl Sufryd                                                                            | Justin Seibel                                                                           |
| 2022/2023 | Dameneinzel       | Ella Neve                                                                                             | Lara-Sophie Dreessen                                                                         | Katharina Rudert                                                                       | Louisa Marburger                                                                        |
| 2022/2023 | Herrendoppel      | Jarne Schlevoigt - Nikolaj Stupplich                                                                  | Erik Bohnsack - Jonathan Dresp                                                               | Kevin Dang - Til Gatzsche                                                              | Marvin Datko - Bennet Peters                                                            |
| 2022/2023 | Damendoppel       | Amelie Lehmann - Anna Mejikovskiy                                                                     | Leonie Schindler - Stina Vrielmann                                                           | Ella Neve - Katharina Rudert                                                           | Marie Sophie Stern - Eva Stommel                                                        |
| 2022/2023 | Mixed             | Jarne Schlevoigt - Julia Meyer                                                                        | Matti-Lukka Bahro - Louisa Marburger                                                         | Til Gatzsche - Anna Mejikovskiy                                                        | Simon Krax - Alena Krax                                                                 |

## Deutsche Juniorenmeisterschaften der U19 (U18)

### Austragungsorte
| Jahr | Datum            | Ort                     |
| ---- | ---------------- | ----------------------- |
| 1953 | 05.02.1953       | Solingen                |
| 1954 | 01. – 02.05.1954 | Bonn                    |
| 1955 | 19. – 20.03.1955 | Hanau                   |
| 1956 | 28. – 29.04.1956 | Hanau                   |
| 1957 | 09. – 10.03.1957 | Solingen-Ohligs         |
| 1958 | 03. – 04.05.1958 | Köln                    |
| 1959 | 14. – 15.03.1959 | Gießen                  |
| 1960 | 02. – 03.04.1960 | Ruith/Stuttgart         |
| 1961 | 08. – 09.04.1961 | Barsinghausen           |
| 1962 | 05. – 06.05.1962 | Duisburg                |
| 1963 | 06. – 07.04.1963 | Frankfurt               |
| 1964 | 14. – 15.04.1964 | Saarbrücken             |
| 1965 | 13. – 14.03.1965 | Solingen-Ohligs         |
| 1966 | 12. – 13.03.1966 | Bremen                  |
| 1967 | 11. – 12.03.1967 | Frankfurt-Sachsenhausen |
| 1968 | 23. – 24.03.1968 | Saarbrücken             |
| 1969 | 08. – 09.03.1969 | Barsinghausen           |
| 1970 | 14. – 15.03.1970 | Berlin                  |
| 1971 | 13. – 14.03.1971 | Wanne-Eickel            |
| 1972 | 01. – 02.04.1972 | Duisburg-Rheinhausen    |
| 1973 | 24. – 25.03.1973 | Wiesbaden               |
| 1974 | 23. – 24.03.1974 | Berlin                  |
| 1975 | 22. – 23.03.1975 | Wesel                   |
| 1976 | 27. – 28.03.1976 | Lübeck                  |
| 1977 | 12. – 13.02.1977 | Bottrop                 |
| 1978 | 25. – 26.03.1978 | Hamburg                 |
| 1979 | 24. – 25.02.1979 | Ingolstadt              |
| 1980 | 15. – 16.03.1980 | Brauweiler              |
| 1981 | 14. – 15.02.1981 | Löningen                |

| Jahr | Datum            | Ort                       |
| ---- | ---------------- | ------------------------- |
| 1982 | 27. – 28.02.1982 | Völklingen                |
| 1983 | 26. – 27.02.1983 | Brauweiler                |
| 1984 | 25. – 26.02.1984 | Herrenberg                |
| 1985 | 23. – 24.03.1985 | Kassel                    |
| 1986 | 22. – 23.02.1986 | Brauweiler                |
| 1987 | 21. – 22.02.1987 | Mindelheim                |
| 1988 | 27. – 28.02.1988 | Schiffweiler/Heiligenwald |
| 1989 | 25. – 26.02.1989 | Neustadt/Weinstraße       |
| 1990 | 17. – 18.02.1990 | Stade                     |
| 1991 | 16. – 17.02.1991 | Wesel                     |
| 1992 | 15. – 16.02.1992 | Schwetzingen              |
| 1993 | 13. – 14.02.1993 | Markt Schwaben            |
| 1994 | 12. – 13.02.1994 | Stade                     |
| 1995 | 11. – 12.02.1995 | Langenfeld                |
| 1996 | 10. – 11.02.1996 | Neunkirchen/Saar          |
| 1997 | 14. – 16.02.1997 | Lübeck                    |
| 1998 | 13. – 15.02.1998 | Idar-Oberstein            |
| 1999 | 12. – 14.02.1999 | Langenfeld                |
| 2000 | 11. – 13.02.2000 | Lübeck                    |
| 2001 | 09. – 11.02.2001 | Dessau                    |
| 2002 | 08. – 10.02.2002 | Langenfeld                |
| 2003 | 07. – 09.02.2003 | Nordhorn                  |
| 2004 | 06. – 08.02.2004 | Lübeck                    |
| 2005 | 11. – 13.02.2005 | Duisburg-Rheinhausen      |
| 2006 | 10. – 12.02.2006 | Wesel                     |
| 2007 | 09. – 11.02.2007 | Duisburg-Rheinhausen      |
| 2008 | 08. – 10.02.2008 | Duisburg-Rheinhausen      |
| 2009 | 06. – 08.02.2009 | Lübeck                    |
| 2010 | 12. – 14.02.2010 | Wesel                     |

| Jahr | Datum               | Ort                  |
| ---- | ------------------- | -------------------- |
| 2011 | 11. – 13.02.2011    | Duisburg-Rheinhausen |
| 2012 | 10. – 12.02.2012    | Gera                 |
| 2013 | 08. – 10.02.2013    | Saarbrücken          |
| 2014 | 07. – 09.02.2014    | Wesel                |
| 2015 | 06. – 08.02.2015    | Gera                 |
| 2016 | 12. – 14.02.2016    | Gera                 |
| 2017 | 17. – 19.02.2017    | Bad Vilbel           |
| 2018 | 09. – 11.02.2018    | Gera                 |
| 2018 | 30.11. – 02.12.2018 | Wesel                |
| 2019 | 29.11. – 01.12.2019 | Mülheim an der Ruhr  |
| 2020 | 27. – 29.11.2020    | Dortelweil           |
| 2021 | 03. – 05.06.2022    | Ilmenau              |
| 2022 | 23. – 27.11.2022    | Mülheim an der Ruhr  |
| 2023 | 01. – 03.12.2023    | Gera                 |
| 2024 | 08. – 08.12.2024    | Gera                 |
| 2025 |                     |                      |

### Medaillengewinner U19
| Saison    | Disziplin         | Erster                                                                                          | Zweiter                                                                                 | Dritter                                                                                       | Dritter                                                                                          |
| 1997/1998 | Herreneinzel      | Ian Maywald (1. BC Beuel)                                                                       | Andreas Wölk (FC Langenfeld)                                                            | Gregor Hönscheid (TTC Brauweiler 1948)                                                        | Sebastian Schmidt (VfL Berliner Lehrer)                                                          |
| 1997/1998 | Dameneinzel       | Anne Hönscheid (TTC Brauweiler 1948)                                                            | Kathrin Piotrowski (PSV Gelsenkirchen)                                                  | Michaela Peiffer (TuS Wiebelskirchen)                                                         | Sonja Martenstein (KSV Baunatal)                                                                 |
| 1997/1998 | Herrendoppel      | David Papendick (BVH Dorsten) - Christian Roth (BVH Dorsten)                                    | Ian Maywald (1. BC Beuel) - Gregor Hönscheid (TTC Brauweiler 1948)                      | Felix Künzer (SG Post/Süd Regensburg) - Sebastian Strödke (TSV Neubiberg-Ottobrunn)           | Ingo Kindervater - Leif-Olav Zöllner                                                             |
| 1997/1998 | Damendoppel       | Anne Hönscheid (TTC Brauweiler 1948) - Petra Overzier (TTC Brauweiler 1948)                     | Michaela Peiffer (TuS Wiebelskirchen) - Kathrin Piotrowski (PSV Gelsenkirchen)          | Jeanette Ottrembka (VfL Berliner Lehrer)                                                      | Corinna Herrle (TSV Herbertshofen) - Melanie Herrle (TSV Herbertshofen)                          |
| 1997/1998 | Mixed             | Sebastian Schmidt (VfL Berliner Lehrer) - Kathrin Piotrowski (Bottroper BG)                     | Andreas Wölk (FC Langenfeld) - Jeanette Ottrembka (VfL Berliner Lehrer)                 | David Papendick (BVH Dorsten) - Rebecca Groß (TB Rheinhausen)                                 | Felix Künzer (SG Post/Süd Regensburg) - Corinna Herrle (TSV Herbertshofen)                       |
| Saison    | Disziplin         | Erster                                                                                          | Zweiter                                                                                 | Dritter                                                                                       | Dritter                                                                                          |
| 1998/1999 | Herreneinzel      | Björn Joppien (FC Langenfeld)                                                                   | Jochen Cassel (BCW Hütschenhausen)                                                      | Sebastian Schmidt (VfL Berliner Lehrer)                                                       | Matthias Kuchenbecker (Bottroper BG)                                                             |
| 1998/1999 | Dameneinzel       | Anne Hönscheid (TTC Brauweiler 1948)                                                            | Corinna Herrle (TSV Neuhausen-Nymphenburg)                                              | Melanie Herrle (TSV Neuhausen-Nymphenburg)                                                    | Katharina Bobeth (VfL Berliner Lehrer)                                                           |
| 1998/1999 | Herrendoppel      | Jochen Cassel (1. BCW Hütschenhausen) - Björn Joppien (FC Langenfeld)                           | Clemens Rocholl (SV Spaichingen) - Sebastian Strödke (TSV Neubiberg-Ottobrunn)          | Matthias Kuchenbecker (Bottroper BG) - Christoph Clarenbach (1. BC Beuel)                     | Matthias Bilo (FC Langenfeld) - Kemper (Eschweiler)                                              |
| 1998/1999 | Damendoppel       | Petra Overzier (TTC Brauweiler 1948) - Anne Hönscheid (TTC Brauweiler 1948)                     | Corinna Herrle (TSV Neuhausen-Nymphenburg) - Melanie Herrle (TSV Neuhausen-Nymphenburg) | Sabine Huber (SSV Waghäusel) - Katharina Bobeth (VfL Berliner Lehrer)                         | Sonja Martenstein (KSV Baunatal) - Denise Naulin (SV Guths Muts Jena)                            |
| 1998/1999 | Mixed             | Björn Joppien (FC Langenfeld) - Petra Overzier (TTC Brauweiler 1948)                            | Sebastian Schmidt (VfL Berliner Lehrer) - Anne Hönscheid (TTC Brauweiler 1948)          | Sebastian Strödke (TSV Neubiberg-Ottobrunn) - Melanie Herrle (TSV Neuhausen-Nymphenburg)      | Hendrik Westermeyer (BC Hohenlimburg) - Mroß (PSV Gelsenkirchen)                                 |
| Saison    | Disziplin         | Erster                                                                                          | Zweiter                                                                                 | Dritter                                                                                       | Dritter                                                                                          |
| 1999/2000 | Herreneinzel      | Björn Joppien (FC Langenfeld)                                                                   | Jochen Cassel (1. BCW Hütschenhausen)                                                   | Jan Junker (1. BCW Hütschenhausen)                                                            | Matthias Krawietz (TuS Gildehaus)                                                                |
| 1999/2000 | Dameneinzel       | Petra Overzier (TTC Brauweiler 1948)                                                            | Juliane Schenk (SC Union 08 Lüdinghausen)                                               | Kathrin Hoffmann (TSV Neuhausen)                                                              | Katharina Bobeth (VfL Berliner Lehrer)                                                           |
| 1999/2000 | Herrendoppel      | Jochen Cassel (1. BCW Hütschenhausen) - Jan Junker (1. BCW Hütschenhausen)                      | Joachim Persson (TSV Trittau) - Philipp Droste (VfB Lübeck)                             | Timo Teulings (BV Gifhorn) - Matthias Krawietz (TuS Gildehaus)                                | Jan Prochaska (BV Wesel Rot-Weiss) - Michael Weyck (Bottroper BG)                                |
| 1999/2000 | Damendoppel       | Carina Mette (SC Union 08 Lüdinghausen) - Juliane Schenk (SC Union 08 Lüdinghausen)             | Caren Hückstädt (EBT Berlin) - Kathrin Hoffmann (TSV Neuhausen)                         | Katharina Bobeth (VfL Berliner Lehrer) - Sabine Huber (SSV Waghäusel)                         | Karoline Neumann (TSV Neuhausen) - Aisha Ruof (VfL Sindelfingen)                                 |
| 1999/2000 | Mixed             | Björn Joppien (FC Langenfeld) - Petra Overzier (TTC Brauweiler 1948)                            | Matthias Krawietz (TuS Gildehaus) - Caren Hückstädt (EBT Berlin)                        | Raphael Groß (Bottroper BG) - Carina Mette (TB Rheinhausen)                                   | Timo Teulings (BV Gifhorn) - Sabine Huber (SSV Waghäusel)                                        |
| Saison    | Disziplin         | Erster                                                                                          | Zweiter                                                                                 | Dritter                                                                                       | Dritter                                                                                          |
| 2000/2001 | Herreneinzel      | Joachim Persson (TSV Trittau)                                                                   | Tim Dettmann (EBT Berlin)                                                               | Jan Junker (1. BCW Hütschenhausen)                                                            | Philipp Knoll (SC Union 08 Lüdinghausen)                                                         |
| 2000/2001 | Dameneinzel       | Petra Overzier (TTC Brauweiler 1948)                                                            | Juliane Schenk (SC Union 08 Lüdinghausen)                                               | Sandra Marinello (PSV/RTV Remscheid)                                                          | Aileen Rößler (FC Langenfeld)                                                                    |
| 2000/2001 | Herrendoppel      | Raphael Groß (TB Rheinhausen) - Jan Junker (1. BCW Hütschenhausen)                              | Marc Zwiebler (1. BC Beuel) - Cai-Simon Preuten (BV Wesel Rot-Weiss)                    | Michael Fuchs (SV Fortuna Regensburg) - Peter Weinert (VfB Friedrichshafen)                   | Philipp Knoll (SC Union 08 Lüdinghausen) - Christoph Schnaase (SC Union 08 Lüdinghausen)         |
| 2000/2001 | Damendoppel       | Carina Mette (TB Rheinhausen) - Juliane Schenk (SC Union 08 Lüdinghausen)                       | Sandra Marinello (PSV/RTV Remscheid) - Birgit Overzier (TTC Brauweiler 1948)            | Kirstin Töllner (Greifswalder SV 98) - Tina Langhammer (TSG Halle-Neustadt)                   | Michaela Kitschke (Blau-Weiss Wittorf Neumünster) - Ulrike Heiden (Greifswalder SV 98)           |
| 2000/2001 | Mixed             | Jan Junker (1. BCW Hütschenhausen) - Petra Overzier (TTC Brauweiler 1948)                       | Raphael Groß (TB Rheinhausen) - Carina Mette (Bottroper BG)                             | Tim Dettmann (EBT Berlin) - Monja Bölter (EBT Berlin)                                         | Philipp Droste (VfB Lübeck) - Sandra Marinello (PSV/RTV Remscheid)                               |
| Saison    | Disziplin         | Erster                                                                                          | Zweiter                                                                                 | Dritter                                                                                       | Dritter                                                                                          |
| 2001/2002 | Herreneinzel      | Joachim Persson (Blau-Weiss Wittorf Neumünster)                                                 | Matthias Bilo (FC Langenfeld)                                                           | Patrick Neubacher (Blau-Weiss Wittorf Neumünster)                                             | Justus Schmitz (TV Emsdetten)                                                                    |
| 2001/2002 | Dameneinzel       | Aileen Rößler (FC Langenfeld)                                                                   | Sandra Marinello (SC Union 08 Lüdinghausen)                                             | Carola Bott (SG Anspach)                                                                      | Monja Bölter (EBT Berlin)                                                                        |
| 2001/2002 | Herrendoppel      | Marc Zwiebler (1. BC Beuel) - Cai-Simon Preuten (SC Union 08 Lüdinghausen)                      | Benjamin Lanzinger (PTSV Rosenheim) - Timo Courage (TSV Neubiberg-Ottobrunn)            | Andreas Kämmer (Greifswalder SV 98) - Fabian Zilm (EBT Berlin)                                | Justus Schmitz (TV Emsdetten) - Christian Lemke (SC Münster 08)                                  |
| 2001/2002 | Damendoppel       | Birgit Overzier (SC Union 08 Lüdinghausen) - Sandra Marinello (SC Union 08 Lüdinghausen)        | Monja Bölter (EBT Berlin) - Thérèse Nawrath (EBT Berlin)                                | Aileen Rößler (FC Langenfeld) - Caroline Stühmeyer (BC Löhne)                                 | Michaela Kitschke (Blau-Weiss Wittorf Neumünster) - Ulrike Heiden (Greifswalder SV 98)           |
| 2001/2002 | Mixed             | Marc Zwiebler (1. BC Beuel) - Birgit Overzier (SC Union 08 Lüdinghausen)                        | Cai-Simon Preuten (SC Union 08 Lüdinghausen) - Aileen Rößler (FC Langenfeld)            | Christian Schlüter (TuS Gildehaus) - Michaela Kitschke (Blau-Weiss Wittorf Neumünster)        | Sebastian Teller (BIG Höhenhaus) - Carolin Stühmeyer (BC Löhne)                                  |
| Saison    | Disziplin         | Erster                                                                                          | Zweiter                                                                                 | Dritter                                                                                       | Dritter                                                                                          |
| 2002/2003 | Herreneinzel      | Marc Zwiebler (1. BC Beuel)                                                                     | Olaf Schulz-Holstege (1. BC Beuel)                                                      | Andreas Kämmer (EBT Berlin)                                                                   | Justus Schmitz (SC Union 08 Lüdinghausen)                                                        |
| 2002/2003 | Dameneinzel       | Carola Bott (1. BC Bischmisheim)                                                                | Karin Schnaase (SC Union 08 Lüdinghausen)                                               | Isabelle Althof (FC Langenfeld)                                                               | Astrid Hoffmann (Greifswalder SV 98)                                                             |
| 2002/2003 | Herrendoppel      | Fabian Zilm (EBT Berlin) - Marc Zwiebler (1. BC Beuel)                                          | Matthias Redlich (Greifswalder SV 98) - Stefan Sadlau (BV Tröbitz)                      | Johannes Schöttler (TSV Glinde) - Paul Rduch (VfL 93 Hamburg)                                 | Bork Gerbsch (EBT Berlin) - Bastian Zimmermann (SC Brandenburg)                                  |
| 2002/2003 | Damendoppel       | Birgit Overzier (TuS Gildehaus) - Carola Bott (1. BC Bischmisheim)                              | Karin Schnaase (SC Union 08 Lüdinghausen) - Thérèse Nawrath (EBT Berlin)                | Sindy Krauspe (1. BCW Hütschenhausen) - Aline Decker (SSV Heiligenwald)                       | Linn Engelmann (Blau-Weiss Wittorf Neumünster) - Laura Ufermann (SC Union 08 Lüdinghausen)       |
| 2002/2003 | Mixed             | Marc Zwiebler (1. BC Beuel) - Birgit Overzier (TuS Gildehaus)                                   | Andreas Kämmer (EBT Berlin) - Thérèse Nawrath (EBT Berlin)                              | Denis Nyenhuis (BV Wesel Rot-Weiss) - Laura Ufermann (SC Union 08 Lüdinghausen)               | Christian Lemke (SC Münster 08) - Karin Schnaase (SC Union 08 Lüdinghausen)                      |
| Saison    | Disziplin         | Erster                                                                                          | Zweiter                                                                                 | Dritter                                                                                       | Dritter                                                                                          |
| 2003/2004 | Herreneinzel      | Dieter Domke (SV Fischbach 1959)                                                                | Markus Jördens (TV 1884 Marktheidenfeld)                                                | Patrick Neubacher (Blau-Weiss Wittorf Neumünster)                                             | Guido Radecker (BV Gifhorn)                                                                      |
| 2003/2004 | Dameneinzel       | Karin Schnaase (SC Union 08 Lüdinghausen)                                                       | Johanna Goliszewski (TV Wetzlar)                                                        | Annekatrin Lillie (BV Gifhorn)                                                                | Aline Decker (TuS Wiebelskirchen)                                                                |
| 2003/2004 | Herrendoppel      | Jan Sören Schulz (VfB Lübeck) - Tim Zander (VfL 93 Hamburg)                                     | Dieter Domke (SV Fischbach 1959) - Eugen Goidenko (SV GutsMuths Jena)                   | Christopher Ames (BC Bad Königshofen) - Markus Jördens (TV 1884 Marktheidenfeld)              | Guido Radecker (BV Gifhorn) - Patrick Neubacher (Blau-Weiss Wittorf Neumünster)                  |
| 2003/2004 | Damendoppel       | Karin Schnaase (SC Union 08 Lüdinghausen) - Annekatrin Lillie (BV Gifhorn)                      | Laura Ufermann (SC Union 08 Lüdinghausen) - Katrin Rylender (1. BV Mülheim)             | Sindy Krauspe (1. BCW Hütschenhausen) - Nicole Schnurrer (1. BCW Hütschenhausen)              | Kim Buss (TV Refrath) - Monja Giebmanns (TV Refrath)                                             |
| 2003/2004 | Mixed             | Patrick Neubacher (Blau-Weiss Wittorf Neumünster) - Karin Schnaase (SC Union 08 Lüdinghausen)   | Jan Sören Schulz (VfB Lübeck) - Annekatrin Lillie (BV Gifhorn)                          | Michael Hauber (TSV Neubiberg-Ottobrunn) - Sindy Krauspe (1. BCW Hütschenhausen)              | Marc Schenkelberger (SSV Heiligenwald) - Aline Decker (TuS Wiebelskirchen)                       |
| Saison    | Disziplin         | Erster                                                                                          | Zweiter                                                                                 | Dritter                                                                                       | Dritter                                                                                          |
| 2004/2005 | Herreneinzel      | Dieter Domke (PSV Ludwigshafen)                                                                 | Hannes Roffmann (BV Gifhorn)                                                            | Denis Nyenhuis (SC Union 08 Lüdinghausen)                                                     | Hannes Käsbauer (PTSV Rosenheim)                                                                 |
| 2004/2005 | Dameneinzel       | Kim Buss (TV Refrath)                                                                           | Janet Köhler (1. BV Mülheim)                                                            | Johanna Goliszewski (1. BV Maintal)                                                           | Sandra Eckstein (TSV Neuhausen)                                                                  |
| 2004/2005 | Herrendoppel      | Jan Sören Schulz (VfB Lübeck) - Tim Zander (VfL 93 Hamburg)                                     | Dieter Domke (PSV Ludwigshafen) - Eugen Goidenko (SV Guths Muts Jena)                   | Sebastian Ames (BC Bad Königshofen) - Felix Schoppmann (VfB Linz)                             | Martin Deneke (BV Gifhorn) - Hannes Roffmann (BV Gifhorn)                                        |
| 2004/2005 | Damendoppel       | Annekatrin Lillie (BV Gifhorn) - Johanna Goliszewski (1. BV Maintal)                            | Kim Buss (TV Refrath) - Monja Giebmanns (TV Refrath)                                    | Tamara Teuber (TSG Augsburg 85) - Sandra Eckstein (TSV Neuhausen)                             | Anne-Christin Reiter (EBT Berlin) - Janet Köhler (1. BV Mülheim)                                 |
| 2004/2005 | Mixed             | Jan Sören Schulz (VfB Lübeck) - Annekatrin Lillie (BV Gifhorn)                                  | Tim Zander (VfL 93 Hamburg) - Monja Giebmanns (TV Refrath)                              | Robert Nysten (1. BV Mülheim) - Katrin Rylender (1. BV Mülheim)                               | Hannes Roffmann (BV Gifhorn) - Anne-Christin Reiter (EBT Berlin)                                 |
| Saison    | Disziplin         | Erster                                                                                          | Zweiter                                                                                 | Dritter                                                                                       | Dritter                                                                                          |
| 2005/2006 | Herreneinzel      | Dieter Domke (PSV Ludwigshafen)                                                                 | Lukas Schmidt (SG Post/Süd Regensburg)                                                  | Hannes Roffmann (BV Gifhorn)                                                                  | Daniel Benz (Radebeuler BV)                                                                      |
| 2005/2006 | Dameneinzel       | Janet Köhler (1. BV Mülheim)                                                                    | Mona Reich (SG Anspach)                                                                 | Julia Engelhardt (SG Robur Zittau)                                                            | Pia Rehlinger (TV Bous)                                                                          |
| 2005/2006 | Herrendoppel      | Lukas Schmidt (SG Post/Süd Regensburg) - Peter Käsbauer (PTSV Rosenheim)                        | Daniel Benz (Radebeuler BV) - Felix Schoppmann (SG Anspach)                             | Hannes Roffmann (BV Gifhorn) - Robert Hinsche (BV Gifhorn)                                    | Stefan Adam (SG Robur Zittau) - Sebastian Ames (BC Bad Königshofen)                              |
| 2005/2006 | Damendoppel       | Anne-Christin Reiter (EBT Berlin) - Janet Köhler (1. BV Mülheim)                                | Pia Rehlinger (TV Bous) - Mareike Milnickel (PSV Ludwigshafen)                          | Jessica Röthel (SpVgg Sterkrade-Nord) - Dana Kaufhold (SpVgg Sterkrade-Nord)                  | Tamara Teuber (TSG Augsburg 85) - Sandra Eckstein (TSV Neuhausen-Nymphenburg)                    |
| 2005/2006 | Mixed             | Dieter Domke (PSV Ludwigshafen) - Janet Köhler (1. BV Mülheim)                                  | Peter Käsbauer (PTSV Rosenheim) - Julia Schmidt (TSV Neubiberg-Ottobrunn)               | Hannes Roffmann (BV Gifhorn) - Anne-Christin Reiter (EBT Berlin)                              | Sebastian Ames (BC Bad Königshofen) - Sandra Eckstein (TSV Neuhausen-Nymphenburg)                |
| Saison    | Disziplin         | Erster                                                                                          | Zweiter                                                                                 | Dritter                                                                                       | Dritter                                                                                          |
| 2006/2007 | Herreneinzel      | Lukas Schmidt (SG Post/Süd Regensburg)                                                          | Fabian Hammes (SV Fischbach 1959)                                                       | Sebastian Rduch (VfL 93 Hamburg)                                                              | Eetu Heino (SG EBT Berlin)                                                                       |
| 2006/2007 | Dameneinzel       | Fabienne Deprez (FC Langenfeld)                                                                 | Lisa Deichgräber (SV Berliner Brauereien)                                               | Julia Engelhardt (SG Robur Zittau)                                                            | Neele Voigt (Blau-Weiss Wittorf Neumünster)                                                      |
| 2006/2007 | Herrendoppel      | Lukas Schmidt (SG Post/Süd Regensburg) - Peter Käsbauer (PTSV Rosenheim)                        | Johannes Szilagyi (SG EBT Berlin) - Eetu Heino (SG EBT Berlin)                          | Alexander Schmidt (SC Union 08 Lüdinghausen) - Philipp Wachenfeld (FC Langenfeld)             | Sebastian Rduch (VfL 93 Hamburg) - Josche Zurwonne (SC Union 08 Lüdinghausen)                    |
| 2006/2007 | Damendoppel       | Dana Kaufhold (SpVgg Sterkrade-Nord) - Mascha Bahro (SG Dornheim)                               | Mona Reich (SG Anspach) - Julia Schmidt (SV Neubiberg-Ottobrunn)                        | Julia Engelhardt (SG Robur Zittau) - Jessica Röthel (SpVgg Sterkrade-Nord)                    | Neele Voigt (Blau-Weiss Wittorf Neumünster) - Ina Voigt (VfB Lübeck)                             |
| 2006/2007 | Mixed             | Peter Käsbauer (PTSV Rosenheim) - Julia Schmidt (SV Neubiberg-Ottobrunn)                        | Josche Zurwonne (SC Union 08 Lüdinghausen) - Dana Kaufhold (SpVgg Sterkrade-Nord)       | Alexander Schmitz (SC Union 08 Lüdinghausen) - Jessica Röthel (SpVgg Sterkrade-Nord)          | Philip Welker (1. BC Bischmisheim) - Mascha Bahro (SG Dornheim)                                  |
| Saison    | Disziplin         | Erster                                                                                          | Zweiter                                                                                 | Dritter                                                                                       | Dritter                                                                                          |
| 2007/2008 | Herreneinzel      | Sebastian Rduch (VfL 93 Hamburg)                                                                | Mathieu Pohl (1. BC Düren)                                                              | Philip Welker (1. BC Bischmisheim)                                                            | Maximilian Bobeth (Pro Sport 24 Berlin)                                                          |
| 2007/2008 | Dameneinzel       | Fabienne Deprez (FC Langenfeld)                                                                 | Carla Nelte (SG EBT Berlin)                                                             | Lisa Deichgräber (SG EBT Berlin)                                                              | Neele Voigt (Blau-Weiss Wittorf Neumünster)                                                      |
| 2007/2008 | Herrendoppel      | Sebastian Rduch (VfL 93 Hamburg) - Josche Zurwonne (SC Union 08 Lüdinghausen)                   | Julian Degiuli (SV Fischbach 1959) - Finn Glomp (BSG Eutin)                             | Saruul Shafiq (SV Berliner Brauereien) - Lin-Yu Oei (SV Berliner Brauereien)                  | Adrian Gevelhoff (1. BV Mülheim) - Mirko Fillbrunn (SpVgg Sterkrade-Nord)                        |
| 2007/2008 | Damendoppel       | Carla Nelte (SG EBT Berlin) - Franziska Burkert (SV Berliner Brauereien)                        | Ina Voigt (VfB Lübeck) - Neele Voigt (Blau-Weiss Wittorf Neumünster)                    | Mascha Bahro (SG Dornheim) - Dana Kaufhold (SpVgg Sterkrade-Nord)                             | Lisa Deichgräber (SG EBT Berlin) - Franziska Ottrembka (Berliner Brauereien)                     |
| 2007/2008 | Mixed             | Josche Zurwonne (SC Union 08 Lüdinghausen) - Dana Kaufhold (SpVgg Sterkrade-Nord)               | Mats Hukriede (Horner TV) - Linda Klasen (TSV Trittau)                                  | Finn Glomp (Blau-Weiss Wittorf Neumünster) - Nadine Kuhnert (TSV Trittau)                     | Philipp Wachenfeld (FC Langenfeld) - Bianca Sandhövel (1. BV Mülheim)                            |
| Saison    | Disziplin         | Erster                                                                                          | Zweiter                                                                                 | Dritter                                                                                       | Dritter                                                                                          |
| 2008/2009 | Herreneinzel      | Nikolaj Persson (TSV Trittau)                                                                   | Maximilian Bobeth (Pro Sport 24 Berlin)                                                 | Florian Berchtenbreiter (TV Dillingen)                                                        | Philip Merz (SV Fischbach 1959)                                                                  |
| 2008/2009 | Dameneinzel       | Lisa Heidenreich (1. BC Düren)                                                                  | Inken Wienefeld (VfL 93 Hamburg)                                                        | Fabienne Deprez (FC Langenfeld)                                                               | Mette Stahlberg (TV Refrath)                                                                     |
| 2008/2009 | Herrendoppel      | Florian Berchtenbreiter (TV Dillingen) - Tobias Wadenka (TSV Lauf)                              | Jonas Geigenberger (SV Fischbach 1959) - Andreas Heinz (TG Hanau)                       | Mads Hukriede (Horner TV) - Lin-Yu Oei (SV Berliner Brauereien)                               | Richard Domke (SV Fischbach 1959) - Philip Merz (SV Fischbach 1959)                              |
| 2008/2009 | Damendoppel       | Carla Nelte (SG EBT Berlin) - Franziska Burkert (SV Berliner Brauereien)                        | Alina Hammes (SV Fischbach 1959) - Mette Stahlberg (TV Refrath)                         | Linda Klasen (TSV Trittau) - Franziska Ottrembka (SV Berliner Brauereien)                     | Sarah Kämpf (SV Unkel) - Laura Lang (TuS Wiebelskirchen)                                         |
| 2008/2009 | Mixed             | Richard Domke (SV Fischbach 1959) - Alina Hammes (SV Fischbach 1959)                            | Nikolaj Persson (TSV Trittau) - Fabienne Deprez (FC Langenfeld)                         | Nico Coldewe (Blau-Weiss Wittorf Neumünster) - Franziska Burkert (SV Berliner Brauereien)     | Sven-Matti Kamann (Tauchaer SV) - Svenja Wenzig (BV Zwenkau)                                     |
| Saison    | Disziplin         | Erster                                                                                          | Zweiter                                                                                 | Dritter                                                                                       | Dritter                                                                                          |
| 2009/2010 | Herreneinzel      | Patrick Kämnitz (Horner TV)                                                                     | Andreas Heinz (TG Hanau)                                                                | Nikolaj Persson (TSV Trittau)                                                                 | Richard Domke (SV Fischbach 1959)                                                                |
| 2009/2010 | Dameneinzel       | Fabienne Deprez (FC Langenfeld)                                                                 | Lisa Heidenreich (1. BC Düren)                                                          | Inken Wienefeld (VfL 93 Hamburg)                                                              | Alina Hammes (SV Fischbach 1959)                                                                 |
| 2009/2010 | Herrendoppel      | Richard Domke (SV Fischbach 1959) - Andreas Heinz (TG Hanau)                                    | Nico Coldewe (TSV Trittau) - Patrick Kämnitz (Horner TV)                                | Julian Gupta (1. BC Beuel) - Niclas Lohau (SpVgg Sterkrade-Nord)                              | Nicola Heinz (1. BC Bischmisheim) - Rishi Krämer (TB Andernach)                                  |
| 2009/2010 | Damendoppel       | Isabel Herttrich (TSV Lauf) - Inken Wienefeld (VfL 93 Hamburg)                                  | Lena Bonnie (BC Düren) - Kira Kattenbeck (TV Emsdetten)                                 | Lisa Heidenreich (BC Düren) - Mette Stahlberg (TV Refrath)                                    | Anja Buchert (SG EBT Berlin) - Alina Hammes (SV Fischbach 1959)                                  |
| 2009/2010 | Mixed             | Richard Domke (SV Fischbach 1959) - Fabienne Deprez (FC Langenfeld)                             | Andreas Heinz (TG Hanau) - Alina Hammes (SV Fischbach 1959)                             | Maik Schoesau (Tauchaer SV) - Isabel Herttrich (TSV Lauf)                                     | Nico Coldewe (TSV Trittau) - Inken Wienefeld (VfL 93 Hamburg)                                    |
| Saison    | Disziplin         | Erster                                                                                          | Zweiter                                                                                 | Dritter                                                                                       | Dritter                                                                                          |
| 2010/2011 | Damendoppel       | Isabel Herttrich (TSV Lauf) - Inken Wienefeld (VfL 93 Hamburg)                                  | Lena Bonnie (BC Düren) - Kira Kattenbeck (TV Emsdetten)                                 | Barbara Bellenberg (PTSV Rosenheim) - Christina Kunzmann (TSV Lauf)                           | Corinne Beutler (VfL Maschen) - Kathleen Ebersbach (TSV Trittau)                                 |
| 2010/2011 | Dameneinzel       | Fabienne Deprez (FC Langenfeld)                                                                 | Laura Wich (SG Schorndorf)                                                              | Inken Wienefeld (VfL 93 Hamburg)                                                              | Kathleen Ebersbach (TSV Trittau)                                                                 |
| 2010/2011 | Herrendoppel      | Fabian Holzer (SV Fun-Ball Dortelweil) - Max Schwenger (TV Refrath)                             | Peter Lang (SV Fun-Ball Dortelweil) - Thomas Legleitner (TV Wehen)                      | Raphael Beck (TV Refrath) - Fabian Scherpen (1. BC Beuel)                                     | Dominic Becker (1. BC Bischmisheim) - Jens Kamburg (1. BV Maintal)                               |
| 2010/2011 | Herreneinzel      | Kai Schäfer (SV Fun-Ball Dortelweil)                                                            | Fabian Scherpen (1. BC Beuel)                                                           | Malte Laibacher (BC Hohenlimburg)                                                             | Max Schwenger (TV Refrath)                                                                       |
| 2010/2011 | Mixed             | Max Schwenger (TV Refrath) - Isabel Herttrich (VfL 93 Hamburg)                                  | Fabian Holzer (SV Fun-Ball Dortelweil) - Fabienne Deprez (FC Langenfeld)                | Raphael Beck (TV Refrath) - Kira Kattenbeck (BV Wesel Rot-Weiss)                              | Niclas Lohau (SpVgg Sterkrade-Nord) - Lena Bonnie (1. BC Düren)                                  |
| Saison    | Disziplin         | Erster                                                                                          | Zweiter                                                                                 | Dritter                                                                                       | Dritter                                                                                          |
| 2011/2012 | Herreneinzel      | Kai Schäfer (SV Fun-Ball Dortelweil)                                                            | Malte Laibacher (BC Hohenlimburg)                                                       | Till Felsner (BSG Neustadt)                                                                   | Niklas Niemczyk (STC Blau-Weiß Solingen)                                                         |
| 2011/2012 | Dameneinzel       | Anika Dörr (SV Fun-Ball Dortelweil)                                                             | Ramona Hacks (SpVgg Sterkrade-Nord)                                                     | Franziska Volkmann (Horner TV)                                                                | Annika Horbach (1. BC Wipperfeld)                                                                |
| 2011/2012 | Herrendoppel      | Mark Byerly (TV Refrath) - Mark Lamsfuß (1. BC Wipperfeld)                                      | Sebastian Haardt (BC Hohenlimburg) - Malte Laibacher (BC Hohenlimburg)                  | Andreas Geisenhofer (PSV Reutlingen) - Christoph Mangstl (TuS Prien)                          | Michael Teuber (TSV 1906 Freystadt) - Florian Waffler (TSV 1906 Freystadt)                       |
| 2011/2012 | Damendoppel       | Annika Horbach (1. BC Wipperfeld) - Hannah Pohl (1. BC Beuel)                                   | Anika Dörr (SV Fun-Ball Dortelweil) - Franziska Volkmann (Horner TV)                    | Barbara Bellenberg (PTSV Rosenheim) - Christina Kunzmann (TSV Neuhausen)                      | Nathalie Burger (TuS Wiebelskirchen) - Viviane Charoloy (1. BC Bischmisheim)                     |
| 2011/2012 | Mixed             | Kai Schäfer (SV Fun-Ball Dortelweil) - Anika Dörr (SV Fun-Ball Dortelweil)                      | Mark Byerly (TV Refrath) - Ramona Hacks (SpVgg Sterkrade-Nord)                          | Morten Daugaard-Hansen (VfL Maschen) - Hannah Pohl (1. BC Beuel)                              | Mark Lamsfuß (1. BC Wipperfeld) - Annika Horbach (1. BC Wipperfeld)                              |
| Saison    | Disziplin         | Erster                                                                                          | Zweiter                                                                                 | Dritter                                                                                       | Dritter                                                                                          |
| 2012/2013 | Herreneinzel      | Fabian Roth (TV Refrath)                                                                        | Lars Schänzler (TV Refrath)                                                             | Mirco Achzenick (SpVgg Sterkrade-Nord)                                                        | Jonathan Persson (TSV Trittau)                                                                   |
| 2012/2013 | Dameneinzel       | Luise Heim (BSG Neustadt)                                                                       | Anika Dörr (SV Fun-Ball Dortelweil)                                                     | Theresa Wurm (SG Anspach)                                                                     | Ramona Hacks (SpVgg Sterkrade-Nord)                                                              |
| 2012/2013 | Herrendoppel      | Mark Byerly (TV Refrath) - Mark Lamsfuß (1. BC Wipperfeld)                                      | Johannes Pistorius (TSV 1906 Freystadt) - Marvin Seidel (KV St. Ingbert)                | Marc Flato (Horner TV) - Alexander Mernke (TSV Altenholz)                                     | Fabian Roth (TV Refrath) - Lars Schänzler (TV Refrath)                                           |
| 2012/2013 | Damendoppel       | Anika Dörr (SV Fun-Ball Dortelweil) - Franziska Volkmann (Horner TV)                            | Linda Efler (TV Emsdetten) - Ramona Hacks (SpVgg Sterkrade-Nord)                        | Jennifer Karnott (SpVgg Sterkrade-Nord) - Hannah Pohl (1. BC Beuel)                           | Meike Behrens (EBT Berlin) - Annika Horbach (1. BC Wipperfeld)                                   |
| 2012/2013 | Mixed             | Fabian Roth (TV Refrath) - Jennifer Karnott (SpVgg Sterkrade-Nord)                              | Mark Lamsfuß (1. BC Wipperfeld) - Franziska Volkmann (Horner TV)                        | Marvin Seidel (KV St. Ingbert) - Lara Käpplein (SG Anspach)                                   | Matthias Deininger (1. BC Bischmisheim) - Viviane Charoloy (TuS Wiebelskirchen)                  |
| Saison    | Disziplin         | Erster                                                                                          | Zweiter                                                                                 | Dritter                                                                                       | Dritter                                                                                          |
| 2013/2014 | Herreneinzel      | Fabian Roth (TV Refrath)                                                                        | Max Weißkirchen (1. BC Beuel)                                                           | Lars Schänzler (TV Refrath)                                                                   | Johannes Pistorius (TSV 1906 Freystadt)                                                          |
| 2013/2014 | Dameneinzel       | Luise Heim (1. BC Beuel)                                                                        | Yvonne Li (Hamburger SV)                                                                | Theresa Wurm (SG Anspach)                                                                     | Julia Kunkel (PTSV Rosenheim)                                                                    |
| 2013/2014 | Herrendoppel      | Fabian Roth (TV Refrath) - Max Weißkirchen (1. BC Beuel)                                        | Johannes Pistorius (TSV 1906 Freystadt) - Marvin Seidel (1. BC Bischmisheim)            | Lucas Böhnisch (TSV Neubiberg-Ottobrunn) - Stefan Waffler (TSV 1906 Freystadt)                | Florian Kaminski (TSV Spandau 1860) - Bennet Köhler (TSV Spandau 1860)                           |
| 2013/2014 | Damendoppel       | Linda Efler (TV Emsdetten) - Eva Janssens (1. BC Beuel)                                         | Jennifer Karnott (SpVgg Sterkrade-Nord) - Lara Käpplein (SG Anspach)                    | Julia Kunkel (PTSV Rosenheim) - Theresa Wurm (SG Anspach)                                     | Joyce Grimm (TSV Trittau) - Larina Tornow (BV Gifhorn)                                           |
| 2013/2014 | Mixed             | Johannes Pistorius (TSV 1906 Freystadt) - Linda Efler (TV Emsdetten)                            | Marvin Seidel (1. BC Bischmisheim) - Lara Käpplein (SG Anspach)                         | Max Weißkirchen (1. BC Beuel) - Eva Janssens (1. BC Beuel)                                    | Fabian Roth (TV Refrath) - Jennifer Karnott (SpVgg Sterkrade-Nord)                               |
| Saison    | Disziplin         | Erster                                                                                          | Zweiter                                                                                 | Dritter                                                                                       | Dritter                                                                                          |
| 2014/2015 | Herreneinzel      | Max Weißkirchen (1. BC Beuel)                                                                   | Simon Wang (1. BC Bischmisheim)                                                         | Lucas Böhnisch (TSV Neubiberg-Ottobrunn)                                                      | David Peng (1. BC Beuel)                                                                         |
| 2014/2015 | Dameneinzel       | Luise Heim (1. BC Beuel)                                                                        | Yvonne Li (Hamburger SV)                                                                | Brid Stepper (TV 1884 Marktheidenfeld)                                                        | Julia Kunkel (TSV 1906 Freystadt)                                                                |
| 2014/2015 | Herrendoppel      | Bjarne Geiss (Blau-Weiss Wittorf Neumünster) - Daniel Seifert (TSV Trittau)                     | David Peng (1. BC Beuel) - Max Weißkirchen (1. BC Beuel)                                | Lukas Burger (BC Offenburg) - Alan Erben (SG Schorndorf)                                      | Jan Felix Matulat (RW Wesel) - Simon Reinhardt (SpVgg Sterkrade-Nord)                            |
| 2014/2015 | Damendoppel       | Luise Heim (1. BC Beuel) - Yvonne Li (Hamburger SV)                                             | Nadine Cordes (SG VfB/SC Peine) - Eva Janssens (1. BC Beuel)                            | Laura Adam (SG Robur Zittau) - Madita Sickinger (BC Offenburg)                                | Julia Kunkel (TSV 1906 Freystadt) - Helena Storch (TSV Neubiberg-Ottobrunn)                      |
| 2014/2015 | Mixed             | Max Weißkirchen (1. BC Beuel) - Eva Janssens (1. BC Beuel)                                      | Bjarne Geiss (Blau-Weiss Wittorf Neumünster) - Yvonne Li (Hamburger SV)                 | Lucas Böhnisch (TSV Neubiberg-Ottobrunn) - Helena Storch (TSV Neubiberg-Ottobrunn)            | David Peng (1. BC Beuel) - Luise Heim (1. BC Beuel)                                              |
| Saison    | Disziplin         | Erster                                                                                          | Zweiter                                                                                 | Dritter                                                                                       | Dritter                                                                                          |
| 2015/2016 | Herreneinzel      | David Peng (SV Fun-Ball Dortelweil)                                                             | Samuel Hsiao (FC Langenfeld)                                                            | Daniel Seifert (TSV Trittau)                                                                  | Simon Wang (1. BC Bischmisheim)                                                                  |
| 2015/2016 | Dameneinzel       | Yvonne Li (SC Union 08 Lüdinghausen)                                                            | Judith Petrikowski (Phönix Hövelhof)                                                    | Annabella Jäger (TSV 1906 Freystadt)                                                          | Hannah Schiwon (Phönix Hövelhof)                                                                 |
| 2015/2016 | Herrendoppel      | Bjarne Geiss (Blau-Weiss Wittorf Neumünster) - Jan Colin Völker (Blau-Weiss Wittorf Neumünster) | David Peng (SV Fun-Ball Dortelweil) - Simon Wang (1. BC Bischmisheim)                   | Daniel Hess (SpVgg Sterkrade-Nord) - Julian Voigt (BC Hohenlimburg)                           | Jan Felix Matulat (RW Wesel) - Daniel Seifert (TSV Trittau)                                      |
| 2015/2016 | Damendoppel       | Yvonne Li (SC Union 08 Lüdinghausen) - Judith Petrikowski (Phönix Hövelhof)                     | Laura Adam (SG Robur Zittau) - Madita Sickinger (BC Offenburg)                          | Annabella Jäger (TSV 1906 Freystadt) - Vanessa Seele (TSV 1906 Freystadt)                     | Annika Hofmann (TSV Niederwürschnitz) - Jana Wiedemann (Fortuna Schwetzingen)                    |
| 2015/2016 | Mixed             | Julian Voigt (BC Hohenlimburg) - Judith Petrikowski (Phönix Hövelhof)                           | Daniel Hess (SpVgg Sterkrade-Nord) - Annabella Jäger (TSV 1906 Freystadt)               | Bjarne Geiss (Blau-Weiss Wittorf Neumünster) - Yvonne Li (SC Union 08 Lüdinghausen)           | Jan Colin Völker (Blau-Weiss Wittorf Neumünster) - Carina Hingst (Blau-Weiss Wittorf Neumünster) |
| Saison    | Disziplin         | Erster                                                                                          | Zweiter                                                                                 | Dritter                                                                                       | Dritter                                                                                          |
| 2016/2017 | Herreneinzel      | Samuel Hsiao (FC Langenfeld)                                                                    | Felix Hammes (SV Fischbach 1959)                                                        | Hauke Graalmann (Horner TV)                                                                   | Kevin Feibicke (TSV Neuhausen-Nymphenburg)                                                       |
| 2016/2017 | Dameneinzel       | Yvonne Li (SC Union 08 Lüdinghausen)                                                            | Stine Küspert (Blau-Weiss Wittorf Neumünster)                                           | Vanessa Seele (ESV Flügelrad Nürnberg)                                                        | Annika Schreiber (BC Stollberg-Niederdorf)                                                       |
| 2016/2017 | Herrendoppel      | Hauke Graalmann (Horner TV) - Jan Colin Völker (Blau-Weiss Wittorf Neumünster)                  | Daniel Hess (SpVgg Sterkrade-Nord) - Julian Voigt (BC Hohenlimburg)                     | Felix Hammes (SV Fischbach 1959) - Christopher Klauer (1. BC Beuel)                           | Tim Fischer (RW Wesel) - Patrick Scheiel (1. BC Beuel)                                           |
| 2016/2017 | Damendoppel       | Yvonne Li (SC Union 08 Lüdinghausen) - Judith Petrikowski (Phönix Hövelhof)                     | Annika Schreiber (BC Stollberg-Niederdorf) - Miranda Wilson (SG Schorndorf)             | Stine Küspert (Blau-Weiss Wittorf Neumünster) - Carina Hingst (Blau-Weiss Wittorf Neumünster) | Michelle Deschle (TuS Geretsried) - Ann-Kathrin Spöri (TuS Geretsried)                           |
| 2016/2017 | Mixed             | Daniel Hess (SpVgg Sterkrade-Nord) - Yvonne Li (SC Union 08 Lüdinghausen)                       | Julian Voigt (BC Hohenlimburg) - Judith Petrikowski (Phönix Hövelhof)                   | Hauke Graalmann (Horner TV) - Annika Schreiber (BC Stollberg-Niederdorf)                      | Jan Colin Völker (Blau-Weiss Wittorf Neumünster) - Runa Plützer (TV Refrath)                     |
| Saison    | Disziplin         | Erster                                                                                          | Zweiter                                                                                 | Dritter                                                                                       | Dritter                                                                                          |
| 2017/2018 | Herreneinzel      | Felix Hammes (SV Fischbach 1959)                                                                | Brian Holtschke (EBT Berlin)                                                            | Hauke Graalmann (Horner TV)                                                                   | Lukas Resch (1. BC Beuel)                                                                        |
| 2017/2018 | Dameneinzel       | Stine Küspert (Blau-Weiss Wittorf Neumünster)                                                   | Miranda Wilson (SG Schorndorf)                                                          | Indira Dickhäuser (VfB Friedrichshafen)                                                       | Annalena Diks (1. BC Beuel)                                                                      |
| 2017/2018 | Herrendoppel      | Felix Hammes (SV Fischbach 1959) - Christopher Klauer (1. BC Beuel)                             | Hauke Graalmann (Horner TV) - Tim Fischer (STC Blau-Weiß Solingen)                      | Lukas Resch (1. BC Beuel) - Niclas Kirchgessner (SpVgg Sterkrade-Nord)                        | Kevin Feibicke (TSV Neuhausen-Nymphenburg) - Samuel Gnalian (TuS Geretsried)                     |
| 2017/2018 | Damendoppel       | Runa Plützer (TV Refrath) - Paula Kick (TV Refrath)                                             | Stine Küspert (Blau-Weiss Wittorf Neumünster) - Emma Moszczynski (Horner TV)            | Ann-Kathrin Spöri (TuS Geretsried) - Michelle Deschle (TuS Geretsried)                        | Annalena Diks (1. BC Beuel) - Anke Fastenau (1. BC Beuel)                                        |
| 2017/2018 | Mixed             | Elias Beckmann (TV Refrath) - Runa Plützer (TV Refrath)                                         | Tim Fischer (STC Blau-Weiß Solingen) - Annalena Diks (1. BC Beuel)                      | Hauke Graalmann (Horner TV) - Stine Küspert (Blau-Weiss Wittorf Neumünster)                   | Lukas Resch (1. BC Beuel) - Miranda Wilson (SG Schorndorf)                                       |
| Saison    | Disziplin         | Erster                                                                                          | Zweiter                                                                                 | Dritter                                                                                       | Dritter                                                                                          |
| 2018/2019 | Herreneinzel      | Lukas Resch (1. BC Beuel)                                                                       | Brian Holtschke (EBT Berlin)                                                            | David Persin (ESV Flügelrad Nürnberg)                                                         | Matthias Kicklitz (Horner TV)                                                                    |
| 2018/2019 | Dameneinzel       | Ann-Kathrin Spöri (TuS Geretsried)                                                              | Miranda Wilson (SG Schorndorf)                                                          | Indira Dickhäuser (VfB Friedrichshafen)                                                       | Maria Kuse (SV GutsMuths Jena)                                                                   |
| 2018/2019 | Herrendoppel      | Lukas Resch (1. BC Beuel) - Niclas Kirchgessner (SpVgg Sterkrade-Nord)                          | Brian Holtschke (EBT Berlin) - Malte Wagner (BC 58 Luckau)                              | Christian Dumler (SV Fun-Ball Dortelweil) - Jonas Gölz (TV Dieburg 1863)                      | Jonas Braun (TSV Neuhausen-Nymphenburg) - Joshua Redelbach (TV 1884 Marktheidenfeld)             |
| 2018/2019 | Damendoppel       | Jule Petrikowski (1. BV Mülheim) - Emma Moszczynski (ASV Landau)                                | Maria Kuse (SV GutsMuths Jena) - Lena Fischer (BV Wesel Rot-Weiss)                      | Indira Dickhäuser (VfB Friedrichshafen) - Xenia Kölmel (SG Schorndorf)                        | Ann-Kathrin Spöri (TuS Geretsried) - Monika Weigert (TSV Neuhausen-Nymphenburg)                  |
| 2018/2019 | Mixed             | Lukas Resch (1. BC Beuel) - Emma Moszczynski (ASV Landau)                                       | Brian Holtschke (EBT Berlin) - Miranda Wilson (SG Schorndorf)                           | Moritz Rappen (1. BC Beuel) - Lena Fischer (BV Wesel Rot-Weiss)                               | Marvin Datko (1. BC Beuel) - Jule Petrikowski (1. BV Mülheim)                                    |
| Saison    | Disziplin         | Erster                                                                                          | Zweiter                                                                                 | Dritter                                                                                       | Dritter                                                                                          |
| 2019/2020 | Herreneinzel      | Matthias Kicklitz (Horner TV)                                                                   | Aaron Sonnenschein (SpVgg Sterkrade-Nord)                                               | Christian Dumler (SV Fun-Ball Dortelweil)                                                     | Bennet Peters (TV Refrath)                                                                       |
| 2019/2020 | Dameneinzel       | Leona Michalski (SpVgg Sterkrade-Nord)                                                          | Ann-Kathrin Spöri (TV Refrath)                                                          | Thuc Nguyen (Horner TV)                                                                       | Xenia Kölmel (SG Schorndorf)                                                                     |
| 2019/2020 | Herrendoppel      | Matthias Kicklitz (Horner TV) - Aaron Sonnenschein (SpVgg Sterkrade-Nord)                       | Jonas Braun (TSV Neuhausen-Nymphenburg) - Joshua Redelbach (TV 1884 Marktheidenfeld)    | Marvin Datko (1. BV Mülheim) - Leander Adam (VfB GW Mülheim)                                  | Thies Huth (SG Pennigsehl-Liebenau) - Marvin Schmidt (BV Gifhorn)                                |
| 2019/2020 | Damendoppel       | Leona Michalski (SpVgg Sterkrade-Nord) - Emma Moszczynski (ASV Landau)                          | Ann-Kathrin Spöri (TV Refrath) - Maria Kuse (BV Wesel Rot-Weiss)                        | Chiara Marino (TuS Neuhofen) - Jule Petrikowski (SV Offenheim)                                | Mareike Bittner (TV Hofheim) - Caroline Huang (SV Fun-Ball Dortelweil)                           |
| 2019/2020 | Mixed             | Matthias Kicklitz (Horner TV) - Thuc Nguyen (Horner TV)                                         | Aaron Sonnenschein (SpVgg Sterkrade-Nord) - Leona Michalski (SpVgg Sterkrade-Nord)      | Leander Adam (VfB GW Mülheim) - Maria Kuse (BV Wesel Rot-Weiss)                               | Marvin Datko (1. BV Mülheim) - Jule Petrikowski (SV Offenheim)                                   |
| Saison    | Disziplin         | Erster                                                                                          | Zweiter                                                                                 | Dritter                                                                                       | Dritter                                                                                          |
| 2020/2021 | nicht ausgetragen | nicht ausgetragen                                                                               | nicht ausgetragen                                                                       | nicht ausgetragen                                                                             | nicht ausgetragen                                                                                |
| Saison    | Disziplin         | Erster                                                                                          | Zweiter                                                                                 | Dritter                                                                                       | Dritter                                                                                          |
| 2021/2022 | Herreneinzel      | Kian-Yu Oei                                                                                     | Karim Krehemeier                                                                        | Kilian Ming-Zhe Maurer                                                                        | Sanjeevi Padmanabhan Vasudevan                                                                   |
| 2021/2022 | Dameneinzel       | Florentine Schöffski                                                                            | Antonia Schaller                                                                        | Katharina Rudert                                                                              | Julia Meyer                                                                                      |
| 2021/2022 | Herrendoppel      | Malik Bourakkadi - Kian-Yu Oei                                                                  | Jarne Schlevoigt - Nikolaj Stupplich                                                    | Karim Krehemeier - Karl Sufryd                                                                | Jonathan Dresp - Kenneth Neumann                                                                 |
| 2021/2022 | Damendoppel       | Julia Meyer - Antonia Schaller                                                                  | Florentine Schöffski - Tabea Tirschmann                                                 | Jule Alberts - Finja Rosendahl                                                                | Cara Siebrecht - Elina Sonnenschein                                                              |
| 2021/2022 | Mixed             | Jarne Schlevoigt - Julia Meyer                                                                  | Malik Bourakkadi - Tabea Tirschmann                                                     | Karl Sufryd - Katharina Rudert                                                                | Nikolas Klauer - Michelle Kanschik                                                               |
| 2022/2023 | Herreneinzel      | Sanjeevi Padmanabhan Vasudevan                                                                  | Kjell Wagener                                                                           | Philipp Volovnik                                                                              | Moritz Miller                                                                                    |
| 2022/2023 | Dameneinzel       | Antonia Schaller                                                                                | Ella Neve                                                                               | Katharina Rudert                                                                              | Marleen Schwabe                                                                                  |
| 2022/2023 | Herrendoppel      | Jarne Schlevoigt - Nikolaj Stupplich                                                            | David Eckerlin - Simon Krax                                                             | Kevin Dang - Til Gatzsche                                                                     | Jonathan Dresp - Kenneth Neumann                                                                 |
| 2022/2023 | Damendoppel       | Julia Meyer - Antonia Schaller                                                                  | Amelie Lehmann - Anna Mejikovskiy                                                       | Ella Neve - Katharina Rudert                                                                  | Cara Siebrecht - Elina Sonnenschein                                                              |
| 2022/2023 | Mixed             | Jarne Schlevoigt - Julia Meyer                                                                  | Jonathan Dresp - Antonia Schaller                                                       | Karl Sufryd - Katharina Rudert                                                                | Simon Krax - Cara Siebrecht                                                                      |
| 2023/2024 | Herreneinzel      | Luis Pongratz                                                                                   | Alexander Becsh                                                                         | Kjell Wagener                                                                                 | Luca Wiechmann                                                                                   |
| 2023/2024 | Dameneinzel       | Constanze Winnefeld                                                                             | Ella Neve                                                                               | Selin Hübsch                                                                                  | Marleen Schwabe                                                                                  |
| 2023/2024 | Herrendoppel      | David Eckerlin - Simon Krax                                                                     | Danial Iman Marzuan - Mark Niemann                                                      | Eric Teller - Luca Wiechmann                                                                  | Hannes Blühdorn - Kjell Wagener                                                                  |
| 2023/2024 | Damendoppel       | Cara Siebrecht - Marie Sophie Stern                                                             | Amelie Lehmann - Anna Mejikovskiy                                                       | Ella Neve - Selin Hübsch                                                                      | Pheline Krüger - Marleen Schwabe                                                                 |
| 2023/2024 | Mixed             | David Eckerlin - Amelie Lehmann                                                                 | Simon Krax - Cara Siebrecht                                                             | Danial Iman Marzuan - Shreya Hochscheid                                                       | Til Gatzsche - Anna Mejikovskiy                                                                  |
| 2024/2025 | Herreneinzel      | Luis Pongratz                                                                                   | Yuri Cho                                                                                | Mats Wohlers                                                                                  | Aditya Patil                                                                                     |
| 2024/2025 | Dameneinzel       | Gloria Poluektov                                                                                | Barbora Bursová                                                                         | Katharina Nilges                                                                              | Constanze Winnefeld                                                                              |
| 2024/2025 | Herrendoppel      | Danial Iman Marzuan - Bruno Steffen-Sánchez                                                     | Fynn Ohliger - Ole Schroth                                                              | Luis Pongratz - Michel Schuster                                                               | Felix Schütt - Alexander Philipp Zhang                                                           |
| 2024/2025 | Damendoppel       | Leonie Wronna - Aurelia Wulandoko                                                               | Yuliia Fomina - Johanna Wendt                                                           | Juna Bartsch - Marie Fein                                                                     | Lisa Paula Bonnemann - Kalliope Hermel                                                           |
| 2024/2025 | Mixed             | Alexander Philipp Zhang - Aurelia Wulandoko                                                     | Jonas Schmid - Leonie Wronna                                                            | Linus Emmerich - Constanze Winnefeld                                                          | Fynn Ohliger - Kalliope Hermel                                                                   |

### Medaillengewinner U18
| Saison    | Disziplin    | Erster                                                                                    | Zweiter                                                                                              | Dritter                                                                            | Dritter                                                                                  |
| --------- | ------------ | ----------------------------------------------------------------------------------------- | --- | ---------------------------------------------------------------------------------- | ---------------------------------------------------------------------------------------- |
| 1952/1953 | Herreneinzel | Erich Rakowski (STC Blau-Weiß Solingen)                                                   | Manfred Fulle (BC Biebrich)                                                                          | Werner Walter (BC Biebrich)                                                        | … (…)                                                                                    |
| 1952/1953 | Dameneinzel  | Gisela Ellermann (STC Blau-Weiß Solingen)                                                 | Liselotte Reinhardt (BC Biebrich)                                                                    | Bärbel Appelt (1. DBC Bonn)                                                        | … (…)                                                                                    |
| 1952/1953 | Herrendoppel | Hans Grashof (1. DBC Bonn) - Kurt Hennes (1. DBC Bonn)                                    | Manfred Fulle (BC Biebrich) - Werner Walter (BC Biebrich)                                            | Paul Schlabbers (STC Blau-Weiß Solingen) - Erich Rakowski (STC Blau-Weiß Solingen) | … (…) - … (…)                                                                            |
| 1952/1953 | Damendoppel  | Gerda Eickhorn (STC Blau-Weiß Solingen) - Gisela Ellermann (STC Blau-Weiß Solingen)       | Edith Lanio (BC Biebrich) - Liselotte Reinhardt (BC Biebrich)                                        | Bärbel Appelt (1. DBC Bonn) - Greta Schmidt (1. DBC Bonn)                          | … (…) - … (…)                                                                            |
| 1952/1953 | Mixed        | Manfred Fulle (BC Biebrich) - Liselotte Reinhardt (BC Biebrich)                           | Erich Rakowski (STC Blau-Weiß Solingen) - Gisela Ellermann (STC Blau-Weiß Solingen)                  | Hans Grashof (1. DBC Bonn) - Bärbel Appelt (1. DBC Bonn)                           | … (…) - … (…)                                                                            |
| Saison    | Disziplin    | Erster                                                                                    | Zweiter                                                                                              | Dritter                                                                            | Dritter                                                                                  |
| 1953/1954 | Herreneinzel | Hans Grashof (1. DBC Bonn)                                                                | Kurt Hennes (1. DBC Bonn)                                                                            | Manfred Fulle (BC Biebrich)                                                        | … (…)                                                                                    |
| 1953/1954 | Dameneinzel  | Bärbel Appelt (1. DBC Bonn)                                                               | Karin Grego (Merscheider TV)                                                                         | Gisela Ellermann (STC Blau-Weiß Solingen)                                          | … (…)                                                                                    |
| 1953/1954 | Herrendoppel | Hans Grashof (1. DBC Bonn) - Kurt Hennes (1. DBC Bonn)                                    | Ralf Caspary (1. DBC Bonn) - Horst Muesfeld (BC Leck)                                                | Manfred Fulle (BC Biebrich) - Dieter Graulich (BC Biebrich)                        | … (…) - … (…)                                                                            |
| 1953/1954 | Damendoppel  | Gisela Ellermann (STC Blau-Weiß Solingen) - Marlies Kirschbaum (STC Blau-Weiß Solingen)   | Gerda Eickhorn (STC Blau-Weiß Solingen) - Karin Grego (Merscheider TV)                               | Bärbel Appelt (1. DBC Bonn) - Marlies Caspary (1. DBC Bonn)                        | … (…) - … (…)                                                                            |
| 1953/1954 | Mixed        | Hans Grashof (1. DBC Bonn) - Bärbel Appelt (1. DBC Bonn)                                  | Manfred Fulle (BC Biebrich) - Karin Schild (BC Biebrich)                                             | Klaus Dültgen (Merscheider TV) - Karin Grego (Merscheider TV)                      | … (…) - … (…)                                                                            |
| Saison    | Disziplin    | Erster                                                                                    | Zweiter                                                                                              | Dritter                                                                            | Dritter                                                                                  |
| 1954/1955 | Herreneinzel | Kurt Hennes (1. DBC Bonn)                                                                 | Ralf Caspary (1. DBC Bonn)                                                                           | Dieter Schramm (BC Düsseldorf)                                                     | … (…)                                                                                    |
| 1954/1955 | Dameneinzel  | Karin Grego (Merscheider TV)                                                              | Liselotte Reinhardt (BC Biebrich)                                                                    | Ute Seelbach (BC Düsseldorf)                                                       | … (…)                                                                                    |
| 1954/1955 | Herrendoppel | Ralf Caspary (1. DBC Bonn) - Kurt Hennes (1. DBC Bonn)                                    | Peter Knack (BC Biebrich) - Dieter Graulich (BC Biebrich)                                            | Klaus Dültgen (Merscheider TV) - Konrad Hapke (Merscheider TV)                     | … (…) - … (…)                                                                            |
| 1954/1955 | Damendoppel  | Bärbel Appelt (1. DBC Bonn) - Marlies Caspary (1. DBC Bonn)                               | Hildegard Gessner (BC Biebrich) - Liselotte Reinhardt (BC Biebrich)                                  | Karin Grego (Merscheider TV) - Ilse Pecher (Merscheider TV)                        | … (…) - … (…)                                                                            |
| 1954/1955 | Mixed        | Dieter Schramm (BC Düsseldorf) - Ute Seelbach (BC Düsseldorf)                             | Kurt Hennes (1. DBC Bonn) - Bärbel Appelt (1. DBC Bonn)                                              | Peter Knaack (BC Biebrich) - Liselotte Reinhardt (BC Biebrich)                     | … (…) - … (…)                                                                            |
| Saison    | Disziplin    | Erster                                                                                    | Zweiter                                                                                              | Dritter                                                                            | Dritter                                                                                  |
| 1955/1956 | Herreneinzel | Peter Knack (BC Biebrich)                                                                 | Jürgen Koch (Merscheider TV)                                                                         | Hans Füllbeck (Merscheider TV)                                                     | … (…)                                                                                    |
| 1955/1956 | Dameneinzel  | Ute Seelbach (BC Düsseldorf)                                                              | Marlies Caspary (1. DBC Bonn)                                                                        | Karin Grego (Merscheider TV)                                                       | … (…)                                                                                    |
| 1955/1956 | Herrendoppel | Jürgen Koch (Merscheider TV) - Dieter Füllbeck (Merscheider TV)                           | Eckart Paatsch (BC Düsseldorf) - Dieter Schramm (BC Düsseldorf)                                      | Peter Knaack (BC Biebrich) - Dieter Graulich (BC Biebrich)                         | … (…) - … (…)                                                                            |
| 1955/1956 | Damendoppel  | Gunhild Scholz (1. DBC Bonn) - Marlies Caspary (1. DBC Bonn)                              | Helga Groteloh (BC Düsseldorf) - Ute Seelbach (BC Düsseldorf)                                        | Karin Grego (Merscheider TV) - Ilse Pecher (Merscheider TV)                        | … (…) - … (…)                                                                            |
| 1955/1956 | Mixed        | Dieter Schramm (BC Düsseldorf) - Ute Seelbach (BC Düsseldorf)                             | Kurt Hennes (1. DBC Bonn) - Marlies Caspary (1. DBC Bonn)                                            | Eckhard Paatsch (BC Düsseldorf) - Helga Groteloh (BC Düsseldorf)                   | … (…) - … (…)                                                                            |
| Saison    | Disziplin    | Erster                                                                                    | Zweiter                                                                                              | Dritter                                                                            | Dritter                                                                                  |
| 1956/1957 | Herreneinzel | Dieter Schramm (BC Düsseldorf)                                                            | Dieter Füllbeck (Merscheider TV)                                                                     | … (…)                                                                              | … (…)                                                                                    |
| 1956/1957 | Dameneinzel  | Ute Seelbach (BC Düsseldorf)                                                              | Marlies Caspary (1. DBC Bonn)                                                                        | … (…)                                                                              | … (…)                                                                                    |
| 1956/1957 | Herrendoppel | Dieter Schramm (BC Düsseldorf) - Eckart Paatsch (BC Düsseldorf)                           | Peter Knack (BC Biebrich) - Dieter Graulich (BC Biebrich)                                            | … (…) - … (…)                                                                      | … (…) - … (…)                                                                            |
| 1956/1957 | Damendoppel  | Marlies Caspary (1. DBC Bonn) - Ute Seelbach (BC Düsseldorf)                              | Irmgard Latz (Krefelder BC) - Almuth Börger (BC Essen)                                               | … (…) - … (…)                                                                      | … (…) - … (…)                                                                            |
| 1956/1957 | Mixed        | Kurt Hennes (1. DBC Bonn) - Gunhild Scholz (1. DBC Bonn)                                  | Dieter Schramm (BC Düsseldorf) - Ute Seelbach (BC Düsseldorf)                                        | … (…) - … (…)                                                                      | … (…) - … (…)                                                                            |
| Saison    | Disziplin    | Erster                                                                                    | Zweiter                                                                                              | Dritter                                                                            | Dritter                                                                                  |
| 1957/1958 | Herreneinzel | Dieter Schramm (BC Düsseldorf)                                                            | Jürgen Koch (Merscheider TV)                                                                         | … (…)                                                                              | … (…)                                                                                    |
| 1957/1958 | Dameneinzel  | Gunhild Scholz (1. DBC Bonn)                                                              | Ute Seelbach (BC Düsseldorf)                                                                         | … (…)                                                                              | … (…)                                                                                    |
| 1957/1958 | Herrendoppel | Jürgen Koch (Merscheider TV) - Dieter Füllbeck (Merscheider TV)                           | Rüdiger Bock (BC Hannover) - Joachim Zeun (BC Hannover)                                              | … (…) - … (…)                                                                      | … (…) - … (…)                                                                            |
| 1957/1958 | Damendoppel  | Gunhild Scholz (1. DBC Bonn) - Marlies Caspary (1. DBC Bonn)                              | Lotti Arnet (1. Wiesbadener BC) - Gudrun Henrich (1. Wiesbadener BC)                                 | … (…) - … (…)                                                                      | … (…) - … (…)                                                                            |
| 1957/1958 | Mixed        | Dieter Schramm (BC Düsseldorf) - Ute Seelbach (BC Düsseldorf)                             | Eckard Paatsch (BC Düsseldorf) - Sabine Lommatsch (VC Düsseldorf)                                    | … (…) - … (…)                                                                      | … (…) - … (…)                                                                            |
| Saison    | Disziplin    | Erster                                                                                    | Zweiter                                                                                              | Dritter                                                                            | Dritter                                                                                  |
| 1958/1959 | Herreneinzel | Bernd Weller (BC Burg 1955)                                                               | Paul Rolef (1. BC Beuel)                                                                             | Müller (Stade)                                                                     | … (…)                                                                                    |
| 1958/1959 | Dameneinzel  | Ute Seelbach (BC Düsseldorf)                                                              | Heide Hau (Merscheider TV)                                                                           | Heide Brünger (EtuS Wanne-Eickel)                                                  | Weber (Hessen)                                                                           |
| 1958/1959 | Herrendoppel | Hartmut Meis (Merscheider TV) - Dieter Neuhaus (Merscheider TV)                           | Jens Wientapper (Hamburger FC 55) - Jan Timmerbeil (Hamburger FC 55)                                 | Manfred Baden (…) - Hans-Dietrich Emmers (STC Blau-Weiß Solingen)                  | Joachim Zeun (…) - Dieter Bock (SG Blau-Gold Braunschweig)                               |
| 1958/1959 | Damendoppel  | Ute Seelbach (BC Düsseldorf) - Sabine Lommatsch (BC Düsseldorf)                           | Reinhild Fiedler (EtuS Wanne-Eickel) - Heide Brünger (EtuS Wanne-Eickel)                             | Heidrun Schäfer (…) - Schikore (…)                                                 | Dagmar Münch (BSC Rehberge 1945) (…) - Przybyl (…)                                       |
| 1958/1959 | Mixed        | Hartmut Meis (Merscheider TV) - Heide Hau (Merscheider TV)                                | Hans-Dietrich Emmers (STC Blau-Weiß Solingen) - Bärbel Klaus (STC Blau-Weiß Solingen)                | Wirth (…) - Heidrun Schäfer (Württemberg)                                          | Rupert Liebl (…) - Dankesreiter (Bayern)                                                 |
| Saison    | Disziplin    | Erster                                                                                    | Zweiter                                                                                              | Dritter                                                                            | Dritter                                                                                  |
| 1959/1960 | Herreneinzel | Jens Wientapper (Hamburger FC 55)                                                         | Paul Rolef (1. BC Beuel)                                                                             | Joachim Zeun (Niedersachsen)                                                       | Uwe Jacobsen (BC Biebrich)                                                               |
| 1959/1960 | Dameneinzel  | Reinhild Fiedler (ETUS Wanne-Eickel)                                                      | Heide Hau (Merscheider TV)                                                                           | Ursula Esser (OSC Werden 1957)                                                     | Heide Brünger (EtuS Wanne-Eickel)                                                        |
| 1959/1960 | Herrendoppel | Hartmut Meis (Merscheider TV) - Dieter Neuhaus (Merscheider TV)                           | Jens Wientapper (Hamburger FC 55) - Jan Timmerbeil (Hamburger FC 55)                                 | Bostelmann (Hamburger FC 55) - Hofmann (Hamburger FC 55)                           | Peter Besken (Merscheider TV) - Claus-Peter Mönch (Düsseldorf)                           |
| 1959/1960 | Damendoppel  | Heiderose Krebs (TuS Stuttgart) - Heidi Keck (TuS Stuttgart)                              | Reinhild Fiedler (EtuS Wanne-Eickel) - Heide Brünger (EtuS Wanne-Eickel)                             | Ursula Esser (OSC Werden 1957) - Karin Hubach (OSC Werden 1957)                    | Helma Friese (BSC Rehberge 1945) - Bung (Berlin)                                         |
| 1959/1960 | Mixed        | Hartmut Meis (Merscheider TV) - Heide Hau (Merscheider TV)                                | Hans-Dietrich Emmers (STC Blau-Weiß Solingen) - Bärbel Klaus (STC Blau-Weiß Solingen)                | Wirth (…) - Heiderose Krebs (…)                                                    | Miles Eggers (…) - Jacob (…)                                                             |
| Saison    | Disziplin    | Erster                                                                                    | Zweiter                                                                                              | Dritter                                                                            | Dritter                                                                                  |
| 1960/1961 | Herreneinzel | Wolfgang Bochow (SG Blau-Gold Braunschweig)                                               | Willi Braun (TSV Ehmen)                                                                              | Uwe Jacobsen (BC Biebrich)                                                         | Klaus-Dieter Framke (BC Biebrich)                                                        |
| 1960/1961 | Dameneinzel  | Heide Hau (Merscheider TV)                                                                | Reinhild Fiedler (EtuS Wanne-Eickel)                                                                 | Ursula Esser (OSC Werden 1957)                                                     | Bärbel Fieber (MTV Meyenfeld)                                                            |
| 1960/1961 | Herrendoppel | Klaus-Dieter Framke (BC Biebrich) - Uwe Jacobsen (BC Biebrich)                            | Willi Braun (TSV Ehmen) - Dietrich Franke (TSV Ehmen)                                                | Altendorf (…) - Ortmann (Hamburg)                                                  | Friedhelm Wulff (VfL Bochum) - Grothmann (VfL Bochum)                                    |
| 1960/1961 | Damendoppel  | Bärbel Klaus (STC Blau-Weiß Solingen) - Barbara Hermann (STC Blau-Weiß Solingen)          | Dagmar Münch (BSC Rehberge 1945) - Bärbel Bernecke (BSC Rehberge 1945)                               | Ursula Esser (OSC Werden 1957) - Karin Hubach (OSC Werden 1957)                    | … (…) - … (…)                                                                            |
| 1960/1961 | Mixed        | Peter Besken (Merscheider TV) - Heide Hau (Merscheider TV)                                | Hans-Dietrich Emmers (STC Blau-Weiß Solingen) - Bärbel Klaus (STC Blau-Weiß Solingen)                | Reinhild Fiedler (EtuS Wanne-Eickel) - Heide Brünger (EtuS Wanne-Eickel)           | … (…) - … (…)                                                                            |
| Saison    | Disziplin    | Erster                                                                                    | Zweiter                                                                                              | Dritter                                                                            | Dritter                                                                                  |
| 1961/1962 | Herreneinzel | Wolfgang Bochow (SG Blau-Gold Braunschweig)                                               | Hans-Dietrich Emmers (STC Blau-Weiß Solingen)                                                        | … (…)                                                                              | … (…)                                                                                    |
| 1961/1962 | Dameneinzel  | Marieluise Wackerow (1. BC Beuel)                                                         | Heide Brünger (EtuS Wanne-Eickel)                                                                    | … (…)                                                                              | … (…)                                                                                    |
| 1961/1962 | Herrendoppel | Willi Braun (TSV Ehmen) - Dietrich Franke (TSV Ehmen)                                     | Wolfgang Bochow (1. BC Braunschweig) - Dietmar Thiel (TuS Wunstorf)                                  | … (…) - … (…)                                                                      | … (…) - … (…)                                                                            |
| 1961/1962 | Damendoppel  | Annette Schäfers (Verberger Turnverein) - Heide Brünger (ETUS Wanne-Eickel)               | Helma Friese (BSC Rehberge 1945) - Erika Leibel (BSC Rehberge 1945)                                  | … (…) - … (…)                                                                      | … (…) - … (…)                                                                            |
| 1961/1962 | Mixed        | Hans-Jürgen Fischer (1. Wiesbadener BC) - Edeltraud Geist (1. Wiesbadener BC)             | Hans-Dietrich Emmers (STC Blau-Weiß Solingen) - Bärbel Klaus (STC Blau-Weiß Solingen)                | … (…) - … (…)                                                                      | … (…) - … (…)                                                                            |
| Saison    | Disziplin    | Erster                                                                                    | Zweiter                                                                                              | Dritter                                                                            | Dritter                                                                                  |
| 1962/1963 | Herreneinzel | Hans-Dietrich Emmers (STC Blau-Weiß Solingen)                                             | Gerhard Kucki (1. BV Mülheim)                                                                        | … (…)                                                                              | … (…)                                                                                    |
| 1962/1963 | Dameneinzel  | Marieluise Wackerow (1. BC Beuel)                                                         | Rita Rhefus (BSC / DJK Solingen)                                                                     | … (…)                                                                              | … (…)                                                                                    |
| 1962/1963 | Herrendoppel | Karl-Heinz Garbers (1. FBC Marl) - Günther Schwarz (1. FBC Marl)                          | Dietrich Franke (TSV Ehmen) - Peter Scharla (BC Hannover)                                            | … (…) - … (…)                                                                      | … (…) - … (…)                                                                            |
| 1962/1963 | Damendoppel  | Marieluise Wackerow (1. BC Beuel) - Gudrun Ziebold (BC SW Düsseldorf)                     | Rita Rhefus (BSC / DJK Solingen) - Uschi Besken-Darius (STC Blau-Weiß Solingen)                      | … (…) - … (…)                                                                      | … (…) - … (…)                                                                            |
| 1962/1963 | Mixed        | Josef Merk (TSG Augsburg 85) - Anni Biedermann (TV Jahn Nürnberg)                         | Hans-Dietrich Emmers (STC Blau-Weiß Solingen) - Uschi Besken-Darius (STC Blau-Weiß Solingen)         | … (…) - … (…)                                                                      | … (…) - … (…)                                                                            |
| Saison    | Disziplin    | Erster                                                                                    | Zweiter                                                                                              | Dritter                                                                            | Dritter                                                                                  |
| 1963/1964 | Herreneinzel | Roland Maywald (1. BC Beuel)                                                              | Karl-Heinz Garbers (1. FBC Marl)                                                                     | … (…)                                                                              | … (…)                                                                                    |
| 1963/1964 | Dameneinzel  | Marieluise Wackerow (1. BC Beuel)                                                         | Gudrun Ziebold (SW Düsseldorf)                                                                       | … (…)                                                                              | … (…)                                                                                    |
| 1963/1964 | Herrendoppel | Roland Maywald (1. BC Beuel) - Manfred Merz (1. BC Beuel)                                 | Karl-Heinz Garbers (1. FBC Marl) - Günther Schwarz (1. FBC Marl)                                     | … (…) - … (…)                                                                      | … (…) - … (…)                                                                            |
| 1963/1964 | Damendoppel  | Gudrun Ziebold (BC SW Düsseldorf) - Helga Schumacher (FC Langenfeld)                      | Rita Rhefus (BSC / DJK Solingen) - Uschi Besken-Darius (BSC / DJK Solingen / STC Blau-Weiß Solingen) | … (…) - … (…)                                                                      | … (…) - … (…)                                                                            |
| 1963/1964 | Mixed        | Manfred Merz (1. BC Beuel) - Marieluise Wackerow (1. BC Beuel)                            | Peter Welling (VfB Lübeck) - Ilse-Brigitte Riekhof (VfB Lübeck)                                      | … (…) - … (…)                                                                      | … (…) - … (…)                                                                            |
| Saison    | Disziplin    | Erster                                                                                    | Zweiter                                                                                              | Dritter                                                                            | Dritter                                                                                  |
| 1964/1965 | Herreneinzel | Manfred Merz (1. BC Beuel)                                                                | Roland Maywald (1. BC Beuel)                                                                         | … (…)                                                                              | … (…)                                                                                    |
| 1964/1965 | Dameneinzel  | Marieluise Wackerow (1. BC Beuel)                                                         | Gudrun Ziebold (FC Langenfeld)                                                                       | … (…)                                                                              | … (…)                                                                                    |
| 1964/1965 | Herrendoppel | Roland Maywald (1. BC Beuel) - Karl Weiland (1. BC Beuel)                                 | Erich Schmitt (MTV Gießen) - Klaus Trittin (MTV Gießen)                                              | Gerhard Kantz (TSV Marl-Hüls) - Friedel Kruse (TSV Marl-Hüls)                      | … (…) - … (…)                                                                            |
| 1964/1965 | Damendoppel  | Gudrun Ziebold (FC Langenfeld) - Helga Schumacher (FC Langenfeld)                         | Rita Rhefus (BSC / DJK Solingen) - Uschi Besken-Darius (STC Blau-Weiß Solingen)                      | … (…) - … (…)                                                                      | … (…) - … (…)                                                                            |
| 1964/1965 | Mixed        | Manfred Merz (1. BC Beuel) - Marieluise Wackerow (1. BC Beuel)                            | Wolfgang Säger (BC Westfalia Herne) - Heide Treichel (BC Westfalia Herne)                            | … (…) - … (…)                                                                      | … (…) - … (…)                                                                            |
| Saison    | Disziplin    | Erster                                                                                    | Zweiter                                                                                              | Dritter                                                                            | Dritter                                                                                  |
| 1965/1966 | Herreneinzel | Roland Maywald (1. BC Beuel)                                                              | Reinhold Fröndhoff (TuS Velmede-Bestwig)                                                             | … (…)                                                                              | … (…)                                                                                    |
| 1965/1966 | Dameneinzel  | Ilse-Brigitte Riekhof (VfB Lübeck)                                                        | Helga Schumacher (FC Langenfeld)                                                                     | … (…)                                                                              | … (…)                                                                                    |
| 1965/1966 | Herrendoppel | Roland Maywald (1. BC Beuel) - Karl Weiland (1. BC Beuel)                                 | Eckhard Gall (BC Comet Braunschweig) - Heinz Pawlik (SV Lengede)                                     | … (…) - … (…)                                                                      | … (…) - … (…)                                                                            |
| 1965/1966 | Damendoppel  | Helga Schumacher (FC Langenfeld) - Helga Trepels (1. BC Monheim 1956)                     | Anche Pagenstecher (TSV Ehmen) - Melitta Thiel (TSV Ehmen)                                           | … (…) - … (…)                                                                      | … (…) - … (…)                                                                            |
| 1965/1966 | Mixed        | Karl Weiland (1. BC Beuel) - Gisela Fischer (1. BC Beuel)                                 | Kristian Kleinschmidt (VfB Lübeck) - Ilse-Brigitte Riekhof (VfB Lübeck)                              | … (…) - … (…)                                                                      | … (…) - … (…)                                                                            |
| Saison    | Disziplin    | Erster                                                                                    | Zweiter                                                                                              | Dritter                                                                            | Dritter                                                                                  |
| 1966/1967 | Herreneinzel | Manfred Müller (PSV GW Frankfurt)                                                         | Hugo Wilmes (Volkmarsen)                                                                             | … (…)                                                                              | … (…)                                                                                    |
| 1966/1967 | Dameneinzel  | Ilse-Brigitte Riekhof (VfB Lübeck)                                                        | Helga Schumacher (FC Langenfeld)                                                                     | … (…)                                                                              | … (…)                                                                                    |
| 1966/1967 | Herrendoppel | Hugo Wilmes (TV 1890 Volkmarsen) - Werner Dietz (SKV Büdesheim)                           | Eckhard Gall (BC Comet Braunschweig) - Heinz Pawlik (SV Lengede)                                     | … (…) - … (…)                                                                      | … (…) - … (…)                                                                            |
| 1966/1967 | Damendoppel  | Jutta Schnelle (VfL Hameln) - Rosemarie Biemüller (VfL Hameln)                            | Brigitte Potthoff-Steden (VfL Bochum) - Christa Schulte-Wiese (TV Velmede-Bestwig)                   | … (…) - … (…)                                                                      | … (…) - … (…)                                                                            |
| 1966/1967 | Mixed        | Lutz Tupay (1. BV Mülheim) - Helga Schumacher (FC Langenfeld)                             | Dieter Schulz (VfB Lübeck) - Ilse-Brigitte Riekhof (VfB Lübeck)                                      | … (…) - … (…)                                                                      | … (…) - … (…)                                                                            |
| Saison    | Disziplin    | Erster                                                                                    | Zweiter                                                                                              | Dritter                                                                            | Dritter                                                                                  |
| 1967/1968 | Herreneinzel | Michael Schnaase (SC Union 08 Lüdinghausen)                                               | Lutz Tupay (1. BV Mülheim)                                                                           | Seidel (…)                                                                         | Klaus Gorholt (FC Langenfeld)                                                            |
| 1967/1968 | Dameneinzel  | Christa Schulte-Wiese (TuS Velmede Bestwig)                                               | Angelika Meier (VfB Lübeck)                                                                          | Vera Martini (TuS Wiebelskirchen)                                                  | … (…)                                                                                    |
| 1967/1968 | Herrendoppel | Michael Schnaase (SC Union 08 Lüdinghausen) - Klaus Gorholt (FC Langenfeld)               | Jürgen Pelz (TSV Ehmen) - Wolfgang Welter (TSV Ehmen)                                                | Gerd Kattau (Bremen) - Pahmeier (Bremen)                                           | Lutz Tupay (1. BV Mülheim) - Ulli Gumpert (FC Langenfeld)                                |
| 1967/1968 | Damendoppel  | Angelika Meier (VfB Lübeck) - Hanni Schwark (VfB Lübeck)                                  | Vera Martini (TuS Wiebelskirchen) - Elvira Reinsch (TuS Wiebelskirchen)                              | … (…) - … (…)                                                                      | … (…) - … (…)                                                                            |
| 1967/1968 | Mixed        | Wolfgang Wagner (SG Blau-Gold Braunschweig) - Jutta Schnelle (SG Blau-Gold Braunschweig)  | Manfred Müller (GW Frankfurt) - Brigitte Kraus (MTV Gießen)                                          | Willi Gahlmann (RW Borbeck) - Brigitte Steinkamp (BVH Dorsten)                     | Heinz Heck (TuS Pol. Linnich) - Christa Wahl (TuS Pol. Linnich)                          |
| Saison    | Disziplin    | Erster                                                                                    | Zweiter                                                                                              | Dritter                                                                            | Dritter                                                                                  |
| 1968/1969 | Herreneinzel | Arno Schley (TuS Wiebelskirchen)                                                          | Manfred Rößler (FC Langenfeld)                                                                       | … (…)                                                                              | … (…)                                                                                    |
| 1968/1969 | Dameneinzel  | Angelika Meier (VfB Lübeck)                                                               | Jutta Schnelle (1. BC Braunschweig)                                                                  | … (…)                                                                              | … (…)                                                                                    |
| 1968/1969 | Herrendoppel | Karl-Heinz Zwiebler (DJK Don Bosco Beuel) - Manfred Huhn (DJK Don Bosco Beuel)            | Jürgen Pelz (TSV Ehmen) - Wolfgang Sonnabend (Sportfreunde Salzgitter)                               | … (…) - … (…)                                                                      | … (…) - … (…)                                                                            |
| 1968/1969 | Damendoppel  | Vera Martini (TuS Wiebelskirchen) - Elvira Reinsch (TuS Wiebelskirchen)                   | Angelika Meier (VfB Lübeck) - Hanni Schwark (VfB Lübeck)                                             | … (…) - … (…)                                                                      | … (…) - … (…)                                                                            |
| 1968/1969 | Mixed        | Norbert Gramke (VfB Lübeck) - Hanni Schwark (VfB Lübeck)                                  | Arno Schley (TuS Wiebelskirchen) - Elvira Reisch (TuS Wiebelskirchen)                                | … (…) - … (…)                                                                      | … (…) - … (…)                                                                            |
| Saison    | Disziplin    | Erster                                                                                    | Zweiter                                                                                              | Dritter                                                                            | Dritter                                                                                  |
| 1969/1970 | Herreneinzel | Manfred Rößler (FC Langenfeld)                                                            | Reinhard Rempt (SC Union 08 Lüdinghausen)                                                            | … (…)                                                                              | … (…)                                                                                    |
| 1969/1970 | Dameneinzel  | Marie-Luise Schulta-Jansen (TuB Bocholt)                                                  | Dagmar Wagner (1. Wiesbadener BC)                                                                    | … (…)                                                                              | … (…)                                                                                    |
| 1969/1970 | Herrendoppel | Manfred Rößler (FC Langenfeld) - Axel Sonnenberg (FC Langenfeld)                          | Günter Kneitz (TG Veitshoechheim) - Hans-Georg Weigand (TG Zell)                                     | … (…) - … (…)                                                                      | … (…) - … (…)                                                                            |
| 1969/1970 | Damendoppel  | Monika Frankus (SC Union 08 Lüdinghausen) - Marie-Luise Schulta-Jansen (TuB Bocholt)      | Marlies Thomas (SV Berliner Bären) - Jutta Schiller (SV Berliner Bären)                              | … (…) - … (…)                                                                      | … (…) - … (…)                                                                            |
| 1969/1970 | Mixed        | Wolfgang Sonnabend (Sportfreunde Salzgitter) - Dagmar Wagner (Sportfreunde Salzgitter)    | Reinhard Rempt (SC Union 08 Lüdinghausen) - Barbara Schnaase (SC Union 08 Lüdinghausen)              | … (…) - … (…)                                                                      | … (…) - … (…)                                                                            |
| Saison    | Disziplin    | Erster                                                                                    | Zweiter                                                                                              | Dritter                                                                            | Dritter                                                                                  |
| 1970/1971 | Herreneinzel | Axel Sonnenberg (FC Langenfeld)                                                           | Manfred Rößler (FC Langenfeld)                                                                       | … (…)                                                                              | … (…)                                                                                    |
| 1970/1971 | Dameneinzel  | Marie-Luise Schulta-Jansen (TuB Bocholt)                                                  | Margarita Woitas (TSV Barsinghausen)                                                                 | … (…)                                                                              | … (…)                                                                                    |
| 1970/1971 | Herrendoppel | Manfred Rößler (FC Langenfeld) - Axel Sonnenberg (FC Langenfeld)                          | Reinhard Wolber (1. BC Beuel) - Reiner Wodey (1. BC Beuel)                                           | … (…) - … (…)                                                                      | … (…) - … (…)                                                                            |
| 1970/1971 | Damendoppel  | Monika Frankus (SC Union 08 Lüdinghausen) - Marie-Luise Schulta-Jansen (TuB Bocholt)      | Monika Schönsteiner-Peiffer (TuS Wiebelskirchen) - Ingeborg Bauer-Schley (TuS Wiebelskirchen)        | … (…) - … (…)                                                                      | … (…) - … (…)                                                                            |
| 1970/1971 | Mixed        | Karl-Ernst Klein (TV 1890 Volkmarsen) - Christa Josy (TG Worms)                           | Wolfgang Sonnabend (Sportfreunde Salzgitter) - Angelika Welter (TSV Ehmen)                           | … (…) - … (…)                                                                      | … (…) - … (…)                                                                            |
| Saison    | Disziplin    | Erster                                                                                    | Zweiter                                                                                              | Dritter                                                                            | Dritter                                                                                  |
| 1971/1972 | Herreneinzel | Jürgen Koleczko (BC Eintracht Südring Berlin)                                             | Gerd Aatz (TuS Wiebelskirchen)                                                                       | … (…)                                                                              | … (…)                                                                                    |
| 1971/1972 | Dameneinzel  | Ingrid Reiners (BC Tönisvorst)                                                            | Dagmar Wagner (1. Wiesbadener BC)                                                                    | … (…)                                                                              | … (…)                                                                                    |
| 1971/1972 | Herrendoppel | Rolf Blinne (TV Blomberg) - Axel Happ (TSV Hillentrup)                                    | Jürgen Koleczko (BC Eintracht Südring Berlin) - Peter Haase (BC Eintracht Südring Berlin)            | … (…) - … (…)                                                                      | … (…) - … (…)                                                                            |
| 1971/1972 | Damendoppel  | Marlies Thomas (SV Berliner Bären) - Jutta Schiller (SV Berliner Bären)                   | Erika Ruth (TB Langendiebach) - Jutta Vogel (PSV Grün-Weiß Wiesbaden)                                | … (…) - … (…)                                                                      | … (…) - … (…)                                                                            |
| 1971/1972 | Mixed        | Peter Haase (BC Eintracht Südring Berlin) - Marlies Thomas (SV Berliner Bären)            | Michael Budczinski (BC Kellen) - Barbara Budczinski (BC Kellen)                                      | … (…) - … (…)                                                                      | … (…) - … (…)                                                                            |
| Saison    | Disziplin    | Erster                                                                                    | Zweiter                                                                                              | Dritter                                                                            | Dritter                                                                                  |
| 1972/1973 | Herreneinzel | Joachim Schulz (VfB Lübeck)                                                               | Michael Budczinski (BC Kellen)                                                                       | … (…)                                                                              | … (…)                                                                                    |
| 1972/1973 | Dameneinzel  | Dagmar Schneider (Hamburger SV)                                                           | Carola Sattler (BC Eintracht Südring Berlin)                                                         | … (…)                                                                              | … (…)                                                                                    |
| 1972/1973 | Herrendoppel | Michael Budczinski (Badminton Club Kleve) - Klaus-Dieter Voigt (DJK Adler Oberhausen)     | Olaf Rosenow (PSV Grün-Weiß Wiesbaden) - Hans-Dieter Nieth (VFN Hattersheim)                         | … (…) - … (…)                                                                      | … (…) - … (…)                                                                            |
| 1972/1973 | Damendoppel  | Jutta Vogel (PSV Grün-Weiß Wiesbaden) - Corinna Riedel (PSV Grün-Weiß Wiesbaden)          | Heidi Kellner (Hamburger SV) - Sabine Gantke (Hamburger SV)                                          | … (…) - … (…)                                                                      | … (…) - … (…)                                                                            |
| 1972/1973 | Mixed        | Peter Haase (BC Eintracht Südring Berlin) - Carola Sattler (BC Eintracht Südring Berlin)  | Georg Simon (TuS Wiebelskirchen) - Gabi Knapp (TuS Wiebelskirchen)                                   | … (…) - … (…)                                                                      | … (…) - … (…)                                                                            |
| Saison    | Disziplin    | Erster                                                                                    | Zweiter                                                                                              | Dritter                                                                            | Dritter                                                                                  |
| 1973/1974 | Herreneinzel | Joachim Schulz (VfB Lübeck)                                                               | Franz Tepass (BV Wesel Rot-Weiss)                                                                    | … (…)                                                                              | … (…)                                                                                    |
| 1973/1974 | Dameneinzel  | Jutta Vogel (PSV Grün-Weiß Wiesbaden)                                                     | Carola Sattler (BC Eintracht Südring Berlin)                                                         | … (…)                                                                              | … (…)                                                                                    |
| 1973/1974 | Herrendoppel | Joachim Schulz (VfB Lübeck) - Horst Zetsche (TSV Spandau 1860)                            | Georg Simon (TV Überherrn) - Raimund Stang (TV Überherrn)                                            | Franz Tepass (BV Wesel Rot-Weiss) - Klaus-Dieter Koch (BV Wesel Rot-Weiss)         | … (…) - … (…)                                                                            |
| 1973/1974 | Damendoppel  | Heidi Krickhaus (Ohligser TV) - Monika Noethgen (Dormagener BG 62)                        | Heidi Kellner (Hamburger SV) - Sabine Gantke (Hamburger SV)                                          | … (…) - … (…)                                                                      | … (…) - … (…)                                                                            |
| 1973/1974 | Mixed        | Olaf Rosenow (PSV Grün-Weiß Wiesbaden) - Jutta Vogel (PSV Grün-Weiß Wiesbaden)            | Thomas Hagemann (SV Unkel) - Brigitte Morsbach (SV Unkel)                                            | … (…) - … (…)                                                                      | … (…) - … (…)                                                                            |
| Saison    | Disziplin    | Erster                                                                                    | Zweiter                                                                                              | Dritter                                                                            | Dritter                                                                                  |
| 1974/1975 | Herreneinzel | Georg Simon (TV Überherrn)                                                                | Olaf Rosenow (PSV Grün-Weiß Wiesbaden)                                                               | … (…)                                                                              | … (…)                                                                                    |
| 1974/1975 | Dameneinzel  | Heidi Krickhaus (OSC Düsseldorf)                                                          | Jutta Vogel (PSV Grün-Weiß Wiesbaden)                                                                | … (…)                                                                              | … (…)                                                                                    |
| 1974/1975 | Herrendoppel | Olaf Rosenow (PSV Grün-Weiß Wiesbaden) - Johann Claassen (Badminton Club Kleve)           | Georg Simon (TV Überherrn) - Raimund Stang (TV Überherrn)                                            | Franz Tepass (BV Wesel Rot-Weiss) - Klaus-Dieter Koch (BV Wesel Rot-Weiss)         | … (…) - … (…)                                                                            |
| 1974/1975 | Damendoppel  | Heidi Krickhaus (OSC Düsseldorf) - Monika Noethgen (Dormagener BG 62)                     | Jutta Vogel (PSV Grün-Weiß Wiesbaden) - Gabi Knapp (TuS Wiebelskirchen)                              | … (…) - … (…)                                                                      | … (…) - … (…)                                                                            |
| 1974/1975 | Mixed        | Georg Simon (TV Überherrn) - Monika Noethgen (Dormagener BG 62)                           | Olaf Rosenow (PSV Grün-Weiß Wiesbaden) - Jutta Vogel (PSV Grün-Weiß Wiesbaden)                       | … (…) - … (…)                                                                      | … (…) - … (…)                                                                            |
| Saison    | Disziplin    | Erster                                                                                    | Zweiter                                                                                              | Dritter                                                                            | Dritter                                                                                  |
| 1975/1976 | Herreneinzel | Rolf Heyer (TB Rheinhausen)                                                               | Klaus Brackmann (BC SW Düsseldorf)                                                                   | … (…)                                                                              | … (…)                                                                                    |
| 1975/1976 | Dameneinzel  | Heidi Krickhaus (OSC Düsseldorf)                                                          | Maren Schröder (KSV Hessen-Kassel)                                                                   | … (…)                                                                              | … (…)                                                                                    |
| 1975/1976 | Herrendoppel | Peter Friedrich (TuS Aldenhoven) - Ulf Rosenbaum (TG Mülheim)                             | Thomas Herttrich (TG Zell) - Dieter Braun (TG Zell)                                                  | … (…) - … (…)                                                                      | … (…) - … (…)                                                                            |
| 1975/1976 | Damendoppel  | Heidi Kellner (Hamburger SV) - Sabine Gantke (Hamburger SV)                               | Petra Herrmann (VFN Hattersheim) - Sabine Schroeder (1. BC Kassel)                                   | … (…) - … (…)                                                                      | … (…) - … (…)                                                                            |
| 1975/1976 | Mixed        | Thomas Hagemann (SV Unkel) - Angelika Walter (SC Union 08 Lüdinghausen)                   | Link (Sportfreunde Schwäbisch Gmünd) - Christa Hökel (TV Pforzheim)                                  | … (…) - … (…)                                                                      | … (…) - … (…)                                                                            |
| Saison    | Disziplin    | Erster                                                                                    | Zweiter                                                                                              | Dritter                                                                            | Dritter                                                                                  |
| 1976/1977 | Herreneinzel | Dietmar Fußhöller (FC Bayer 05 Uerdingen)                                                 | Jürgen Gebhardt (TV Mainz-Zahlbach)                                                                  | … (…)                                                                              | … (…)                                                                                    |
| 1976/1977 | Dameneinzel  | Petra Herrmann (VfN Hattersheim)                                                          | Gabi Scharmach (BC Rot-Weiß Oberhausen)                                                              | … (…)                                                                              | … (…)                                                                                    |
| 1976/1977 | Herrendoppel | Harald Klauer (Polizei TuS Linnich) - Gerhard Treitinger (SV Fortuna Regensburg)          | Peter Friedrich (TuS Aldenhoven) - Ulli Morsbach (SV Unkel)                                          | … (…) - … (…)                                                                      | … (…) - … (…)                                                                            |
| 1976/1977 | Damendoppel  | Petra Dieris-Wierichs (FC Bayer 05 Uerdingen) - Patricia Günther (STC Blau-Weiß Solingen) | Vera Fetten (TuS Aldenhoven) - Petra Herrmann (VFN Hattersheim)                                      | … (…) - … (…)                                                                      | … (…) - … (…)                                                                            |
| 1976/1977 | Mixed        | Josef Schumacher (EBC Jülich) - Vera Fetten (TuS Aldenhoven)                              | Gerhard Treitinger (SV Fortuna Regensburg) - Angelika Zeizinger (TSG Schwäbisch Gmünd)               | … (…) - … (…)                                                                      | … (…) - … (…)                                                                            |
| Saison    | Disziplin    | Erster                                                                                    | Zweiter                                                                                              | Dritter                                                                            | Dritter                                                                                  |
| 1977/1978 | Herreneinzel | Thomas Künstler (TV Mainz-Zahlbach)                                                       | Hans-Georg Fischedick (Bottroper BG)                                                                 | … (…)                                                                              | … (…)                                                                                    |
| 1977/1978 | Dameneinzel  | Mechtild Hagemann (SV Unkel)                                                              | Kirsten Schmieder (OSC 04 Rheinhausen)                                                               | … (…)                                                                              | … (…)                                                                                    |
| 1977/1978 | Herrendoppel | Olaf Ackermann (1. BV Mülheim) - Harald Rahn (Polizei-SV Remscheid 1920)                  | Harald Klauer (VfL Wolfsburg) - Gerhard Treitinger (SV Fortuna Regensburg)                           | … (…) - … (…)                                                                      | … (…) - … (…)                                                                            |
| 1977/1978 | Damendoppel  | Gabi Scharmach (Rot-Weiß Oberhausen) - Martina Eßer (BIG Höhenhaus)                       | Kirsten Schmieder (OSC 04 Rheinhausen) - Claudia Dorrenbach (FC Langenfeld)                          | … (…) - … (…)                                                                      | … (…) - … (…)                                                                            |
| 1977/1978 | Mixed        | Hans-Georg Fischedick (SG Osterfeld) - Patricia Günther (STC Blau-Weiß Solingen)          | Thomas Künstler (TV Mainz-Zahlbach) - Sigrid Bleymehl-Schley (TuS Wiebelskirchen)                    | … (…) - … (…)                                                                      | … (…) - … (…)                                                                            |
| Saison    | Disziplin    | Erster                                                                                    | Zweiter                                                                                              | Dritter                                                                            | Dritter                                                                                  |
| 1978/1979 | Herreneinzel | Gerhard Treitinger (SV Fortuna Regensburg)                                                | Thomas Künstler (TV Mainz-Zahlbach)                                                                  | … (…)                                                                              | … (…)                                                                                    |
| 1978/1979 | Dameneinzel  | Kirsten Schmieder (OSC 04 Rheinhausen)                                                    | Gabriele Splett (VfL Bochum)                                                                         | … (…)                                                                              | … (…)                                                                                    |
| 1978/1979 | Herrendoppel | Harald Klauer (VfL Wolfsburg) - Gerhard Treitinger (SV Fortuna Regensburg)                | Thomas Künstler (TV Mainz-Zahlbach) - Jürgen Gebhardt (TV Mainz-Zahlbach)                            | … (…) - … (…)                                                                      | … (…) - … (…)                                                                            |
| 1978/1979 | Damendoppel  | Dorett Hökel (TV Pforzheim) - Mechtild Hagemann (SV Unkel)                                | Kirsten Schmieder (OSC 04 Rheinhausen) - Claudia Dorrenbach (FC Langenfeld)                          | … (…) - … (…)                                                                      | … (…) - … (…)                                                                            |
| 1978/1979 | Mixed        | Harald Klauer (VfL Wolfsburg) - Dorett Hökel (TV Pforzheim)                               | Thomas Künstler (TV Mainz-Zahlbach) - Sigrid Bleymehl-Schley (TuS Wiebelskirchen)                    | … (…) - … (…)                                                                      | … (…) - … (…)                                                                            |
| Saison    | Disziplin    | Erster                                                                                    | Zweiter                                                                                              | Dritter                                                                            | Dritter                                                                                  |
| 1979/1980 | Herreneinzel | Uwe Scherpen (FC Langenfeld)                                                              | Matthias Heger (BV Wesel Rot-Weiss)                                                                  | … (…)                                                                              | … (…)                                                                                    |
| 1979/1980 | Dameneinzel  | Kirsten Schmieder (OSC 04 Rheinhausen)                                                    | Claudia Dorrenbach (FC Langenfeld)                                                                   | … (…)                                                                              | … (…)                                                                                    |
| 1979/1980 | Herrendoppel | Matthias Heger (BV Wesel Rot-Weiss) - Uwe Scherpen (FC Langenfeld)                        | Jörg Raupach (VfL Berliner Behrer) - Eric Wohlgemuth (PSV Bremerhaven)                               | … (…) - … (…)                                                                      | … (…) - … (…)                                                                            |
| 1979/1980 | Damendoppel  | Claudia Dorrenbach (FC Langenfeld) - Kirsten Schmieder (OSC 04 Rheinhausen)               | Susanne Karalus-Lüdemann (PSV Bremerhaven) - Cathrin Hoppe (VfL Hameln)                              | … (…) - … (…)                                                                      | … (…) - … (…)                                                                            |
| 1979/1980 | Mixed        | Martin Bareiß (TSB Schwäbisch Gmünd) - Karin Hökel (ESG Karlsruhe)                        | Klaus Buschbeck (SC Langenhorn) - Ingra Holtz (Hamburger SV)                                         | … (…) - … (…)                                                                      | … (…) - … (…)                                                                            |
| Saison    | Disziplin    | Erster                                                                                    | Zweiter                                                                                              | Dritter                                                                            | Dritter                                                                                  |
| 1980/1981 | Herreneinzel | Uwe Scherpen (FC Langenfeld)                                                              | Klaus Treitinger (SV Fortuna Regensburg)                                                             | … (…)                                                                              | … (…)                                                                                    |
| 1980/1981 | Dameneinzel  | Christiane Russ (FC Langenfeld)                                                           | Claudia Dorrenberg (FC Langenfeld)                                                                   | … (…)                                                                              | … (…)                                                                                    |
| 1980/1981 | Herrendoppel | Martin Bareiß (TSB Schwäbisch Gmünd) - Klaus Treitinger (SV Fortuna Regensburg)           | Volker Renzelmann (Post SV Bremen) - Uwe Scherpen (FC Langenfeld)                                    | … (…) - … (…)                                                                      | … (…) - … (…)                                                                            |
| 1980/1981 | Damendoppel  | Claudia Dorrenbach (FC Langenfeld) - Sonja Krüger (Post SV Würzburg)                      | Andrea Schneider (OSC Düsseldorf) - Gabi Simon (TV Mainz-Zahlbach)                                   | … (…) - … (…)                                                                      | … (…) - … (…)                                                                            |
| 1980/1981 | Mixed        | Klaus Treitinger (SV Fortuna Regensburg) - Claudia Dorrenbach (FC Langenfeld)             | … (…) - … (…)                                                                                        | … (…) - … (…)                                                                      | … (…) - … (…)                                                                            |
| Saison    | Disziplin    | Erster                                                                                    | Zweiter                                                                                              | Dritter                                                                            | Dritter                                                                                  |
| 1981/1982 | Herreneinzel | Christoph Fischedick (Bottroper BG)                                                       | Volker Renzelmann (VfL Wolfsburg)                                                                    | … (…)                                                                              | … (…)                                                                                    |
| 1981/1982 | Dameneinzel  | Christiane Russ (FC Langenfeld)                                                           | Gabriele Sadewater (VfL Berliner Lehrer)                                                             | … (…)                                                                              | … (…)                                                                                    |
| 1981/1982 | Herrendoppel | Frank Diekmann (TuS Eintracht Bielefeld) - Pramudia Sudarbo (TV Blomberg)                 | Ralf Rausch (FC Bayer 05 Uerdingen) - Michael Fischedick (Bottroper BG)                              | … (…) - … (…)                                                                      | … (…) - … (…)                                                                            |
| 1981/1982 | Damendoppel  | Stefanie Rommerskirchen (FC Langenfeld) - Sonja Krüger (Post SV Würzburg)                 | Dorett Hökel (TSB Schwäbisch Gmünd) - Christiane Russ (FC Langenfeld)                                | … (…) - … (…)                                                                      | … (…) - … (…)                                                                            |
| 1981/1982 | Mixed        | Ralf Rausch (FC Bayer 05 Uerdingen) - Katja Meiert (FC Bayer 05 Uerdingen)                | Axel Schönfelder (1. DBC Bonn) - Susanne Altmann (STC Blau-Weiß Solingen)                            | … (…) - … (…)                                                                      | … (…) - … (…)                                                                            |
| Saison    | Disziplin    | Erster                                                                                    | Zweiter                                                                                              | Dritter                                                                            | Dritter                                                                                  |
| 1982/1983 | Herreneinzel | Bernd Schwitzgebel (TV Scheidt)                                                           | Volker Renzelmann (VfL Wolfsburg)                                                                    | … (…)                                                                              | … (…)                                                                                    |
| 1982/1983 | Dameneinzel  | Birgit Schilling (SV Fortuna Regensburg)                                                  | Stefanie Rommerskirchen (FC Langenfeld)                                                              | … (…)                                                                              | … (…)                                                                                    |
| 1982/1983 | Herrendoppel | Michael Fischedick (Bottroper BG) - Ralf Rausch (FC Bayer 05 Uerdingen)                   | Christian Diekmann (Eintracht Bielefeld) - Guido Schänzler (TTC Brauweiler 1948)                     | … (…) - … (…)                                                                      | … (…) - … (…)                                                                            |
| 1982/1983 | Damendoppel  | Katrin Schmidt (1. PBC Neustadt) - Birgit Schilling (SV Fortuna Regensburg)               | Stefanie Rommerskirchen (FC Langenfeld) - Sonja Krüger (Post Würzburg)                               | … (…) - … (…)                                                                      | … (…) - … (…)                                                                            |
| 1982/1983 | Mixed        | Markus Türnich (TTC Brauweiler 1948) - Christine Skropke (DJK Stolberg)                   | Volker Renzelmann (VfL Wolfsburg) - Katrin Schmidt (1. PBC Neustadt)                                 | … (…) - … (…)                                                                      | … (…) - … (…)                                                                            |
| Saison    | Disziplin    | Erster                                                                                    | Zweiter                                                                                              | Dritter                                                                            | Dritter                                                                                  |
| 1983/1984 | Herreneinzel | Guido Schänzler (TTC Brauweiler 1948)                                                     | Stefan Eickhoff (TV Lilienthal)                                                                      | … (…)                                                                              | … (…)                                                                                    |
| 1983/1984 | Dameneinzel  | Birgit Schilling (SV Fortuna Regensburg)                                                  | Katrin Schmidt (1. PBC Neustadt)                                                                     | … (…)                                                                              | … (…)                                                                                    |
| 1983/1984 | Herrendoppel | Guido Schänzler (TTC Brauweiler 1948) - Christian Diekmann (TuS Eintracht Bielefeld)      | Claus Schulte (SV Unkel) - Toni Poyatos (SV Unkel)                                                   | … (…) - … (…)                                                                      | … (…) - … (…)                                                                            |
| 1983/1984 | Damendoppel  | Katrin Schmidt (1. PBC Neustadt) - Cornelia Munz (TuS Wiebelskirchen)                     | Anja Stohlmann (TV Blomberg) - Anja Weber (TV Blomberg)                                              | … (…) - … (…)                                                                      | … (…) - … (…)                                                                            |
| 1983/1984 | Mixed        | Markus Türnich (TTC Brauweiler 1948) - Christine Skropke (DJK Stolberg)                   | Günter Entzel (TG Langendiebach) - Verena Kröll (TG Langendiebach)                                   | … (…) - … (…)                                                                      | … (…) - … (…)                                                                            |
| Saison    | Disziplin    | Erster                                                                                    | Zweiter                                                                                              | Dritter                                                                            | Dritter                                                                                  |
| 1984/1985 | Herreneinzel | Andreas Ruth (BV Wesel Rot-Weiss)                                                         | Michael Deuerling (SG Siemens Erlangen)                                                              | Stefan Eickhoff (TV Lilienthal)                                                    | Markus Keck (SV Siemens Nürnberg)                                                        |
| 1984/1985 | Dameneinzel  | Anne-Katrin Seid (SSV Ulm 1846)                                                           | Katrin Schmidt (1. PBC Neustadt)                                                                     | Anke Jansen (SG Dülken)                                                            | Nicole Baldewein (OSC Düsseldorf)                                                        |
| 1984/1985 | Herrendoppel | Andreas Ruth (BV Wesel Rot-Weiss) - Robert Neumann (Ohligser TV)                          | Holger Broß (TSV Salzgitter) - Stefan Eickhoff (TV Lilienthal)                                       | Michael Deuerling (SG Siemens Erlangen) - Markus Keck (SV Siemens Nürnberg)        | Franz-Josef Müller (SSV Heiligenwald) - Resch (BSC Kaiserslautern)                       |
| 1984/1985 | Damendoppel  | Katrin Schmidt (1. PBC Neustadt) - Ulrike Scheunemann (TSV Wedel)                         | Nicole Baldewein (OSC Düsseldorf) - Anke Jansen (SG Dülken)                                          | Verena Kröll (TG Langendiebach) - Gerdi Bohlender (TG Langendiebach)               | Brigitte Fassbender (1. DBC Bonn) - Anne-Katrin Seid (SSV Ulm 1846)                      |
| 1984/1985 | Mixed        | Michael Deuerling (SG Siemens Erlangen) - Anne-Katrin Seid (SSV Ulm 1846)                 | Robert Neumann (Ohligser TV) - Nicole Baldewein (OSC Düsseldorf)                                     | Franz-Josef Müller (SSV Heiligenwald) - Anke Jansen (SG Dülken)                    | Andreas Ruth (BV Wesel Rot-Weiss) - Brigitte Fassbender (1. DBC Bonn)                    |
| Saison    | Disziplin    | Erster                                                                                    | Zweiter                                                                                              | Dritter                                                                            | Dritter                                                                                  |
| 1985/1986 | Herreneinzel | Frank Hochstrate (FC Langenfeld)                                                          | Stephan Kuhl (TTC Brauweiler 1948)                                                                   | … (…)                                                                              | … (…)                                                                                    |
| 1985/1986 | Dameneinzel  | Katrin Schmidt (1. PBC Neustadt)                                                          | Britta Zimmermann (KSV Baunatal)                                                                     | … (…)                                                                              | … (…)                                                                                    |
| 1985/1986 | Herrendoppel | Frank Hochstrate (FC Langenfeld) - Stephan Kuhl (FC Langenfeld)                           | Michael Czoik (BV Wesel Rot-Weiss) - Martin Luhnen (SG Dülken)                                       | … (…) - … (…)                                                                      | … (…) - … (…)                                                                            |
| 1985/1986 | Damendoppel  | Britta Zimmermann (KSV Baunatal) - Andrea Sotta (1. BC Leverkusen)                        | Sonja Grünewald (TV Blomberg) - Christiane Russ (STC Blau-Weiß Solingen)                             | … (…) - … (…)                                                                      | … (…) - … (…)                                                                            |
| 1985/1986 | Mixed        | Frank Schröder (VfB Lübeck) - Katrin Schmidt (1. PBC Neustadt)                            | Kai Mitteldorf (FC Langenfeld) - Martina Höfer (FC Langenfeld)                                       | … (…) - … (…)                                                                      | … (…) - … (…)                                                                            |
| Saison    | Disziplin    | Erster                                                                                    | Zweiter                                                                                              | Dritter                                                                            | Dritter                                                                                  |
| 1986/1987 | Herreneinzel | Thomas Wurm (TG Langendiebach)                                                            | Roland Dorner (TV Neckarau)                                                                          | … (…)                                                                              | … (…)                                                                                    |
| 1986/1987 | Dameneinzel  | Britta Zimmermann (KSV Baunatal)                                                          | Bettina Mattern (SSV Heiligenwald)                                                                   | … (…)                                                                              | … (…)                                                                                    |
| 1986/1987 | Herrendoppel | Thomas Wurm (TG Langendiebach) - Andreas Schmidt (KSV Baunatal)                           | Uwe Ossenbrink (TG Ahlen) - Kai Mitteldorf (SC Union 08 Lüdinghausen)                                | … (…) - … (…)                                                                      | … (…) - … (…)                                                                            |
| 1986/1987 | Damendoppel  | Angelika Funke (STC Blau-Weiß Solingen) - Kerstin Ubben (Wedeler TSV)                     | Andrea Sotta (BC Schwarz-Weiß Köln) - Britta Zimmermann (KSV Baunatal)                               | … (…) - … (…)                                                                      | … (…) - … (…)                                                                            |
| 1986/1987 | Mixed        | Uwe Ossenbrink (TG Ahlen 1897) - Andrea Findhammer (Bottroper BG)                         | Thorsten Reinemann (TV Mainz-Zahlbach) - Anette Geisler (TuS Wiebelskirchen)                         | … (…) - … (…)                                                                      | … (…) - … (…)                                                                            |
| Saison    | Disziplin    | Erster                                                                                    | Zweiter                                                                                              | Dritter                                                                            | Dritter                                                                                  |
| 1987/1988 | Herreneinzel | Gordon Teigelkämper (TTC Brauweiler 1948)                                                 | Michael Helber (KSV Baunatal)                                                                        | … (…)                                                                              | … (…)                                                                                    |
| 1987/1988 | Dameneinzel  | Andrea Findhammer (1. BV Mülheim)                                                         | Angelika Funke (STC Blau-Weiß Solingen)                                                              | Kerstin Weinbörner (BV Wesel Rot-Weiss)                                            | … (…)                                                                                    |
| 1987/1988 | Herrendoppel | Michael Helber (KSV Baunatal) - Thomas Berger (KSV Baunatal)                              | Uwe Ossenbrink (1. BV Mülheim) - Fernando Poyatos (SV Unkel)                                         | … (…) - … (…)                                                                      | … (…) - … (…)                                                                            |
| 1987/1988 | Damendoppel  | Kerstin Weinbörner (BV Wesel Rot-Weiss) - Karen Stechmann (MTV Mittelnkirchen)            | Andrea Findhammer (FC Langenfeld) - Martina Höfer (FC Langenfeld)                                    | … (…) - … (…)                                                                      | … (…) - … (…)                                                                            |
| 1987/1988 | Mixed        | Fernando Poyatos (SV Unkel) - Angelika Funke (STC Blau-Weiß Solingen)                     | Gordon Teigelkämper (TTC Brauweiler 1948) - Bettina Mayer (VfB Friedrichshafen)                      | … (…) - Kerstin Weinbörner (BV Wesel Rot-Weiss)                                    | … (…) - … (…)                                                                            |
| Saison    | Disziplin    | Erster                                                                                    | Zweiter                                                                                              | Dritter                                                                            | Dritter                                                                                  |
| 1988/1989 | Herreneinzel | Michael Helber (KSV Baunatal)                                                             | Thomas Berger (KSV Baunatal)                                                                         | … (…)                                                                              | … (…)                                                                                    |
| 1988/1989 | Dameneinzel  | Kerstin Weinbörner (FC Bayer 05 Uerdingen)                                                | Karen Stechmann (VfL Stade)                                                                          | … (…)                                                                              | … (…)                                                                                    |
| 1988/1989 | Herrendoppel | Michael Helber (KSV Baunatal) - Thomas Berger (KSV Baunatal)                              | Stefan Moses (SC Langenhagen) - Alexander Reyss (TTC Brauweiler 1948)                                | … (…) - … (…)                                                                      | … (…) - … (…)                                                                            |
| 1988/1989 | Damendoppel  | Kerstin Weinbörner (FC Bayer 05 Uerdingen) - Karen Stechmann (VfL Stade)                  | Heike Stohlmann (TV Blomberg) - Martina Stropnik (Bottroper BG)                                      | … (…) - … (…)                                                                      | … (…) - … (…)                                                                            |
| 1988/1989 | Mixed        | Thomas Berger (KSV Baunatal) - Karen Stechmann (VfL Stade)                                | Michael Helber (KSV Baunatal) - Kerstin Weinbörner (FC Bayer 05 Uerdingen)                           | … (…) - … (…)                                                                      | … (…) - … (…)                                                                            |
| Saison    | Disziplin    | Erster                                                                                    | Zweiter                                                                                              | Dritter                                                                            | Dritter                                                                                  |
| 1989/1990 | Herreneinzel | Gian-Piero Vargiu (TV Überherrn)                                                          | Holger Kampen (BV Wesel Rot-Weiss)                                                                   | Jörg Mann (TTC Brauweiler 1948)                                                    | Harald Voepel                                                                            |
| 1989/1990 | Dameneinzel  | Tanja Münch (Bottroper BG)                                                                | Karen Stechmann (VfL Stade)                                                                          | Heike Stohlmann (TV Blomberg)                                                      | Carola Kropp                                                                             |
| 1989/1990 | Herrendoppel | Gian-Piero Vargiu (TV Überherrn) - Oliver Pongratz (TSV Mindelheim)                       | Holger Kampen (BV Wesel Rot-Weiss) - Jörg Mann (TTC Brauweiler 1948)                                 | Harald Voepel - Alexander Merget (SG Anspach)                                      | Matthias Beck - Jörg Kuhnert                                                             |
| 1989/1990 | Damendoppel  | Kerstin Weinbörner (FC Bayer 05 Uerdingen) - Karen Stechmann (SSV Heiligenwald)           | Heike Stohlmann (TV Blomberg) - Sylvia Reyss (TTC Brauweiler 1948)                                   | Tanja Münch (Bottroper BG) - Martina Stropnik (Bottroper BG)                       | Annette Hilt - Anke Bochow (TTC Brauweiler 1948)                                         |
| 1989/1990 | Mixed        | Dirk Ruberg (BV Wesel Rot-Weiss) - Heike Stohlmann (TV Blomberg)                          | Jörg Mann (TTC Brauweiler 1948) - Anke Bochow (TTC Brauweiler 1948)                                  | Oliver Pongratz (TSV Mindelheim) - Sylvia Reyss (TTC Brauweiler 1948)              | Christian Mohr (TSV Lohe-Rickelshof 1923) - Carola Kropp                                 |
| Saison    | Disziplin    | Erster                                                                                    | Zweiter                                                                                              | Dritter                                                                            | Dritter                                                                                  |
| 1990/1991 | Herreneinzel | Oliver Pongratz (TSV Mindelheim)                                                          | Gian-Piero Vargiu (TuS Wiebelskirchen)                                                               | … (…)                                                                              | … (…)                                                                                    |
| 1990/1991 | Dameneinzel  | Sylvia Reyss (TTC Brauweiler 1948)                                                        | Martina Finkenberg (TuB Bocholt)                                                                     | … (…)                                                                              | … (…)                                                                                    |
| 1990/1991 | Herrendoppel | Gian-Piero Vargiu (TV Überherrn) - Oliver Pongratz (TSV Mindelheim)                       | Holger Kampen (BV Wesel Rot-Weiss) - Jörg Mann (TTC Brauweiler 1948)                                 | … (…) - … (…)                                                                      | … (…) - … (…)                                                                            |
| 1990/1991 | Damendoppel  | Viola Rathgeber (SC Siemensstadt) - Carola Kropp (VfL Berliner Lehrer)                    | Martina Finkenberg (TuB Bocholt) - Kirsten Passin (TTC Brauweiler 1948)                              | … (…) - … (…)                                                                      | … (…) - … (…)                                                                            |
| 1990/1991 | Mixed        | Jörg Mann (TTC Brauweiler 1948) - Anke Bochow (TTC Brauweiler 1948)                       | Gian-Piero Vargiu (TuS Wiebelskirchen) - Sylvia Reyss (TTC Brauweiler 1948)                          | … (…) - … (…)                                                                      | … (…) - … (…)                                                                            |
| Saison    | Disziplin    | Erster                                                                                    | Zweiter                                                                                              | Dritter                                                                            | Dritter                                                                                  |
| 1991/1992 | Herreneinzel | Björn Siegemund (BC Eintracht Südring Berlin)                                             | Marc Hannes (TTC Brauweiler 1948)                                                                    | Franklin Wahab (SG Anspach)                                                        | Wolf-Dieter Baier (VfB Friedrichshafen)                                                  |
| 1991/1992 | Dameneinzel  | Sandra Beißel (TTC Brauweiler 1948)                                                       | Nina Bruns (BV Gifhorn)                                                                              | Nicole Grether (BC Lörrach-Brombach)                                               | Kirsten Sprang (SSV Heiligenwald)                                                        |
| 1991/1992 | Herrendoppel | Christian Tupay (1. BV Mülheim) - Björn Siegemund (VfB Hermsdorf)                         | Wolf-Dieter Baier (VfB Friedrichshafen) - Steffen Weber (SSV Ulm 1846)                               | Marc Hannes (TTC Brauweiler 1948) - Nils Kannengießer (1. BV Mülheim)              | Gerrit Burkert (TuS Gildehaus) - André Vos (TuS Gildehaus)                               |
| 1991/1992 | Damendoppel  | Sandra Beißel (TTC Brauweiler 1948) - Nicole Grether (BC Lörrach-Brombach)                | Viola Rathgeber (SC Siemensstadt) - Katja Michalowsky (TSV Glinde)                                   | Catrin Paulsen (Kaltenkirchener TS) - Julia Holderbaum (Delphin Bad Schwartau)     | Anja Kleinrüschkamp (TuS Eintracht Bielefeld) - Anja Faber (TTC Brauweiler 1948)         |
| 1991/1992 | Mixed        | Franklin Wahab (SG Anspach) - Sandra Mirtsching (SG Anspach)                              | Marc Hannes (TTC Brauweiler 1948) - Sandra Beißel (TTC Brauweiler 1948)                              | Nils Kannengießer (1. BV Mülheim) - Insa Lösche (1. BV Mülheim)                    | Steffen Weber (SSV Ulm 1846) - Kirsten Sprang (SSV Heiligenwald)                         |
| Saison    | Disziplin    | Erster                                                                                    | Zweiter                                                                                              | Dritter                                                                            | Dritter                                                                                  |
| 1992/1993 | Herreneinzel | André Vos (TuS Gildehaus)                                                                 | Björn Decker (TV 1872 Saarlouis)                                                                     | Boris Reichel (TuS Gildehaus)                                                      | Marc Hannes (TTC Brauweiler 1948)                                                        |
| 1992/1993 | Dameneinzel  | Nicole Grether (SSV Heiligenwald)                                                         | Viola Rathgeber (SC Siemensstadt)                                                                    | Katja Michalowsky (TSV Glinde)                                                     | Verena Nuy (BC Gleve)                                                                    |
| 1992/1993 | Herrendoppel | Thorsten Hukriede (TV Jahn-Rheine 1885) - Andreas Kerst (BC Kleve)                        | Gerrit Burkert (TuS Gildehaus) - André Vos (TuS Gildehaus)                                           | Marc Hannes (TTC Brauweiler 1948) - Nils Kannengießer (1. BV Mülheim)              | Breden (Bremerhaven) - Meyners (VfL Lüneburg)                                            |
| 1992/1993 | Damendoppel  | Viola Rathgeber (SC Siemensstadt) - Nicol Pitro (SG Diepholz von 1870)                    | Anja Weber (VfL Berliner Lehrer) - Katja Michalowsky (TSV Glinde)                                    | Nicole Grether (SSV Heiligenwald) - Sandra Beißel (TTC Brauweiler 1948)            | Lösche (1. BV Mülheim) - Verena Nuy (BC Gleve)                                           |
| 1992/1993 | Mixed        | Boris Reichel (TuS Gildehaus) - Viola Rathgeber (SC Siemensstadt)                         | Marc Hannes (TTC Brauweiler 1948) - Sandra Beißel (TTC Brauweiler 1948)                              | Breden (Bremerhaven) - Lorenz (SSV Heiligenwald)                                   | Nils Kannengießer (1. BV Mülheim) - Lösche (1. BV Mülheim)                               |
| Saison    | Disziplin    | Erster                                                                                    | Zweiter                                                                                              | Dritter                                                                            | Dritter                                                                                  |
| 1993/1994 | Herreneinzel | Björn Decker (SSV Heiligenwald)                                                           | Sebastian Ottrembka (VfL Berliner Lehrer)                                                            | Thorsten Hukriede (1. BV Mülheim)                                                  | Boris Reichel (TuS Gildehaus)                                                            |
| 1993/1994 | Dameneinzel  | Stefanie Müller (TSV Neuhausen-Nymphenburg)                                               | Claudia Vogelgsang (VfB Friedrichshafen)                                                             | Nicol Pitro (FC Langenfeld)                                                        | Anja Weber (VfL Berliner Lehrer)                                                         |
| 1993/1994 | Herrendoppel | Thorsten Hukriede (1. BV Mülheim) - Andreas Kerst (1. BV Mülheim)                         | Boris Reichel (TuS Gildehaus) - Kai Thomas (TuS Gildehaus)                                           | Björn Decker (SSV Heiligenwald) - Kai Behles (BV Welschbach)                       | Christopher Galla (SV Fortuna Regensburg) - Christian Schmalhaus (SV Fortuna Regensburg) |
| 1993/1994 | Damendoppel  | Nicol Pitro (FC Langenfeld) - Viola Rathgeber (SC Siemensstadt)                           | Simone Hilt (TuS Schorndorf) - Claudia Vogelgsang (VfB Friedrichshafen)                              | Anja Weber (VfL Berliner Lehrer) - Verena Nuy (1. BV Mülheim)                      | Wiebke Schrempf (TuS Reppenstedt) - Beke Recht (VfL Stade)                               |
| 1993/1994 | Mixed        | Boris Reichel (TuS Gildehaus) - Viola Rathgeber (SC Siemensstadt)                         | Conrad Hückstädt (VfL Berliner Lehrer) - Carolin Voß (BSV Greifswald)                                | Sebastian Ottrembka (VfL Berliner Lehrer) - Anika Sietz (TSV Glinde)               | Andreas Kerst (1. BV Mülheim) - Tanja Lorenz (SSV Heiligenwald)                          |
| Saison    | Disziplin    | Erster                                                                                    | Zweiter                                                                                              | Dritter                                                                            | Dritter                                                                                  |
| 1994/1995 | Herreneinzel | Björn Decker (SSV Heiligenwald)                                                           | Conrad Hückstädt (VfL Berliner Lehrer)                                                               | Rehan Khan (VfB Friedrichshafen)                                                   | Sebastian Ottrembka (VfL Berliner Lehrer)                                                |
| 1994/1995 | Dameneinzel  | Anika Sietz (TSV Glinde)                                                                  | Jeanette Ottrembka (VfL Berliner Lehrer)                                                             | Wiebke Schrempf (BV Gifhorn)                                                       | Nicole Krause (FC Langenfeld)                                                            |
| 1994/1995 | Herrendoppel | Mike Joppien (FC Langenfeld) - Rehan Khan (VfB Friedrichshafen)                           | Thomas Tesche (TSV Berkenthin) - Joachim Tesche (TSV Berkenthin)                                     | Sebastian Ottrembka (VfL Berliner Lehrer) - Christian Barthel (VfL 93 Hamburg)     | Christian Kraul (TSV Glinde) - Dirk Reichstein (BV Gifhorn)                              |
| 1994/1995 | Damendoppel  | Jeanette Ottrembka (VfL Berliner Lehrer) - Beke Recht (VfL Stade)                         | Birte Frings (SG Neukirchen-Vluyn) - Rebecca Groß (TB Rheinhausen)                                   | Nicole Krause (FC Langenfeld) - Jessica Willems (FC Langenfeld)                    | Kattner (BC Emsdetten) - Kaiser (TV Soest)                                               |
| 1994/1995 | Mixed        | Björn Decker (SSV Heiligenwald) - Wiebke Schrempf (BV Gifhorn)                            | Conrad Hückstädt (VfL Berliner Lehrer) - Anika Sietz (TSV Glinde)                                    | Marco Hukriede (TTC Brauweiler 1948) - Jessica Willems (FC Langenfeld)             | Kristof Hopp (Wittorf) - Sandra Mirtsching (SG Anspach)                                  |
| Saison    | Disziplin    | Erster                                                                                    | Zweiter                                                                                              | Dritter                                                                            | Dritter                                                                                  |
| 1995/1996 | Herreneinzel | Mike Joppien (FC Langenfeld)                                                              | Arnd Vetters (PSV Grün-Weiß Wiesbaden)                                                               | Jens Roch (PSV Ludwigshafen)                                                       | Sebastian Schulz (SWS Wichernschule)                                                     |
| 1995/1996 | Dameneinzel  | Petra Overzier (TTC Brauweiler 1948)                                                      | Jeanette Ottrembka (VfL Berliner Lehrer)                                                             | Wiebke Schrempf (BV Gifhorn)                                                       | Anne Hönscheid (TTC Brauweiler 1948)                                                     |
| 1995/1996 | Herrendoppel | Mike Joppien (FC Langenfeld) - Rehan Khan (VfB Friedrichshafen)                           | Joachim Tesche (TSV Berkenthin) - Thomas Tesche (TSV Berkenthin)                                     | Malte Böttger (TSV Berkenthin) - Kristof Hopp (BW Wittorf)                         | Maurice Niesner (BV Gifhorn) - Robin Niesner (BV Gifhorn)                                |
| 1995/1996 | Damendoppel  | Jeanette Ottrembka (VfL Berliner Lehrer) - Beke Recht (VfL Stade)                         | Michaela Peiffer (TuS Wiebelskirchen) - Kathrin Piotrowski (PSV Gelsenkirchen)                       | Dominique Mirtsching (PSV Grün-Weiß Wiesbaden) - Wiebke Schrempf (BV Gifhorn)      | Petra Overzier (TTC Brauweiler 1948) - Anne Hönscheid (TTC Brauweiler 1948)              |
| 1995/1996 | Mixed        | Thomas Tesche (TSV Berkenthin) - Jeanette Ottrembka (VfL Berliner Lehrer)                 | Mike Joppien (FC Langenfeld) - Wiebke Schrempf (BV Gifhorn)                                          | Arnd Vetters (PSV Grün-Weiß Wiesbaden) - Sandra Mann (SSV Heiligenwald)            | Kristof Hopp (BW Wittorf) - Gesa Ladewig (BC Rendsburg)                                  |
| Saison    | Disziplin    | Erster                                                                                    | Zweiter                                                                                              | Dritter                                                                            | Dritter                                                                                  |
| 1996/1997 | Herreneinzel | Andreas Wölk (FC Langenfeld)                                                              | Rehan Khan (VfB Friedrichshafen)                                                                     | Jens Roch (PSV Ludwigshafen)                                                       | Ian Maywald (1. BC Beuel)                                                                |
| 1996/1997 | Dameneinzel  | Michaela Peiffer (TuS Wiebelskirchen)                                                     | Kathrin Piotrowski (PSV Gelsenkirchen)                                                               | Jeanette Ottrembka (VfL Berliner Lehrer)                                           | Birte Frings (FC Langenfeld)                                                             |
| 1996/1997 | Herrendoppel | Joachim Tesche (TSV Berkenthin) - Thomas Tesche (TSV Berkenthin)                          | Gregor Hönscheid (TTC Brauweiler 1948) - Björn Joppien (FC Langenfeld)                               | Klupsch (BVH Dorsten) - David Papendick (BVH Dorsten)                              | Felix Künzer (SG Post/Süd Regensburg) - Roman Spitko (TSV Herbertshofen)                 |
| 1996/1997 | Damendoppel  | Michaela Peiffer (TuS Wiebelskirchen) - Kathrin Piotrowski (PSV Gelsenkirchen-Buer)       | Jeanette Ottrembka (VfL Berliner Lehrer) - Beke Recht (VfL Stade)                                    | Birte Frings (FC Langenfeld) - Sandra Mann (SSV Heiligenwald)                      | Borg (BC Viersen) - Miriam Mroß (PSV Gelsenkirchen-Buer)                                 |
| 1996/1997 | Mixed        | Thomas Tesche (TSV Berkenthin) - Jeanette Ottrembka (VfL Berliner Lehrer)                 | Joachim Tesche (TSV Berkenthin) - Kathrin Piotrowski (PSV Gelsenkirchen)                             | Andreas Wölk (FC Langenfeld) - Birte Frings (FC Langenfeld)                        | Ingo Kindervater (1. BC Beuel) - Beke Recht (VfL Stade)                                  |